# مسجد السلطان الناصر حسن ومدرسته
مسجد السلطان الناصر حسن ومدرسته أو مدرسة السلطان حسن أو مسجد السلطان حسن هو أحد المساجد الأثريّة الشهيرة بالقاهرة. يوصف بأنه درة العمارة الإسلامية بالشرق، ويعد أكثر آثار القاهرة الإسلامية تناسقاً وانسجاماً، ويمثل مرحلة نضوج العمارة المملوكية. أنشأه السلطان الناصر حسن بن الناصر محمد بن قلاوون خلال الفترة من 757هـ/1356م إلى 764هـ/1363م خلال حقبة حكم المماليك البحرية لمصر. يتكون البناء من مسجد ومدرسة للمذاهب الأربعة (الشافعية والحنفية والمالكية والحنابلة)، وكان يْدَرَّس بها أيضاً علوم تفسير القرآن، الحديث النبوي، القراءات السبع، بالإضافة إلى مُكتِّبين لتحفيظ الأيتام القرآن وتعليمهم الخط.
كان موقع المسجد قديماً سوقاً يسمى «سوق الخيل» وكان به قصر أمر ببنائه الناصر محمد بن قلاوون لسكنى الأمير يلبغا اليحياوي، ثم قام السلطان حسن بهدم هذا القصر وبنى محله هذه المدرسة. ويقع المسجد حالياً بميدان صلاح الدين (ميدان الرميلة) بحي الخليفة التابع للمنطقة الجنوبية بالقاهرة، وبجواره عدة مساجد أثرية تتمثل في مسجد الرفاعي، مسجد المحمودية، مسجد قاني باي الرماح، مسجد جوهر اللالا، بالإضافة إلى مسجد محمد علي، ومسجد الناصر قلاوون بقلعة صلاح الدين، ومتحف مصطفى كامل.

## المنشئ

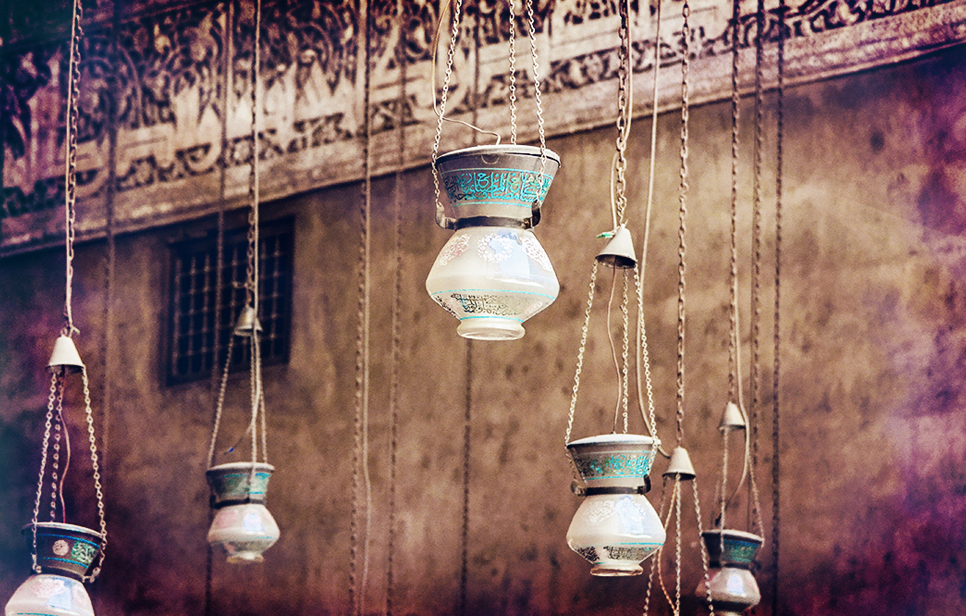
معلقات بسلاسل نحاسية مدلاة من السقف

ولد السلطان الملك الناصر حسن بن الناصر محمد بن قلاوون سنة 735هـ/1334م، وسمي أولاً قامري، ولما ولي ملك مصر اختار اسم حسن فعرف به. ولي عرش مصر سنة 748هـ/1347م، وعمره ثلاثة عشر سنة، ولصغر سنه ناب عنه في إدارة شؤون الدولة الأمير بيبغا روس، وأنعم على الأمير منجك اليوسفي وعينه في الوزارة والأستدارية. وفي سنة 751هـ/1350م أثبت القضاة أنه بلغ سن الرشد، فتولى الحكم وقبض على الأميرين بيبغا روس ومنجك اللذان كان في يدهما أمور الحكم، مما دعا الأمراء إلى التآمر عليه وإقصاءه عن الملك سنة 752هـ/1351م، واعتقل وعين مكانه أخيه الملك الصالح صالح. وفي سنة 755هـ/1354م أعيد الملك الناصر حسن إلى ملك مصر، وفي تلك الفترة ازداد التنافس بين الأمراء الترك، فترك السلطان مقاليد السلطنة إلى الأمير شيخون العمري، وبعد مقتله استولى الأمير صرغتمش الناصري على شؤون الدولة واستبد وطمع في السلطنة، فاتفق السلطان حسن مع جماعة من الأمراء على التخلص منه، فقبضوا عليه وهزموا مماليكه التي ورثها من بعده بجانب أمواله الأمير يلبغا الخاصكي العمري الذي أقره السلطان على إمرة مجلس، وأخذ يشتري عدداً كبيراً من المماليك مما أثار مخاوف السلطان، فاتبع سياسة جديدة اعتمد فيها على أولاد الناس، فاشتدت الفتنة بين السلطان والأمير يلبغا، فحاول السلطان الفتك به فلم يوفق، فهاجمه يلبغا في القلعة فهرب السلطان، ثم قبض عليه ومن معه في المطرية سنة 762هـ/1361م وهو في طريقه قاصداً الشام، وكان هذا آخر العهد به، وقيل أنه خنق وألقي في البحر ولم يعرف له قبر.:122:ج1ص165:ج3ص276:280:43

## المهندس
أحاط الغموض الفنان الذي شيد هذا البناء، وبقي اسم المهندس غير معروف لم يذكره أحد من المؤرخين، ولكن استنتج هرتس باشا من أسلوب عمارته أنه أجنبي ورجح أنه بيزنطي تلقى أصول الطراز الإسلامي في أحد البلاد السلجوقية. أما شاد العمارة فاكتشف اسمه الأثري حسن عبد الوهاب سنة 1944 على نص مكتوب في طراز جصي بالمدرسة الحنفية نصه:
«بسم الله الرحمن الرحيم إن المتقين في جنات وعيون أدخلوها بسلام آمنين ونزعنا ما في صدورهم من غل إخواناً على سرر متقابلين لا يمسهم فيها نصب وما هم منا بمخرجين. اللهم يا دائم لا يفنا يا من نعمه لا تحصا أدم العز والتمكين والنصر والفتح المبين ببقاء من أيدت به الإسلام والمسلمين وأحييت...... حسن ابن مولانا السلطان ال...... عنه على ما وليته وخلده في ذريته كتبة تحمو دولته. وشاد عمارته محمد ابن بيليك المحسني»
والأمير محمد بن بيليك المحسني هو من أمراء الألوف ومن أولاد الناس، وقف بجانب السلطان حسن في محنته مع يلبغا، ونشأت أسرته في عصر المنصور قلاوون، وتقلب أفرادها في وظائف الدولة.:ج1ص178:180

## التاريخ

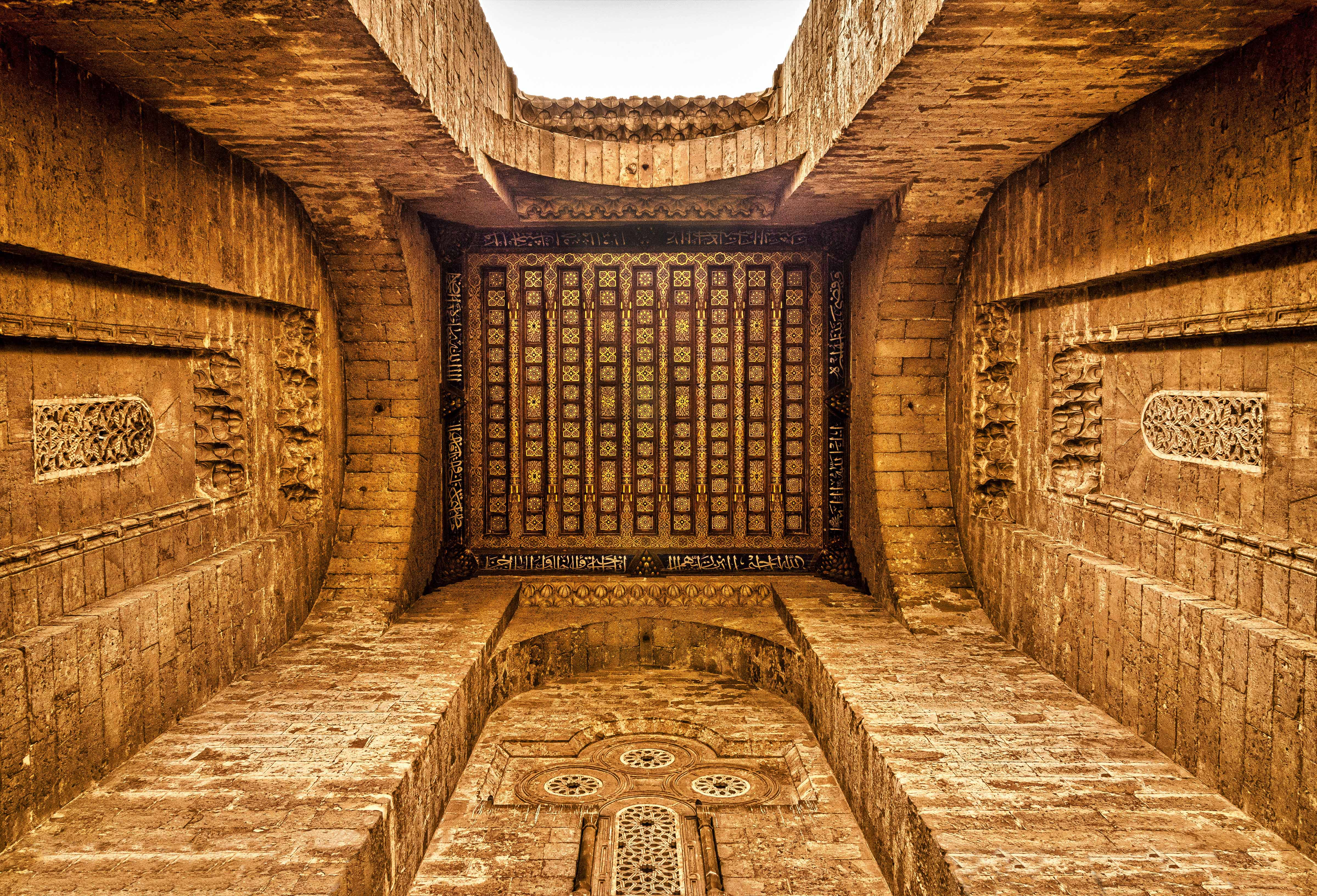
الزخارف الإسلامية

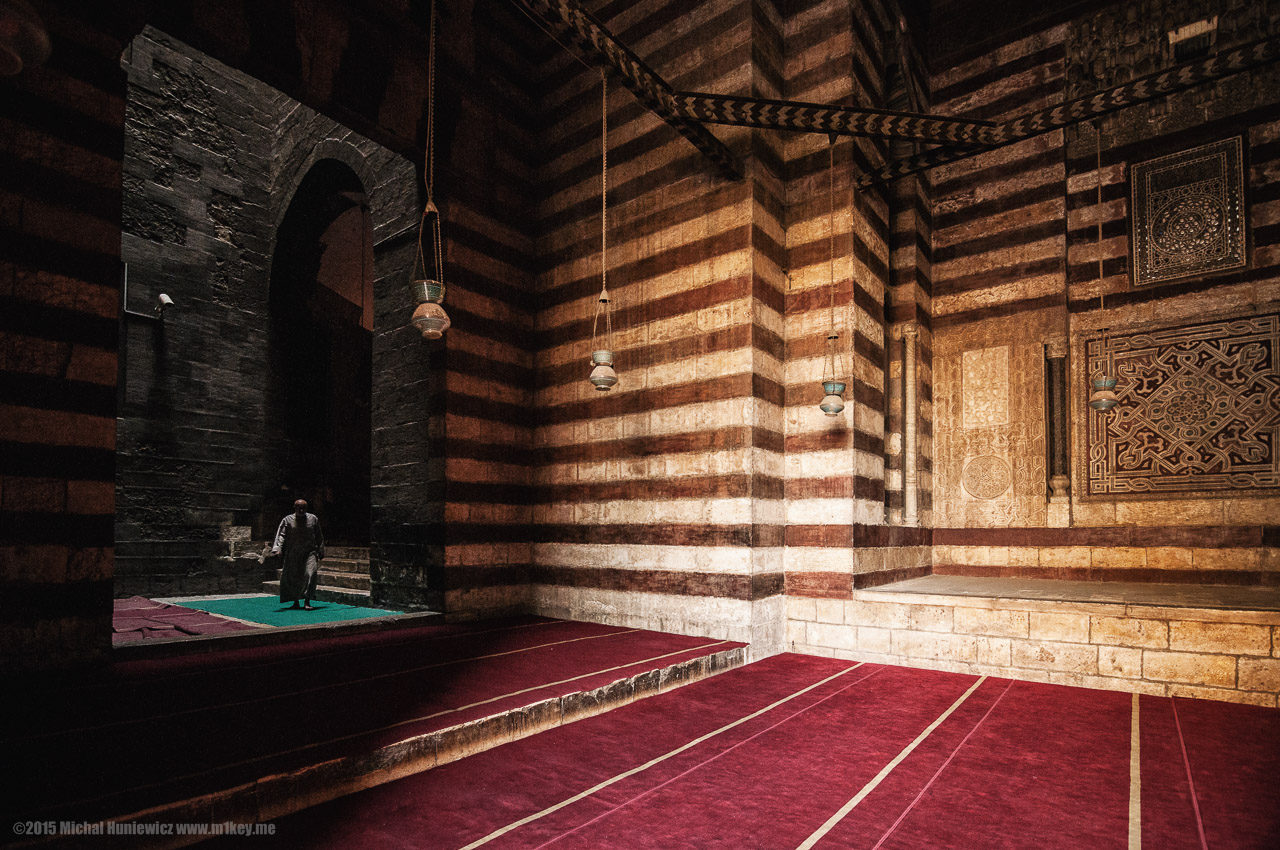
مدخل المسجد

خلف السلطان حسن عمارة جليلة خلدت اسمه والتي تمثلت في مسجده ومدرسته التي يعدها المؤرخين والأثريين أجمل مساجد القاهرة وعموم مصر، وخير أبنية عصر المماليك جميعاً وفخر العمارة الإسلامية في الشرق بأجمعه. عرف موضع المسجد قديماً بسوق الخيل، وكان به قصر أمر بإنشائه الملك الناصر محمد بن قلاوون سنة 738هـ/1337م لسكنى الأمير يلبغا اليحياوي، وبقي هذا القصر حتى ابتدأ السلطان عمارة المسجد والمدرسة سنة 757هـ/1356م، واستمر العمل به جارياً طوال مدة حياته، ورصد له ميزانية ضخمة وصرف عليه بسخاء.:59:63:ج1ص166:ج3ص280
قتل السلطان حسن وكانت المدرسة كاملة عدا بعض أعمال تكميلية أتم بعض منها من بعده الطواشي بشير الجمدار، وترك بعضها على حاله. فأتم قبة الفسقية سنة 766هـ/1364م، وهي قبة خشبية أقيمت على ثمانية عمد رخامية وكتب بدائرها آية الكرسي وتاريخ الفراغ منها، كما أتم بناء القبة الكبيرة من الخشب وغطاها بألواح من الرصاص لتكون بذلك رابع قبة كبيرة في مصر بعد قبة الأمام الشافعي، وقبة مسجد الظاهر، وقبة مسجد الناصر قلاوون. وافتتحت المدرسة في حياة السلطان حسن قبل إتمامها، وصلى بها الجمعة وأنعم على البنائين والمهندسين، وأقيمت بها الدروس، كما حرر لها وقفية سنة 760هـ/1359م، وعين بها الموظفين والقراء وفرشها وعلق بها الثريات والمشكاوات الجميلة، وعين لها إماماً.:ج1ص168:169

### نظام المدارس
قرر السلطان حسن لمدارس المذاهب الأربعة مدرسين ومراقبين وعين لهم مرتبات، وقرر لكل مذهب شيخاً ومائة طالب، من كل فرقة خمسة وعشرون متقدمون وثلاثة معيدون، وعين مدرساً لتفسير القرآن، وعين معه ثلاثين طالباً، وعين مدرساً للحديث النبوي، ومقرئاً لقراءة الحديث ومعهما ثلاثين طالباً، ثم عين بالإيوان القبلي شيخاً مفتياً، وعين مدرساً عالماً بالقراءات السبع، وعين اثنين لمراقبة الحضور والغياب أحدهما بالليل والآخر بالنهار، كما أعد مكتبة وعين لها أميناً، وألحق بالمدرسة مكتبين لتعليم الأيتام القرآن والخط، وقرر لهم الكسوة والطعام، فكان إذا أتم اليتيم حفظاً يعطى خمسين درهماً، ويمنح مؤدبه خمسين درهماً مكافأة له. وعين السلطان ثلاثة أطباء أحدهما باطني والآخر للعيون، يحضر كل منهما كل يوم بالمسجد ليداوي من يحتاج إلى علاج من الموظفين والطلبة، والثالث جراح.:ج1ص174

### المبنى كحصن

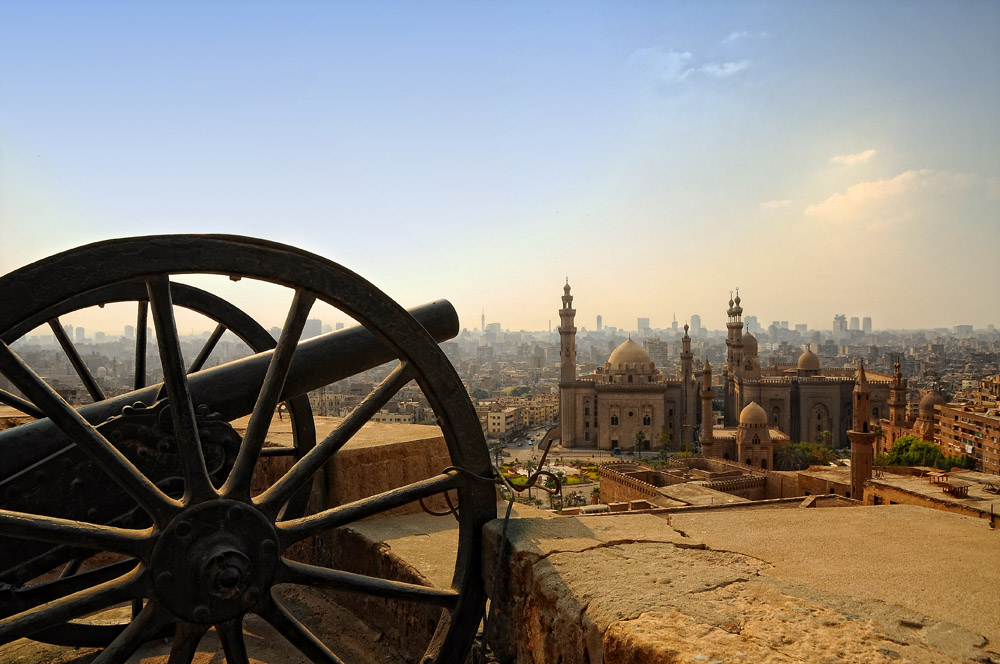
مسجد السلطان حسن من فوق سور القلعة

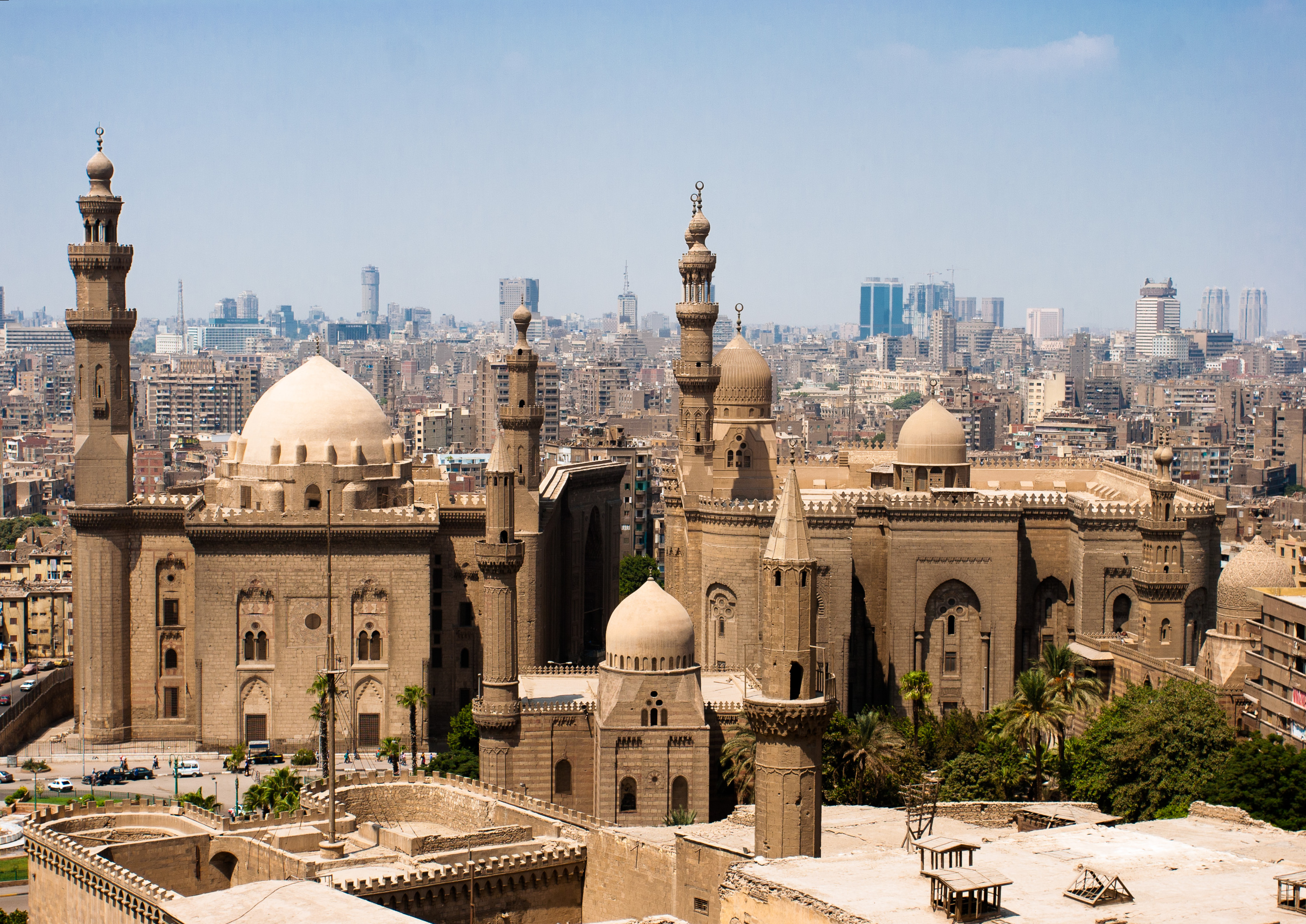
مشهد لمسجد السلطان حسن وبجواره مسجد الرفاعي من فوق سور القلعة

اتخذ المماليك من المبنى حصناً لهم، لوقوعه أمام قلعة الجبل، وذلك كلما وقعت فتنة بينهم، فيصعدون إلى أعلى المبنى ويضربون القلعة، ولما تكررت هذه الحوادث أمر السلطان الظاهر برقوق سنة 793هـ/1391م بهدم السلم الموصل إلى سطح المدرسة وسد ما وراء الباب النحاسي الكبير، وفتح أحد شبابيك المدرسة ليوصل إلى داخلها. وفي سنة 825هـ/1422م صرح بالآذان في المنارتين وأعيد بناء الدرج والبسطة وركب باب بدل الذي أخذه المؤيد شيخ. ولما عاود الأمراء مهاجمة القلعة من المدرسة أمر السلطان أبو سعيد جقمق بهدم السلالم الموصلة إلى المنارات سنة 842هـ/1438م. وفي سنة 858هـ/1454م عهد السلطان أبو النصر إينال إلى المهندسين بفحص المنارة القبلية، فتبين لهم سلامتها، ولكن وجد أن رصاص القبة به ثغرات، وهلالها به اعوجاج من كثرة إصابتها خلال الحروب، فرفع وبقيت القبة بدونه. وفي سنة 902هـ/1497م حوصرت القلعة وتبادل المماليك الضربات من وإلى المدرسة، ونهبت بسط المدرسة وقناديلها ورخامها. وفي سنة 903هـ/1497م جدد الأمير طومانباي الدوادار الثاني جدران المدرسة وأصلح ما تلف منها، وأقيمت الخطبة بها بعد أن كانت معطلة نحو عشرة أشهر. وفي سنة 906هـ/1500م هدم الأشرف جان بلاط جزءاً بسيطاً خلف محراب القبة بصعوبة ثم أوقف الهدم. ولما ولي ملك مصر الملك العادل طومان باي أمر بترميم جميع ما تهدم من جدران في مدة محاصرة القلعة. ثم سد الباب الكبير مرة ثانية لمدة 51 سنة منذ سنة 1149هـ/1736م وحتى سنة 1200هـ/1785م حيث أصلح المسجد سليم أغا وفتح بابه وأزال الدكاكين من أسفله، وبنى له سلالم ومصطبة جديدة.:ج1ص174:176

## التصميم
وضع تصميم المدرسة على طريقة التعامد التي تشتمل على أربعة إيوانات يتوسطها صحن مكشوف. وكان المقرر في مشروع بنائها أربعة منارات، فرغ من بناء ثلاث، منها اثنتان تكتنفان القبة بالوجهة الشرقية، والثالثة كانت على الكتف الأيمن للباب العمومي، وسقطت الثالثة سنة 762هـ/1361م، فأبطل السلطان حسن بناء المنارة الرابعة التي كان مقرراً لها الكتف الأيسر، واكتفي بالمنارتين.:ج1ص168:169
صمم المبنى على هيئة كثيرة الأضلاع، وتبلغ مساحته 7906 متر مربع، حيث يبلغ أقصى طول 150 متر، وأقصى عرض 68 متر، وله أربع وجهات شرقية وغربية وقبلية وبحرية، بالجهة الشرقية القبة والمنارتان، أقدمهما القبلية، ويبلغ ارتفاعها عن صحن الجامع 81.60 متر، ومنارة بحرية سقطت سنة 1070هـ/1659م، وجددها الوالي العثماني إبراهيم باشا سنة 1082هـ/1671م. حليت أعتاب شبابيك القبة بمقرنصات وعقود غريبة، وطعمت بأشرطة من القاشاني، وحليت نواصيها بعمد من الحجر بها كتابات كوفية. أما الجهة القبلية للمبنى فبها مدرستي الحنابلة والحنفية، والجهة الغربية تحتها دورة المياه وأمامها الساقية التي كانت توصل المياه إلى المدارس وإلى المسجد. في حين يبلغ ارتفاع الجهة البحرية عند الباب 37.70 متر وهي الجهة العمومية، وبطرفها الغربي الباب العمومي الذي حلي من جانبيه بالزخارف المتنوعة الممتدة إلى أعلى، والتي لم تكتمل. ويكتنف المدخل حنيتان برأسيهما مقرنصات لبستا بالرخام الأخضر بأشكال هندسية، وقد كان لهذا الباب مصراعان من الخشب مغشيان بأنفس الأبواب النحاسية، نقلهما السلطان المؤيد شيخ إلى مسجده بالسكرية سنة 819هـ/1416م، ويؤدي هذا الباب إلى مدخل مربع الشكل مكون من ثلاثة إيوانات يتوسطها قبلة ملبسة بالحجر الأحمر، وبصدر المدخل مسسطبة حلي صدرها بالرخام الملون الملبس في الرخام الأبيض، ومن هذا المدخل يتوصل إلى سلم ذي خمس درجات يؤدي إلى دهليز معقود منثني إلى اليسار، وينتهي إلى صحن كبير مفروش بالرخام الملون مساحته 34.60 متر * 32 متر، يتوسطه فسقية تعلوها قبة محمولة على ثمانية أعمد، وحول الصحن أربع إيوانات أكبرها إيوان القبلة، وبصدره المحراب المغشى بالرخام الملون والمحلى بالزخارف، ويجاور المحراب منبر من الرخام له باب من النحاس المفرغ، ويكتنف المحراب بابان يوصلان إلى القبة.:ج1ص170:172:ج3ص282:290
والقبة مربعة طول كل ضلع من أضلاعها 21 متر، وارتفاعها إلى ذروتها 48 متر، وبها محراب من الرخام محلى بزخارف دقيقة، ووزرة مرتفعة نحو ثمانية أمتار، ويتوسط القبة تركيبة من الرخام كتب عليها أنها أنشئت سنة 786هـ/1384م برسم تربة السلطان السعيد الشهيد الملك الناصر حسن وذريته، إلا أن السلطان لم يدفن بها حيث قتل ولم يعرف له قبر، ودفن فيها ولداه الشهاب أحمد المتوفى سنة 788هـ/1386م، وأخيه إسماعيل، وأودع بهذه القبة كرسي المصحف المكون من حشوات سن وآبنوس وخشب دقت بالأويمة الدقيقة. ويحيط بالصحن أربع مدارس للمذاهب الأربعة، أكبرها المدرسة الحنفية إذ تبلغ مساحتها 898 متر، ويتكون كل منها من إيوان وصحن تتوسطه فسقية، ثم طبقات بعضها فوق بعض تشرف على الصحن والوجهات، وكان لإيوان المدرسة الحنفية فسقية نقلت إلى مسجد الطنبغا المارداني بواسطة لجنة حفظ الآثار العربية سنة 1317هـ/1899م.:ج1ص172:173:ج1ص151
واتخذ خلف الدركاة والإيوان الغربي أبنية فرعية، الدور الأرضي منها يشتمل على دورة مياه فسيحة مساحتها 412 متر، وتنخفض أرضية تلك الجهة عن أرضية الجامع بستة أمتار ونصف متر، ويتوصل إليها من باب في غاية الجمال، وفي وسطها ميضأة من الرخام الأبيض، وعلى امتداد جدران هذا المكان مرافق ومنافع متنوعة، ومن ملحقات الجامع أيضاً الساقية الموجودة بالزاوية القبلية الغربية.:ج1ص176

## الترميم

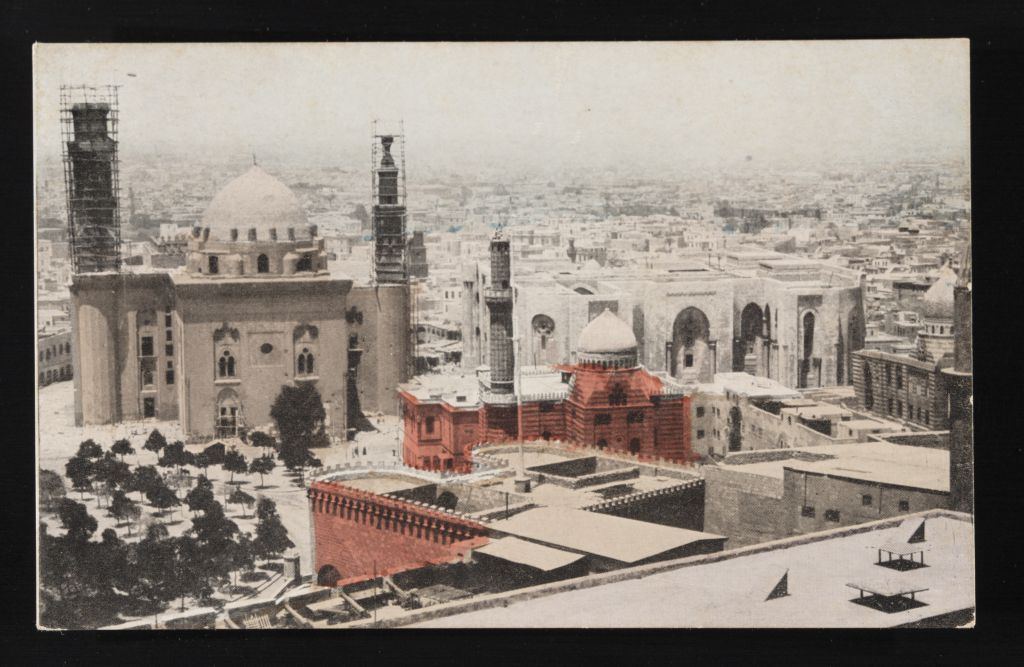
أعمال ترميم المسجد عام 1915

قامت لجنة حفظ الآثار العربية تحت إشراف المهندس هرتس باشا ببذل مجهود جبار في إصلاح عمارة مباني المسجد والمدرسة، فأكملت بناء المنارتين وأصلحت الجدران والرخام والنجارة والأرضية ما أعاد للمسجد رونقه، وانتهت تلك الأعمال في منتصف سنة 1915 بتكلفة بلغت 40 ألف جنيه وقتها.:ج1ص181 في عام 2012 بدأت وزارة الآثار المصرية في إجراءات فعلية لصيانة المسجد، ضمن خطتها لترميم المسجد الذي كان يعاني بعض التصدعات. تضمنت خطة التطوير تزويد المسجد ببوابة إلكترونية، إجراء أعمال ترميم دقيق لبعض جدرانه، من بينها حائط القبلة وكرسي المقرئ وصيانة القبة الضريحية وفسقية الصحن، وإعادة النظر في أسلاك الشبكة الكهربائية داخل المسجد لجعلها غير مرئية للزوار، تغيير سجاد المسجد، تحويل خط المياه المتصل بالشبكة الرئيسية وإبعاده عن المنطقة الأثرية، تركيب كاميرات للمراقبة بتكلفة وصلت إلى 78 ألف جنيه، وذلك ضمن خطة لتأمين المسجد والمنطقة الأثرية على مدار الساعة من خلال غرفة مراقبة مركزية، كما تم إعداد مكتبة للتراث بالمسجد، تضم كتبا تاريخية تتناول مصر في العصر الإسلامي، وخطط للإعداد لأنشطة ثقافية ودينية وتنظيم وإقامة المحاضرات والندوات الثقافية والدينية والتربوية والعلمية المتعلقة بالشباب بالمسجد. وتضمن مشروع الصيانة أيضا تخصيص منطقة خدمية لخدمة زوار المنطقة من المصريين والأجانب، وتجميل وتشجير المنطقة الأثرية المحيطة بالمسجد وتأهيلها بشكل جمالي يليق بجلال الآثار الإسلامية بالمنطقة.
وفي 28 مايو 2021، سقط جزء من الرفرف الخشبي الحديث لقبة الفوارة بجامع السلطان حسن، والذي استُحداث ضمن أعمال الترميم التي قامت بها لجنة حفظ الآثار العربية القديمة بالجامع سنة 1902.

## سرقة المحتويات

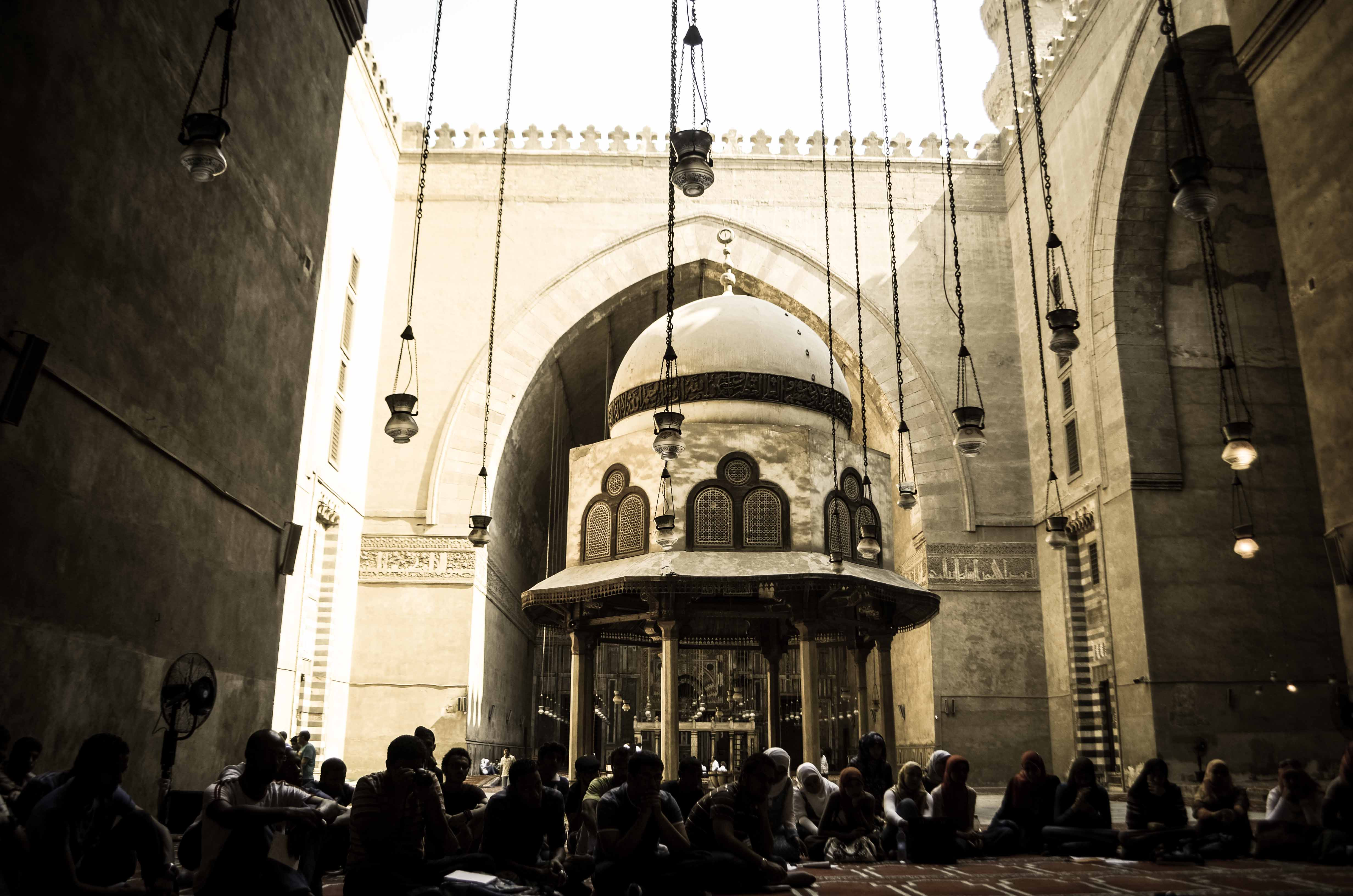
حلقات ثقافية بمسجد السلطان حسن

لم يسلم مسجد السلطان حسن من محاولات السرقة، حيث اختفى من المسجد بعض الحشوات من المربع النجمي بكرسي المصحف من الواجهة التي تقابل الضريح مباشرة والتي يقع ظل الضريح عليها مباشرة. والمربع النجمي عبارة عن ترس مكون من 12 حشوة خشبية تم إتلاف 4 حشوات منها وبعد ذلك اختفوا من الترس. وقديماً اختفى من المدرسة أحد البابين اللذان يكتنفان المحراب بإيوان القبلة ويؤديا إلى قبة الدفن.

## حالياً
يعتبر مسجد السلطان حسن من أهم الأماكن السياحية التي يتوافد عليها السياح بمختلف ثقافاتهم، ويحتوي المسجد حالياً على مدرسة صغيرة للأطفال لتدارس القرآن الكريم، ويقام به أيضاً العديد من الحلقات والندوات الثقافية. يفتح المسجد للزيارة من الساعة التاسعة صباحاً حتى الخامسة مساءً، وخلال شهر رمضان تمتد ساعات فتح المسجد حتى يؤدي المصلين به صلاة التراويح.

## أقوال مأثورة

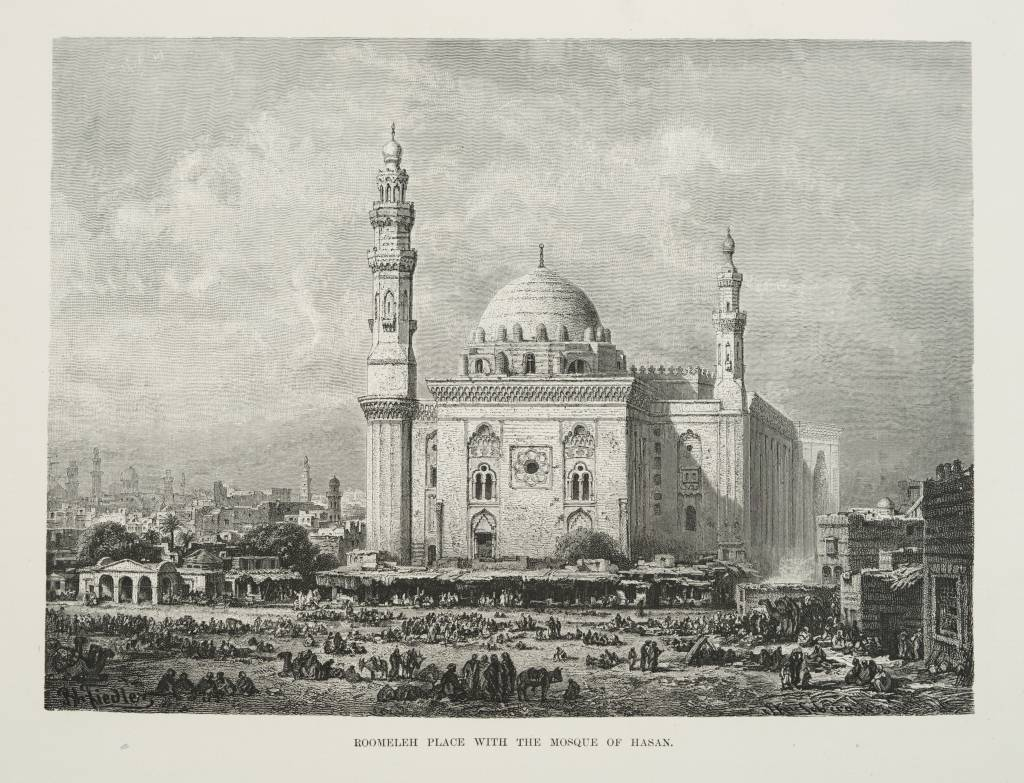
مسجد السلطان حسن بريشة الرسام الألماني برنهارد فيدلر عام 1878

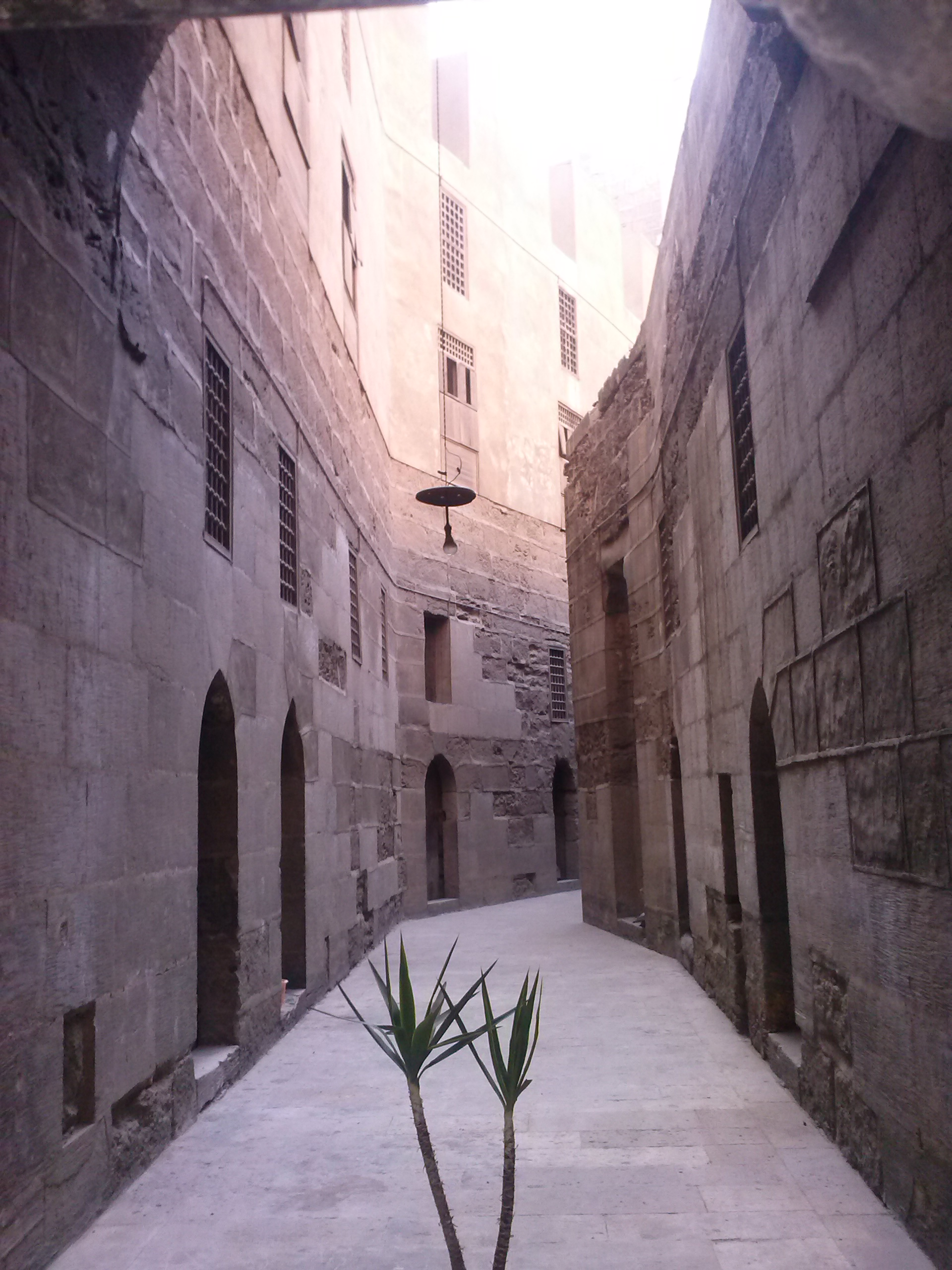
الدهليز المنثني

- وصفه المقريزي بقوله: «فلا يعرف في بلاد الإسلام معبد من معابد المسلمين يحاكي هذا الجامع وقبته التي لم يبن بديار مصر والشام والعراق والمغرب واليمن مثلها»[3]:ج1ص166
- وصفه ابن تغري بردي بقوله: «إن هذه المدرسة ومئذنتها وقبتها من عجائب الدنيا، وهي أحسن بناء بني في الإسلام»[3]:ج1ص166
- وصفه غرس الدين بن شاهين الظاهري بقوله: «ليس لها نظير في الدنيا، فقد حكي أن الملك الناصر حسن لما أمر بعمارتها طلب مهندسين من أقطار الأرض وأمرهم بعمارة مدرسته -ولم يعمر أعلى منها- فعمرت وعمر بها أربع منارات وقيل : ثلاث في ارتفاع المدرسة أيضاً، ثم هدم بعض المنارات واستمرت الآن على اثنتين، وهي عجيبة من عجائب الدنيا»[3]:ج1ص166
- وصفه السلطان سليم بقوله: «هذا حصار عظيم»[3]:ج1ص166
- وصفه الورثيلاني الرحالة المغربي بقوله:«إنه مسجد لا ثاني له في مصر ولا في غيرها من البلاد في فخامة البناء ونباهته، وارتفاعه وإحكامه، واتساع حناياه وسعة أبوابه كأنه جبال منحوتة، تصفق الرياح في أيام الشتاء بأبوابه كما تفعل في شواهق الجبال، وفي أحد أبوابه سارية رخامية لطيفة يقال أنها من إيوان كسرى، وفيها نقوش عجيبة»[3]:ج1ص166:167
- وصفه عبد الغني النابلسي بقوله: «إن هذا الجامع من أعظم الجوامع على شكل القاعة العظيمة، ونظرنا إلى إيوانه القبلي الذي فيه المنبر والمحراب فإذا هو إيوان كبير عظيم»[3]:ج1ص167
- وصفه بيترو دي لافالليه بقوله: «وتجاه القلعة جامع لم أر أجمل منه منظرا، ولا أبدع منه شكلا. وأحسن ما راقني منه قبته وشكلها الغريب التي لم أشاهد مثلها، فإنك بينما تراها ضيقة من الأسفل تتسع في عينك كلما تعلو ثم تأخذ في الضيق على هيئة بيضة الدجاج»[3]:ج1ص167
- وصفه تيفنو بقوله: «هذا الجامع متقن البناء عظيم الارتفاع وكله مبني بحجر الآلة»[3]:ج1ص167
- وصفه كتاب الحملة الفرنسية بقولهم: «إنه جامع جميل بل من أجمل مباني القاهرة بل الدولة المصرية بأسرها»[3]:ج1ص167
- وصفه مسيو جاستون فييت بقوله: «قد يكون هذا الجامع هو الوحيد بين جوامع القاهرة الذي جمع بين قوة البناء وعظمته ورقة الزخرفة وجمالها. ولا ريب أن هذا البناء العالمي الشهرة والعظيم القيمة رمز لمجد الإسلام وقوته وعظمته مقررة معترف بها»[3]:ج1ص167:168
- وصفه ايبرس بقوله: «إن كل ما نراه في الجامع مركب في مكانه تركيباً هادئاً منسجماً، فإذا نظرت أمعنت النظر في زخارف إيوان القبلة وقاعة القبر جزءا جزءا أحسست إحساس الرضا. فهناك ثروة فنية وأشكال رشيقة بارعة»[3]:ج1ص168
- وصفه جومار بقوله: «إنه من أجمل مباني القاهرة والإسلام، ويستحق أن يكون في المرتبة الأولى من مراتب العمارة العربية بفضل قبته العالية، وارتفاع مئذنتيه وعظم اتساعه وفخامة وكثرة زخارفه التي تكسو الأرضية والحيطان في أوضاع بسيطة خاصة بهذه العمارة، كما أن حشوات الخشب والبرونز التي تكسو الأبواب الخشبية والنحاسية محفورة حفراً فنياً»[3]:ج1ص168
- وصفه لينوار بقوله: «إن جامع السلطان حسن المملوكي يشرف على القاهرة كلها، وأسلوب بنائه من أرقى الأساليب المعمارية، ومساحته عظيمة، ولذا يعد أجمل جامع في الشرق كله بلا نزاع»[3]:ج1ص168
- وصفه آرثررونيه بقوله: «إن العبقرية هي التي أتاحت لصاحبها السيطرة على الأشكال التقليدية أو الهندسية فبث فيها روحاً من عنده، فلكل زخرفة في جامع السلطان حسن طابع خاص تمتاز به عن سواها من زخارف الأبنية الأخرى»[3]:ج1ص168

## أشهر الزائرين

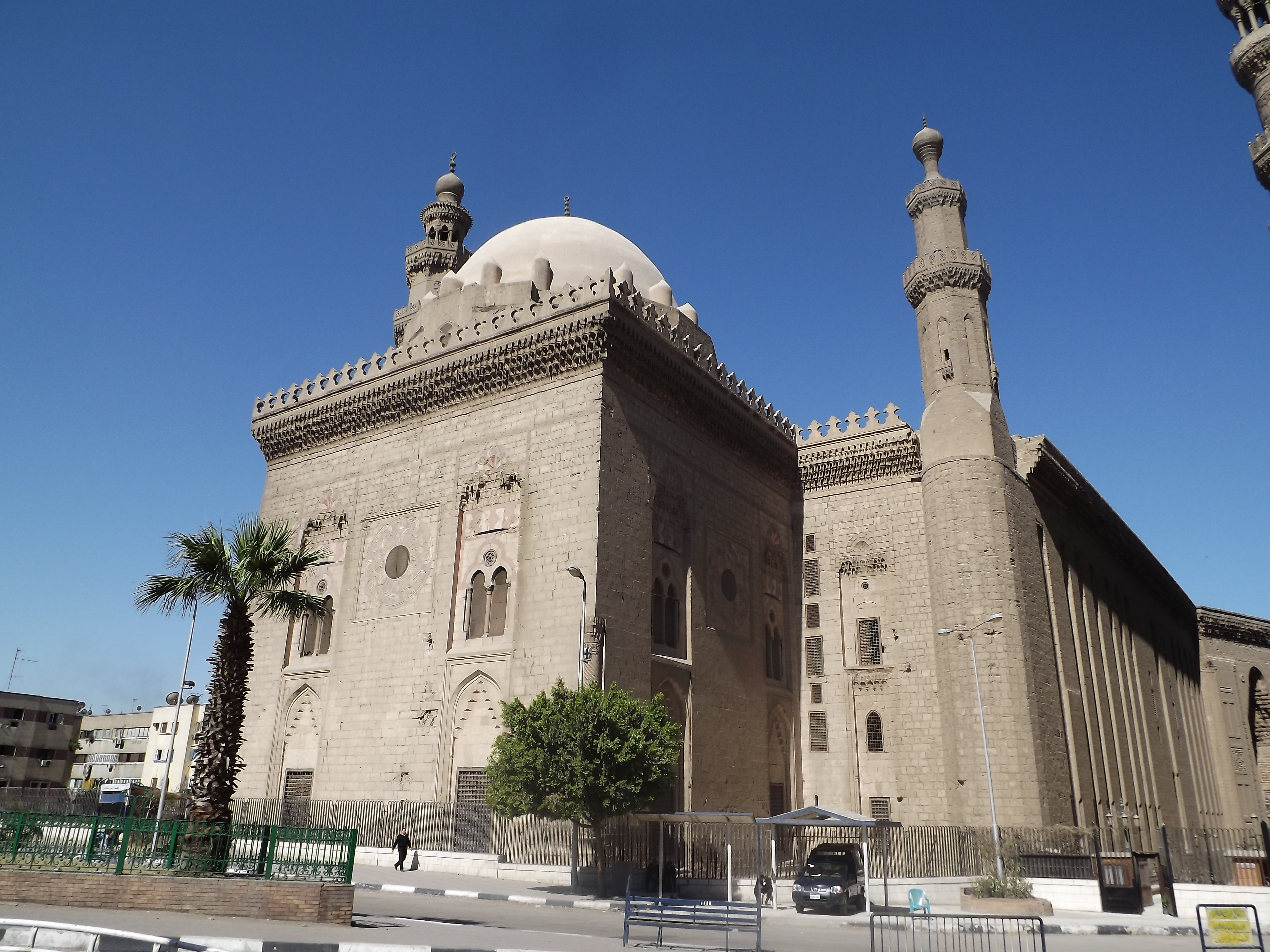
منظر عام للمسجد

- في يونيو 2009 زار المسجد الرئيس الأمريكي باراك أوباما بمرافقة وزيرة خارجية الولايات المتحدة هيلاري كلينتون ضمن جولة سياحية خلال زيارته إلى مصر والتي شملت أيضاً زيارة إلى أهرام الجيزة.[27]
- في أغسطس 2011 زارت المسجد السفيرة الأمريكية لدى مصر آن باترسون بصحبة الكاتب المصري جمال الغيطاني.[28]
- في أغسطس 2012 زار المسجد رشاد حسين، مبعوث الرئيس الأمريكي باراك أوباما الخاص إلى منظمة التعاون الإسلامي، في إطار جولته للاجتماع بأعضاء الحكومة المصرية والقيادات السياسية والدينية والمجتمع المدني.[29]
- في مارس 2016 زار المسجد سفير دولة الكويت لدى مصر في إطار دعم السياحة العربية إلى مصر وإبراز الكنوز الأثرية.[30]

## التكريم
تهتم الدول بوضع أهم معالمها على عملاتها المتداولة سواء الورقية أو المعدنية لتفتخر بها بين الأمم، وتظهر للعالم مدى عراقتها وأصالتها وتحضرها، ومن ناحية أخرى لتسلط الضوء على هذه المعالم لتروّج لها تدعيما للسياحة، وعلى ذلك تم تزيين العملة المصرية من فئة مائة جنيه برسم صورة مسجد السلطان حسن على وجهها فيما تم رسم صورة أبو الهول على ظهرها. وخلال فترة السبعينات زينت صورة المسجد العملة المصرية من فئة عشرة جنيهات والتي تم تغيير تصميمها في فترات تالية لتنتهي حالياً بتصميم يزينه صورة مسجد الرفاعي.

عملة مصرية ورقية "حالية" فئة 100 جنيه
عملة مصرية ورقية "سابقة" فئة 100 جنيه
عملة مصرية ورقية "سابقة" فئة 10 جنيه

## معرض صور

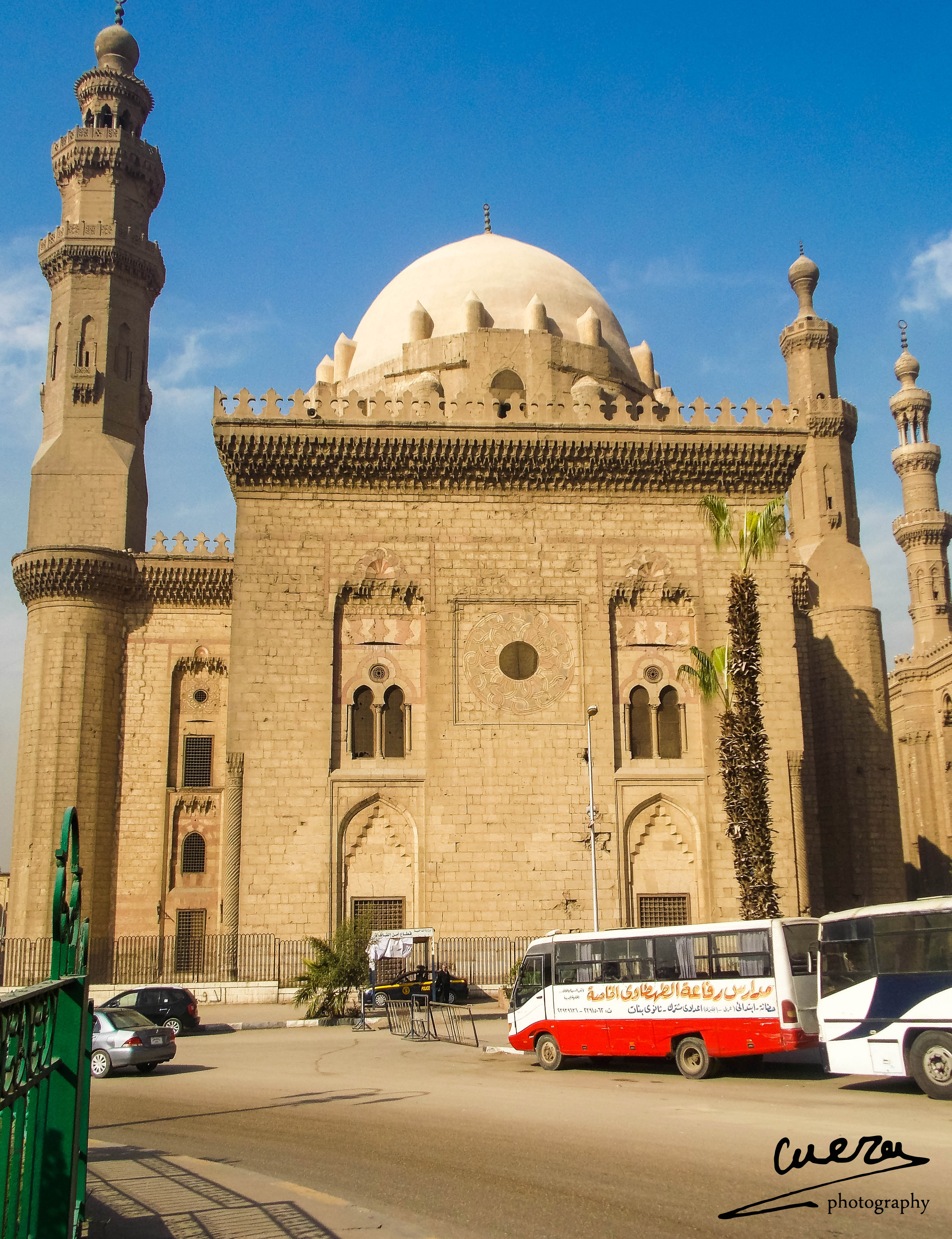
منظر عام للمسجد
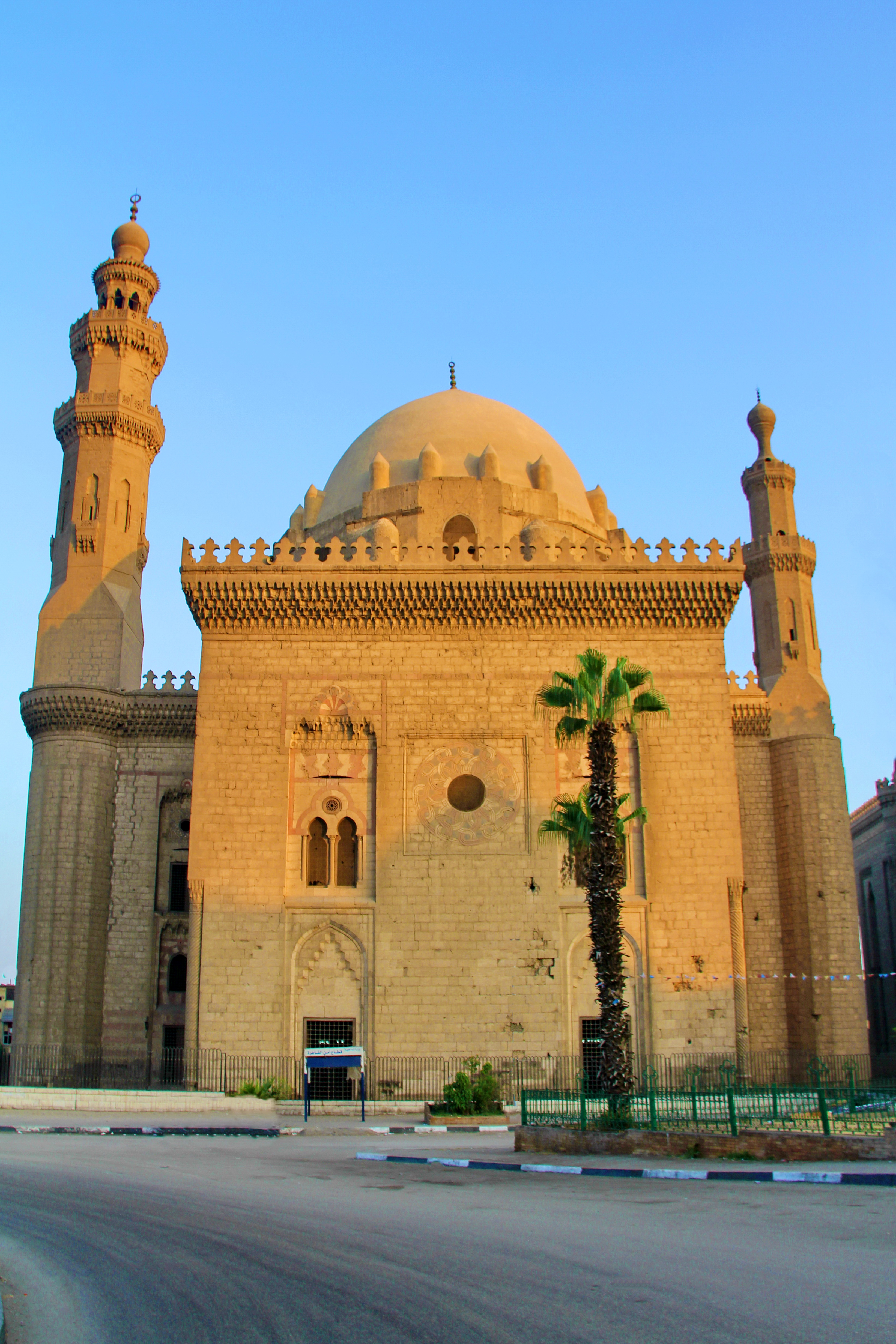
منظر عام للمسجد
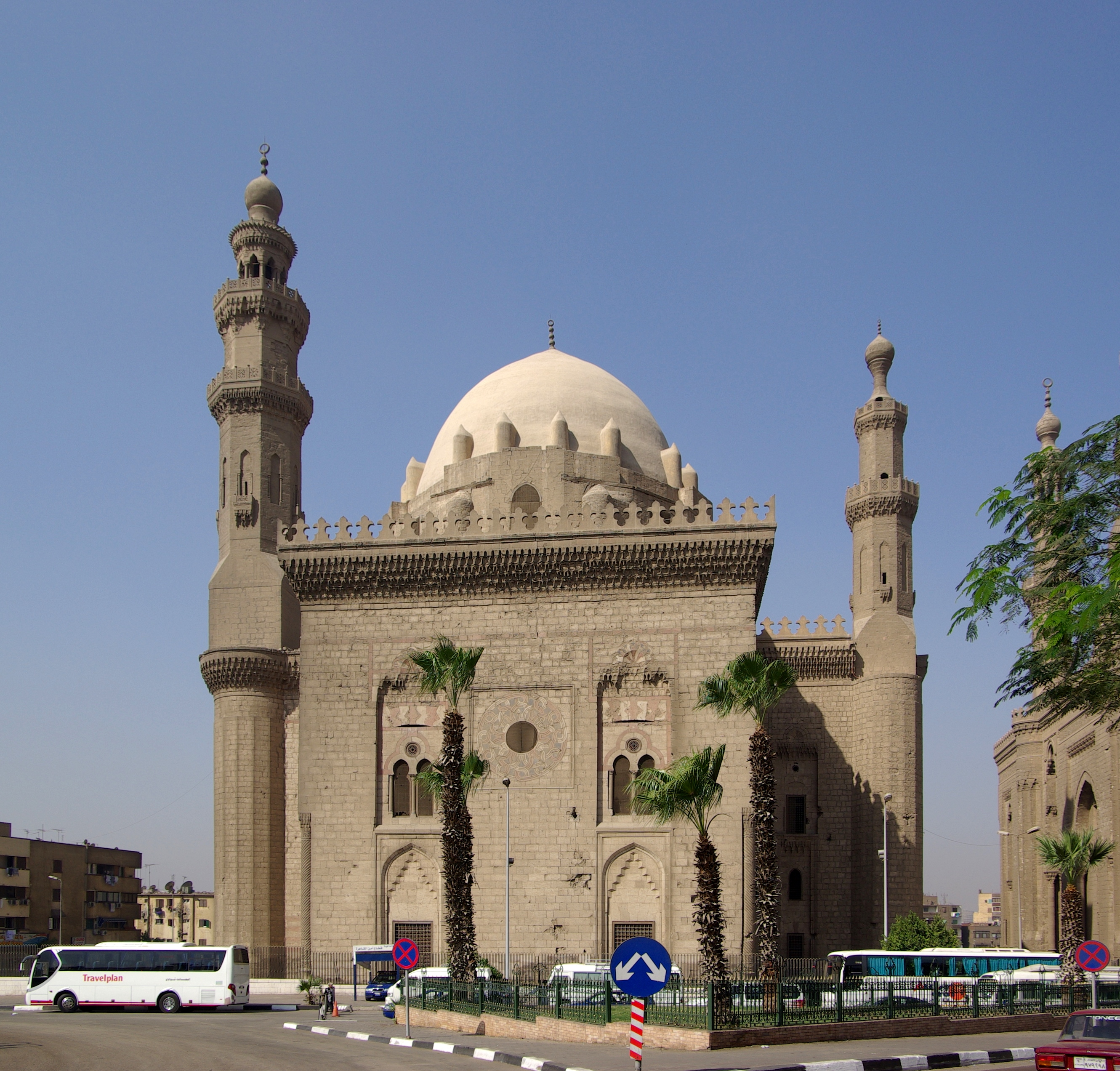
منظر عام للمسجد
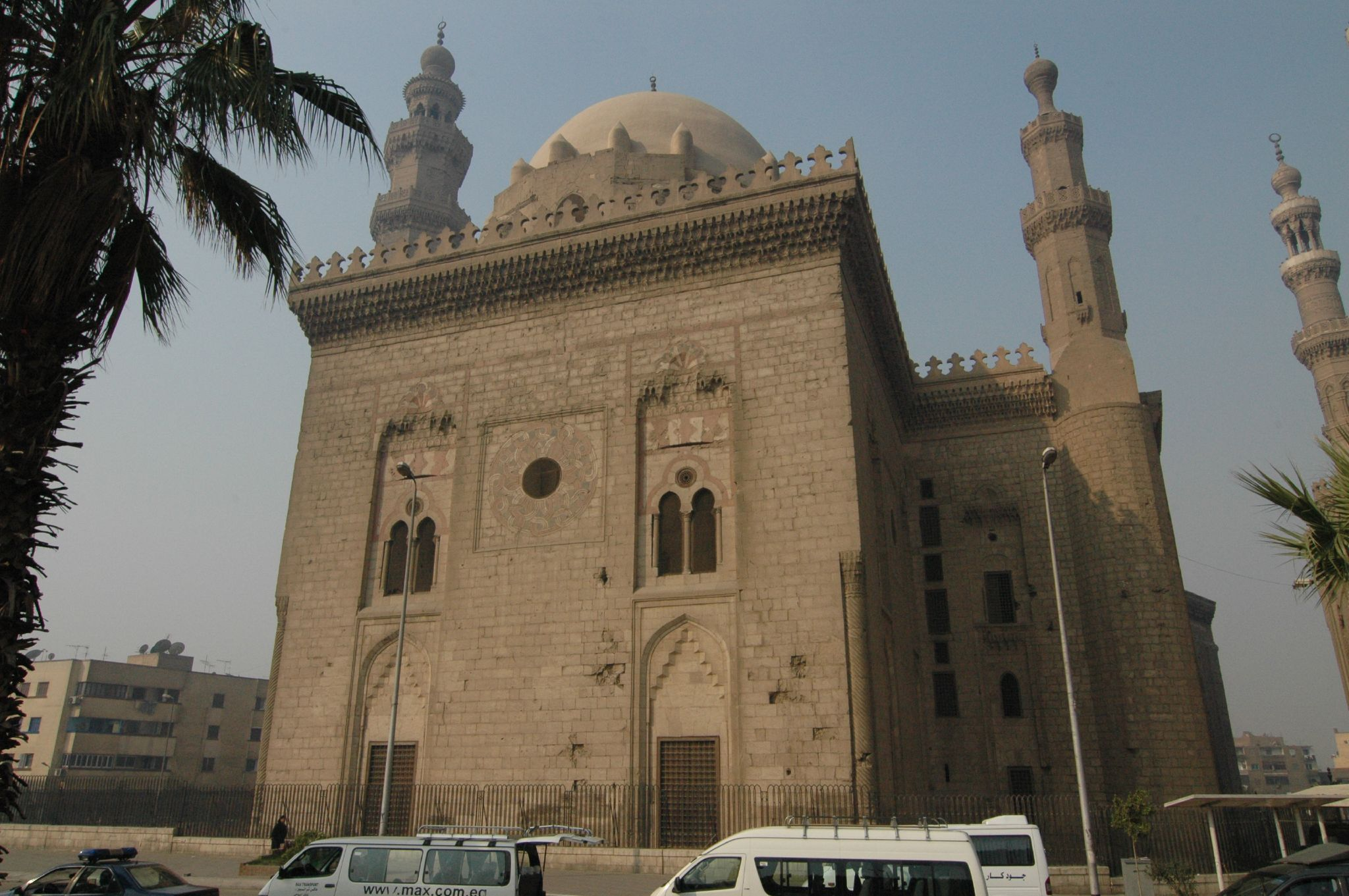
منظر عام للمسجد
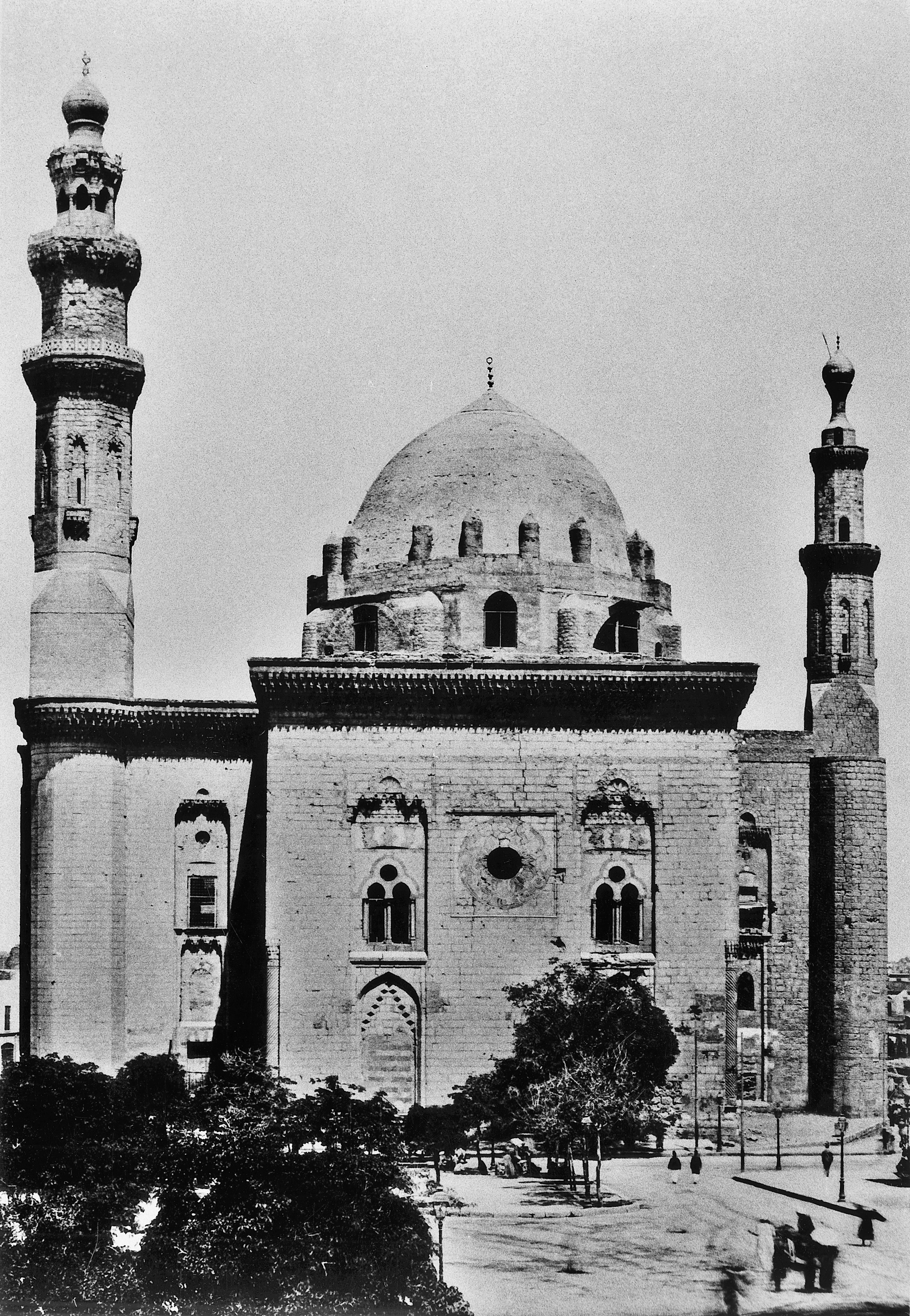
المسجد قبل الترميم سنة 1899
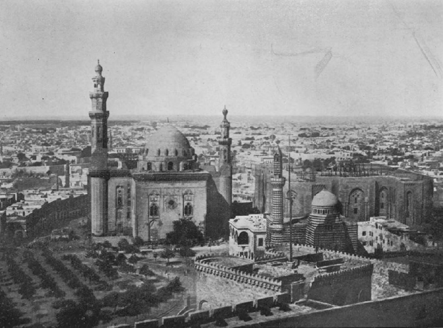
المسجد سنة 1907
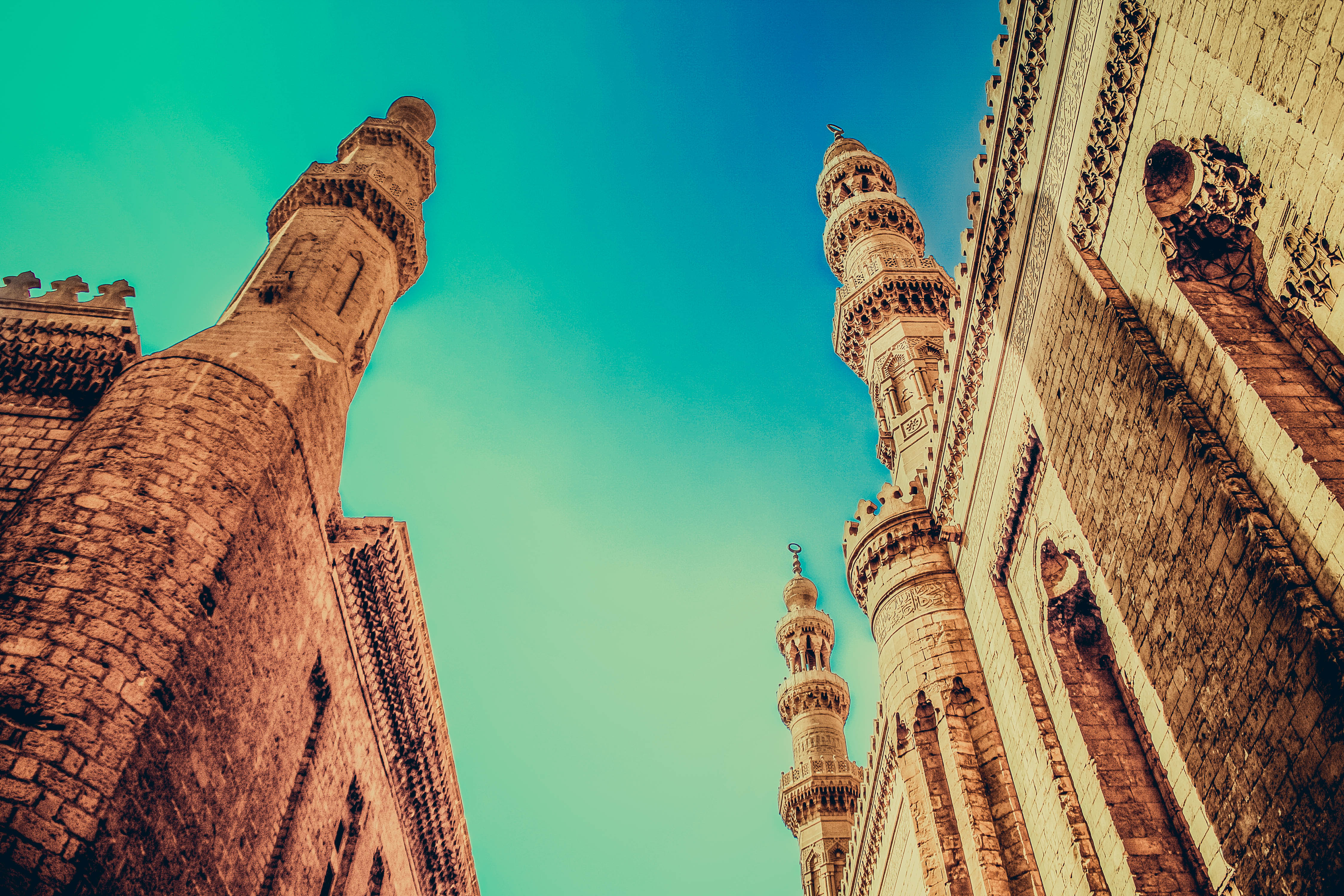
مسجد السلطان حسن وبجواره مسجد الرفاعي
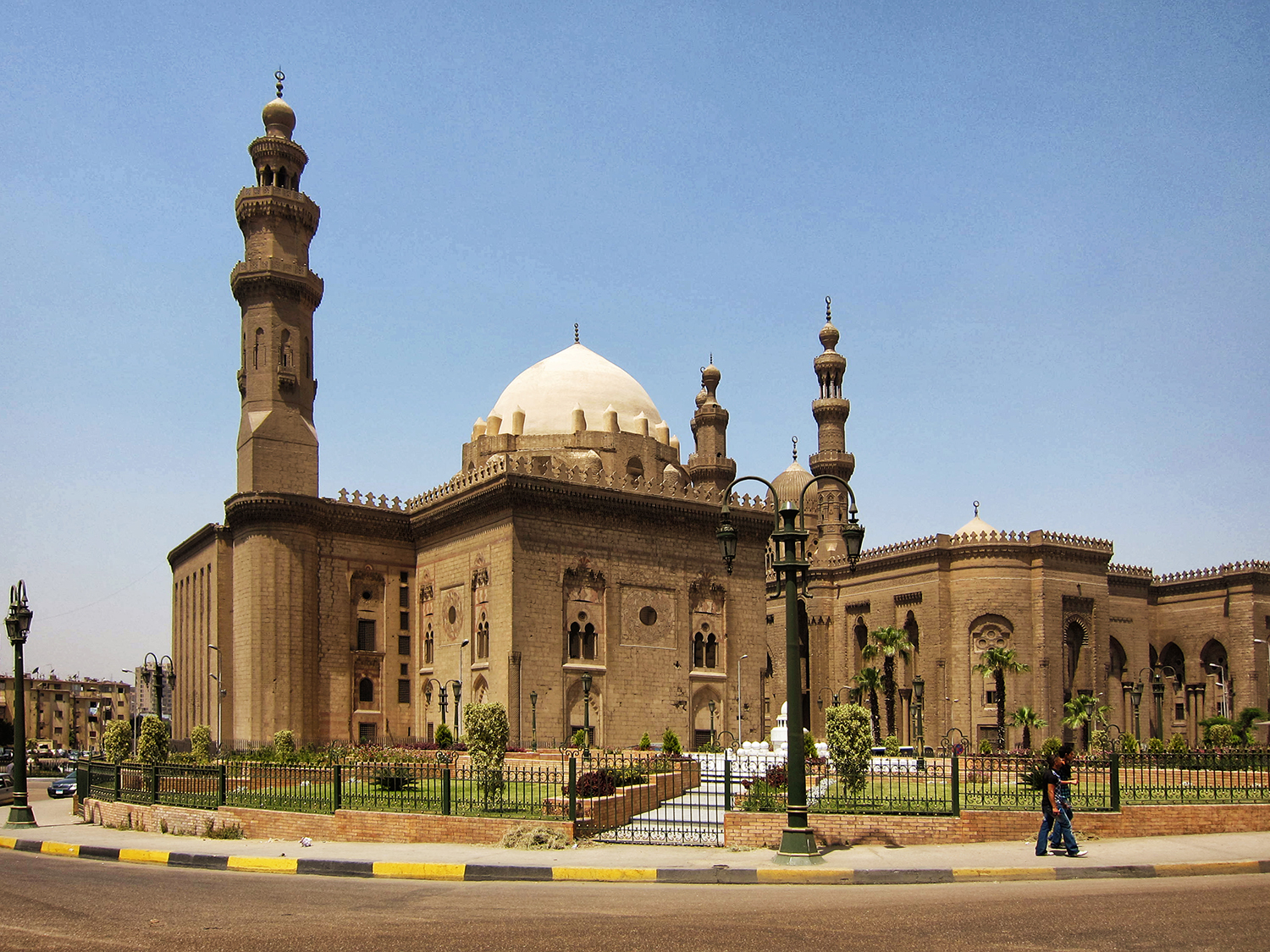
مسجد السلطان حسن وبجواره مسجد الرفاعي
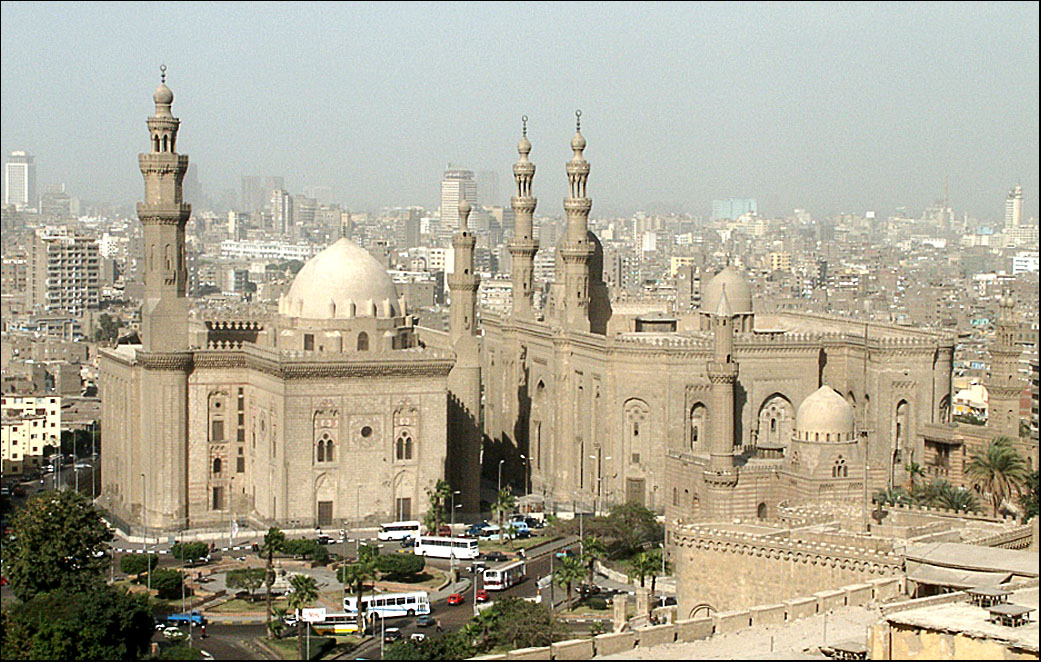
مسجد السلطان حسن وبجواره مسجد الرفاعي
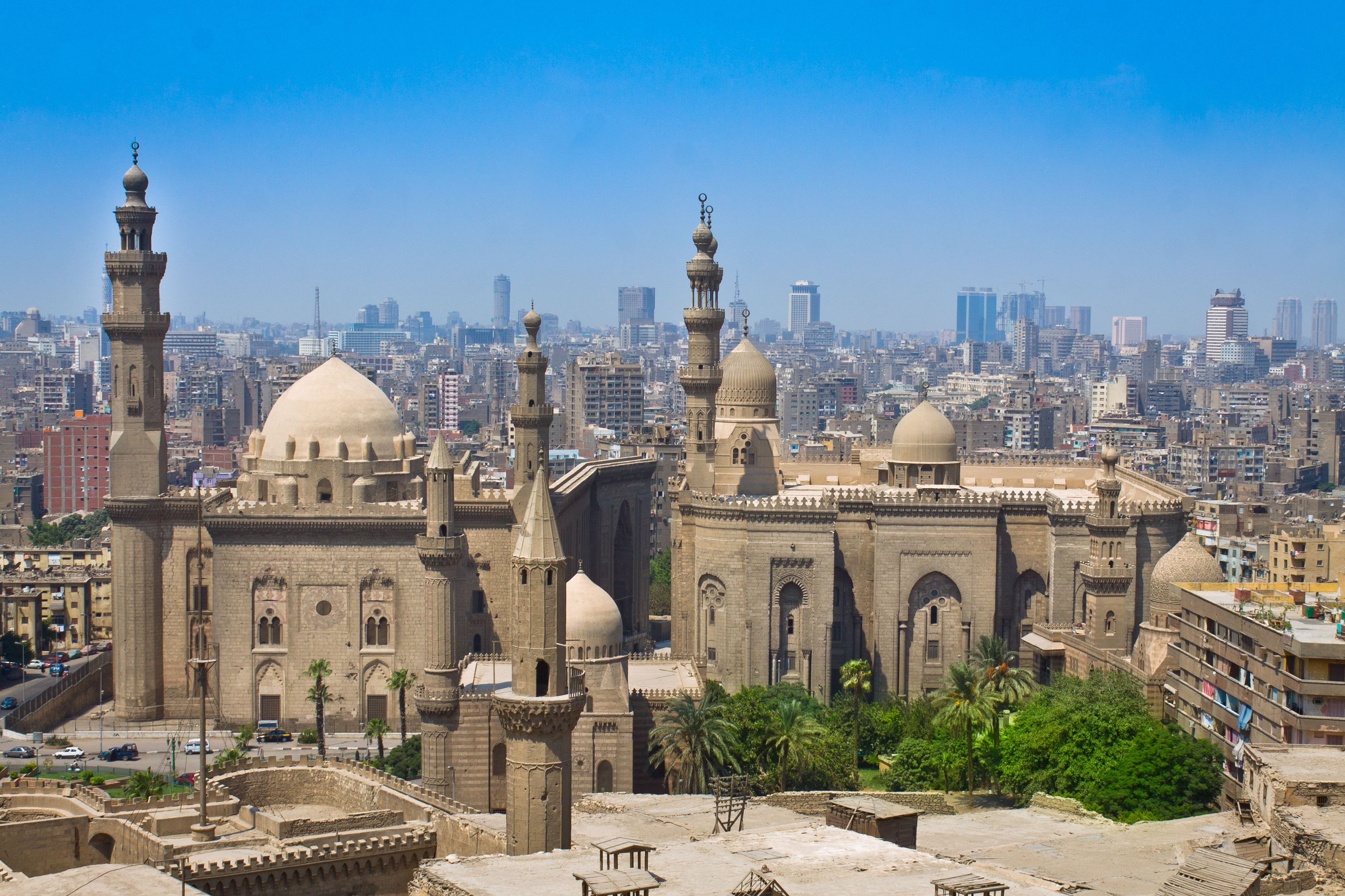
مسجد السلطان حسن وبجواره مسجد الرفاعي
مسجد السلطان حسن وبجواره مسجد الرفاعي
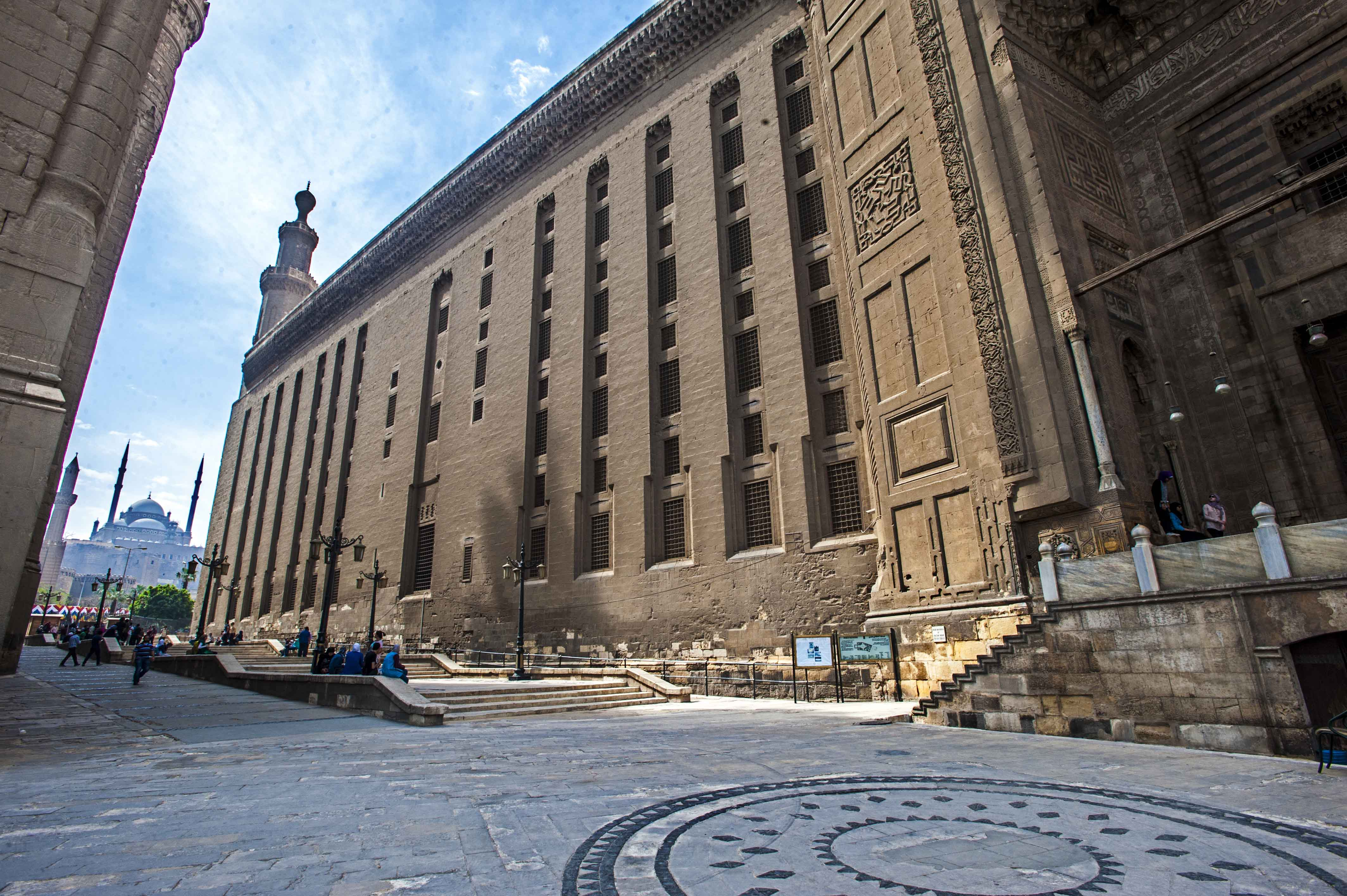
مسجد السلطان حسن وخلفه القلعة
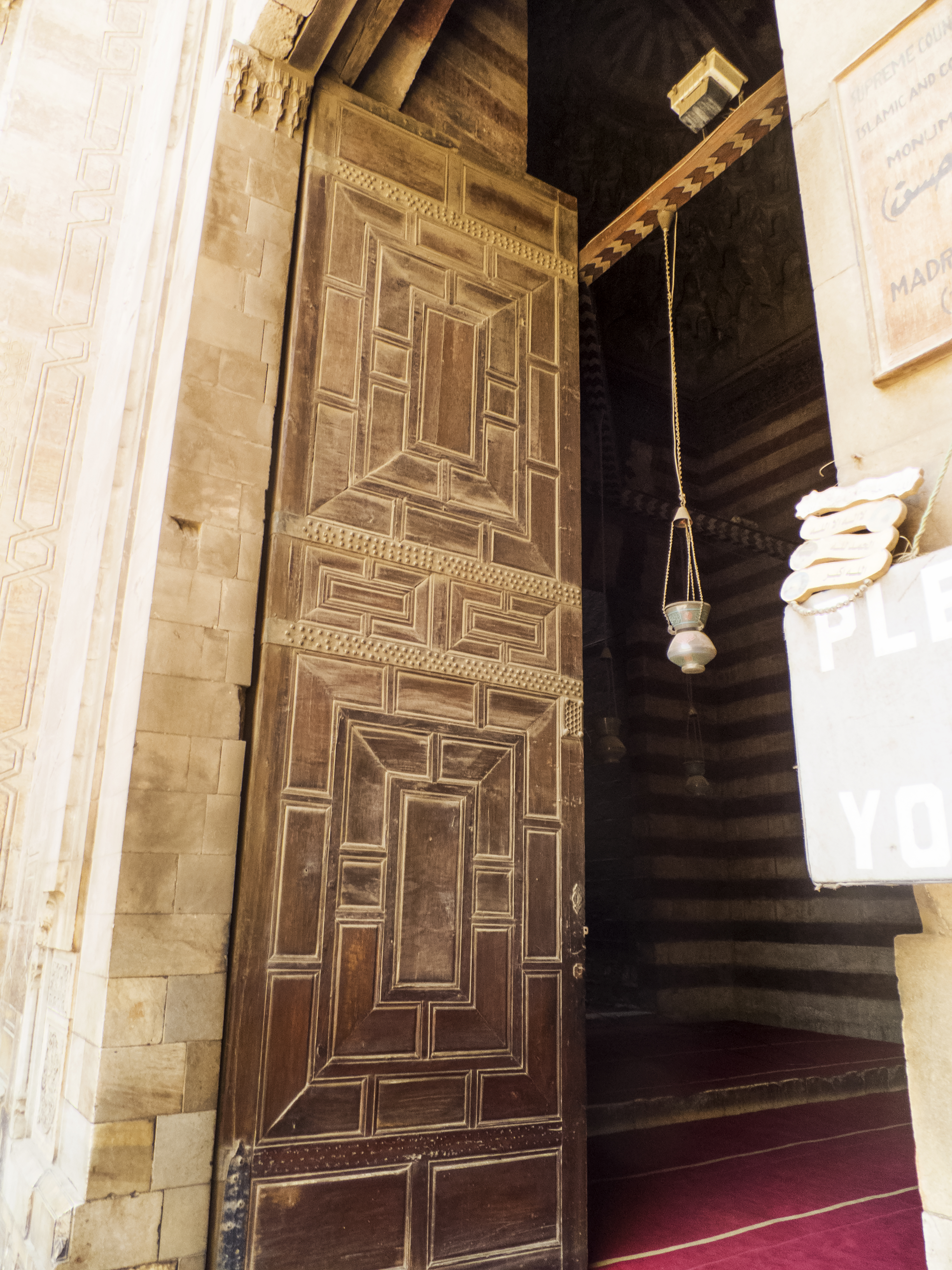
باب المسجد
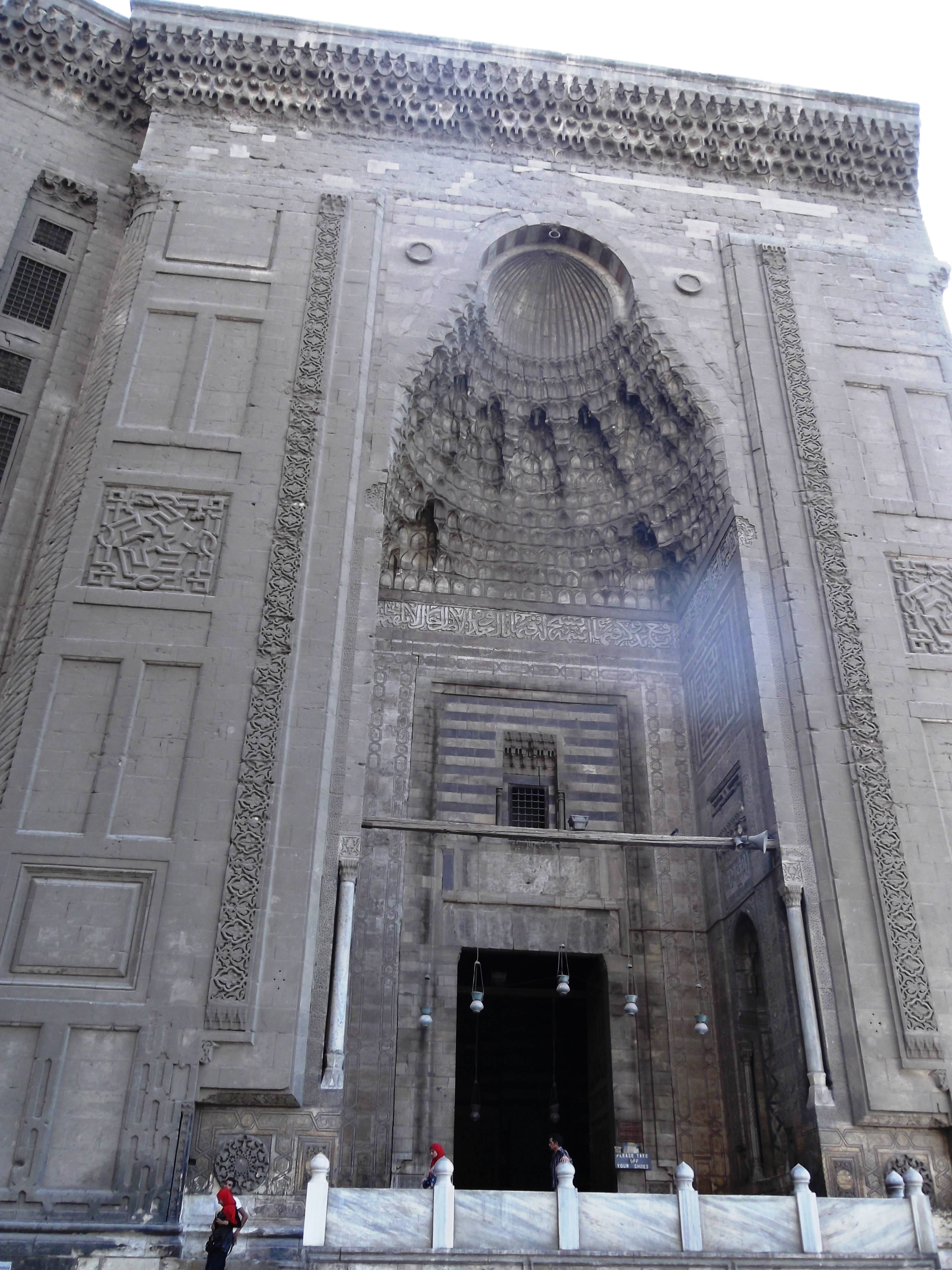
مدخل المسجد
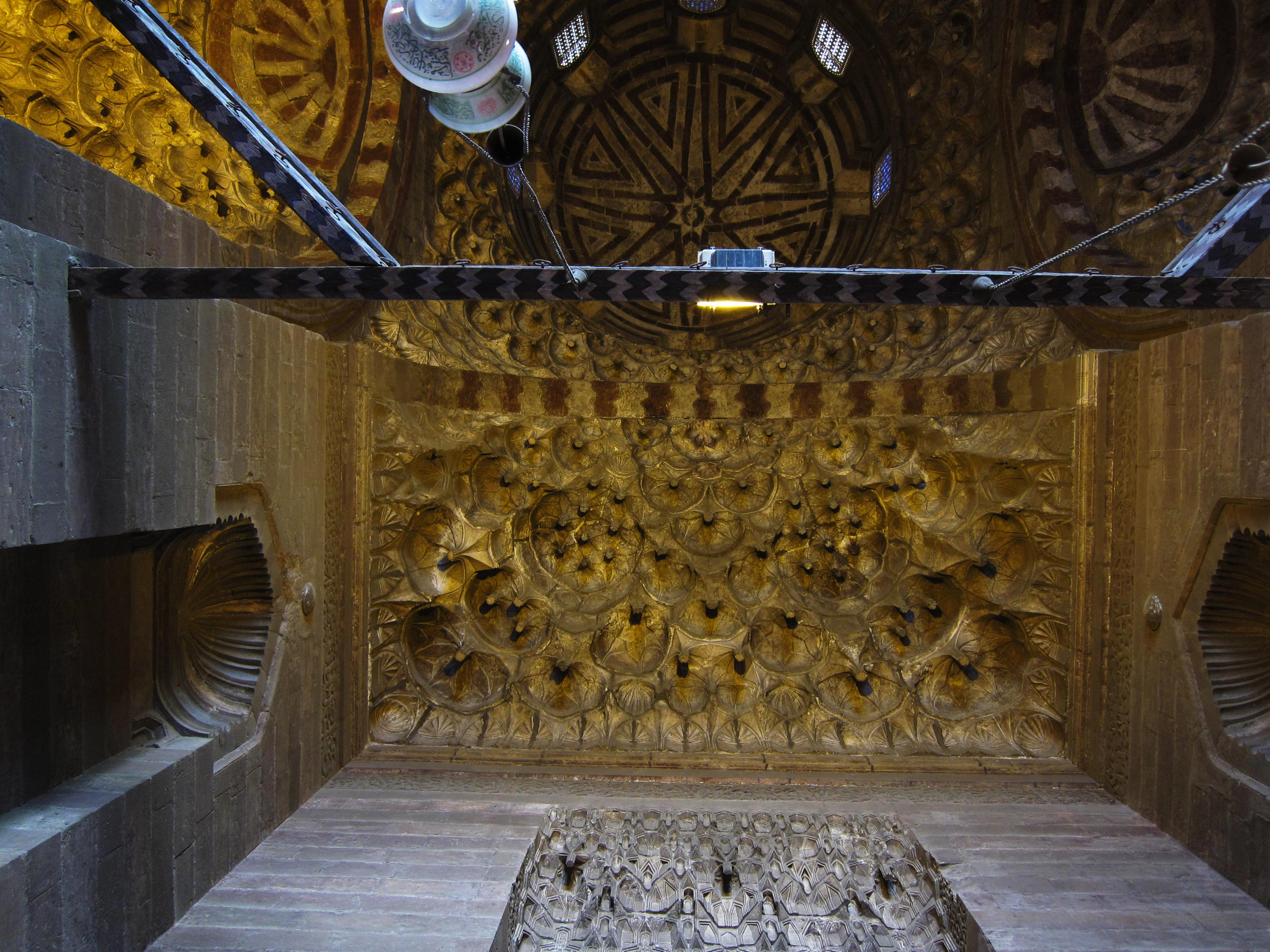
فراغ مدخل المسجد
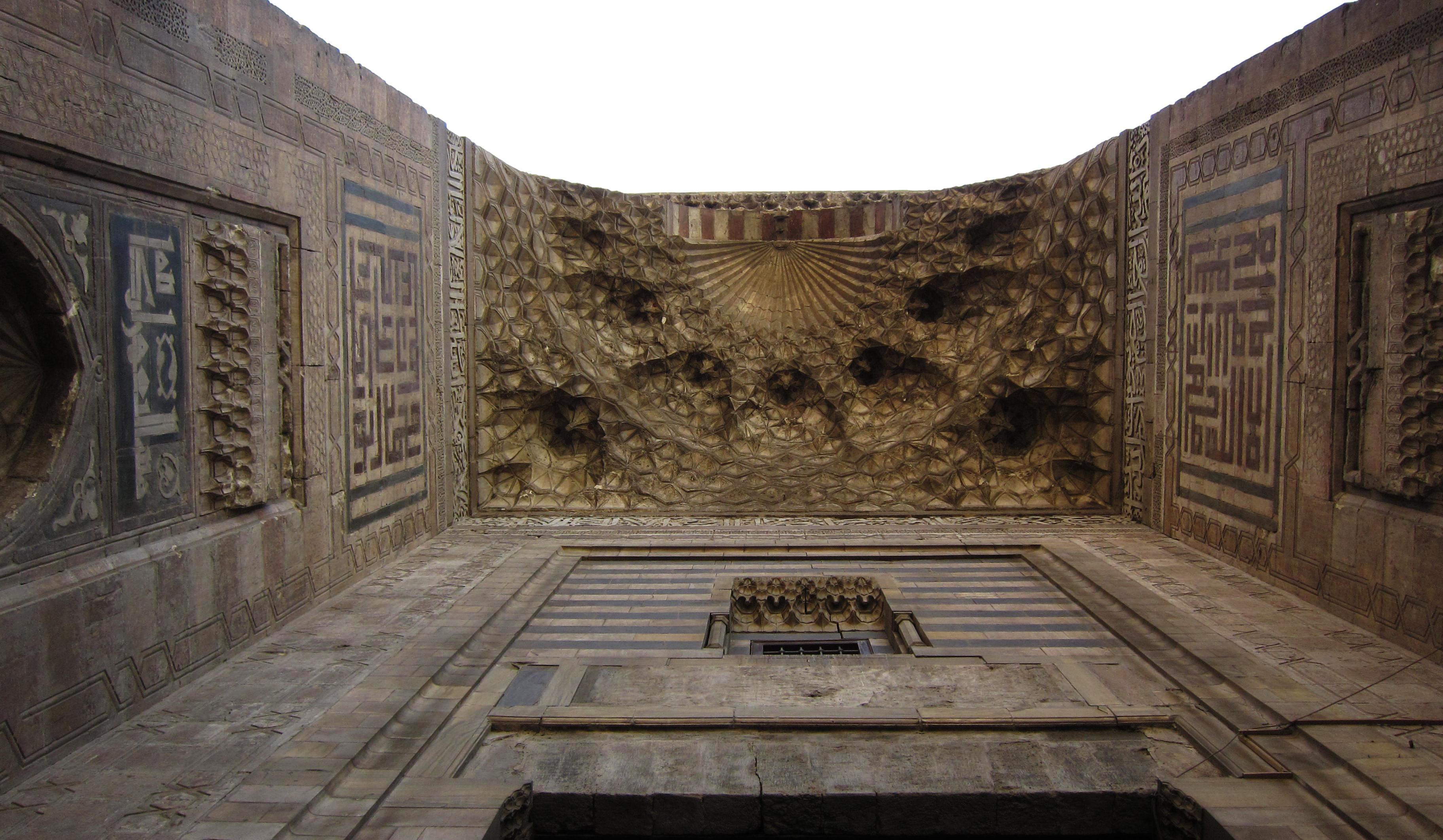
سقف المدخل
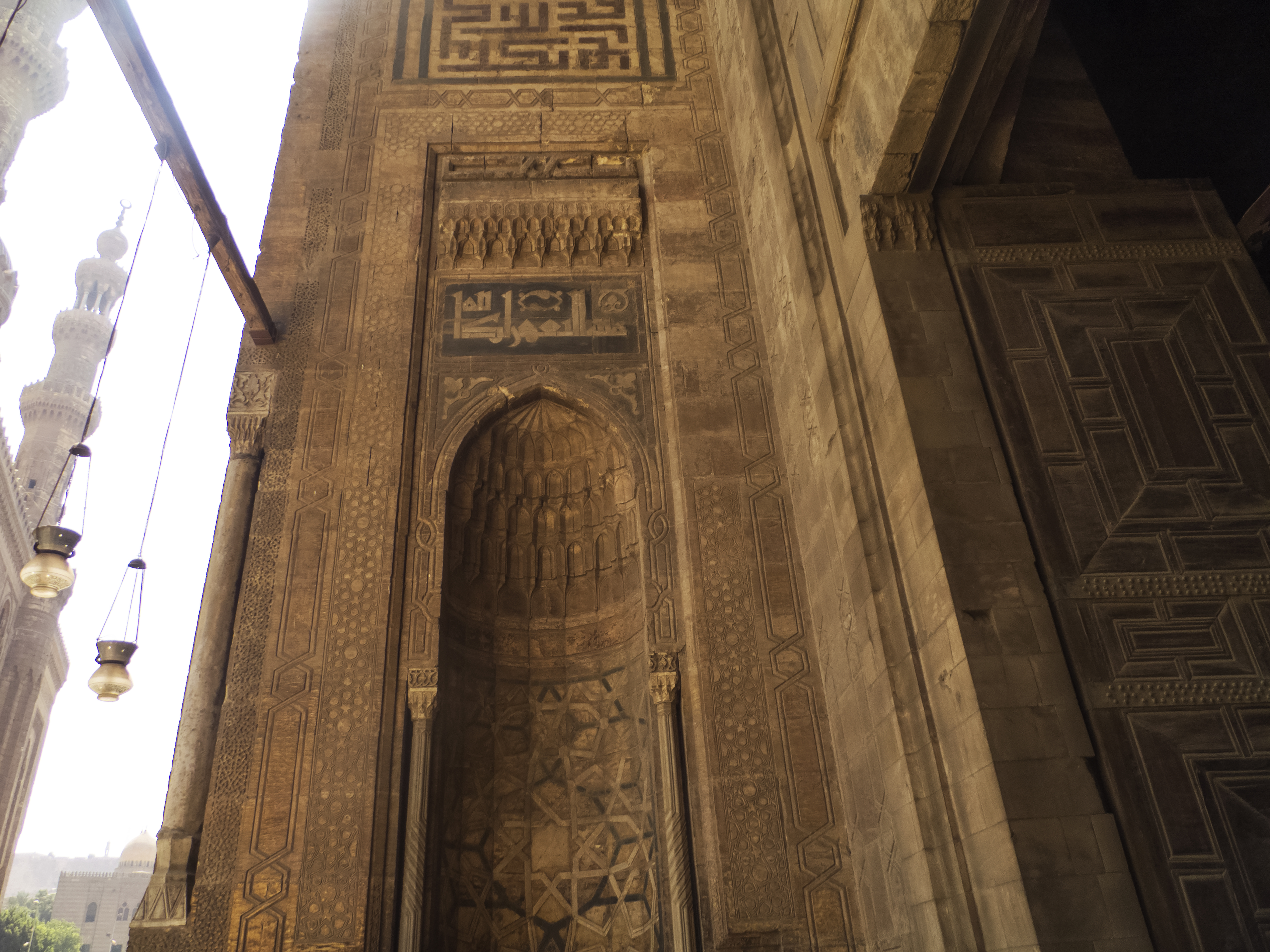
الجهة الجانبية لباب المسجد
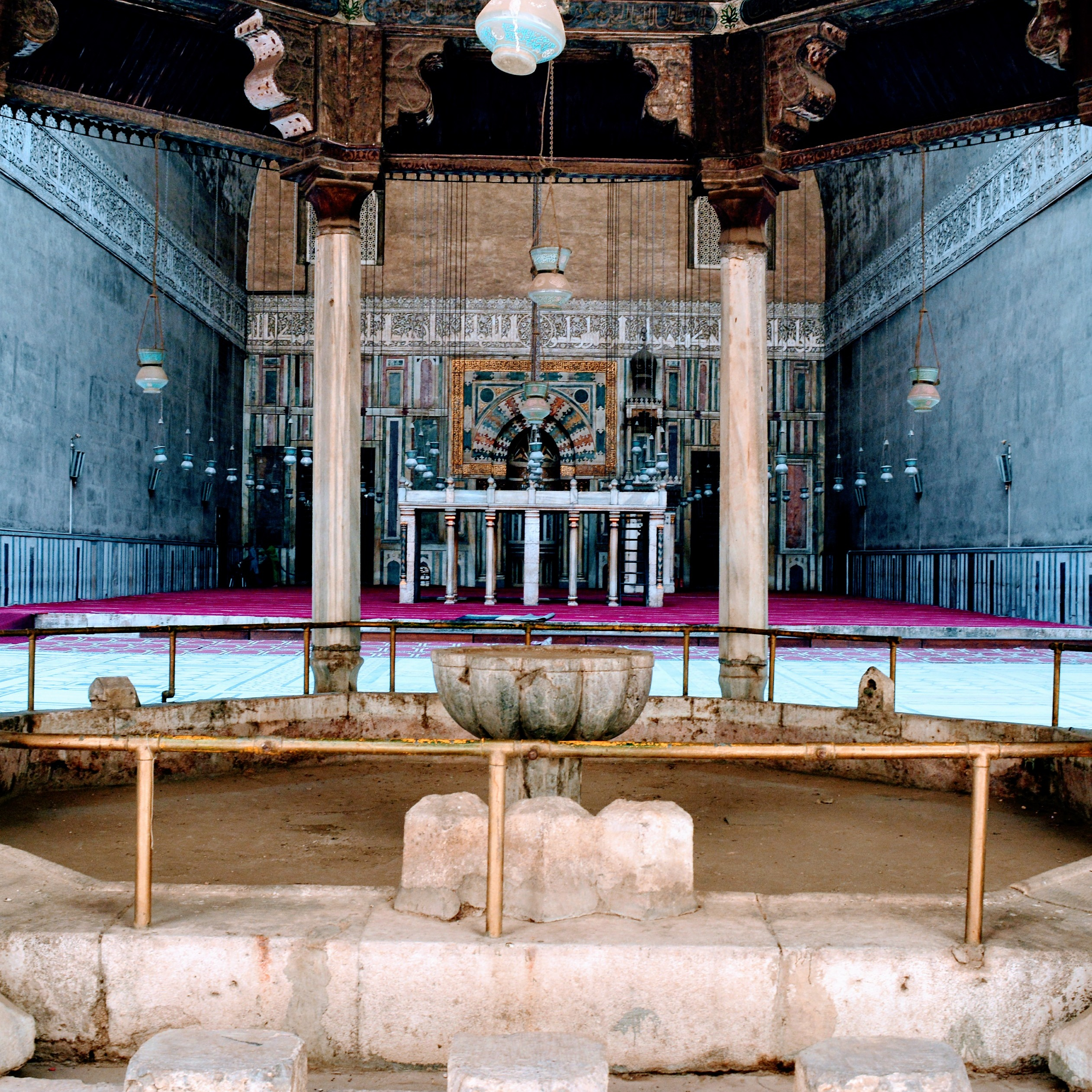
إيوان القبلة وبه المحراب والمنبر ودكة المبلغ
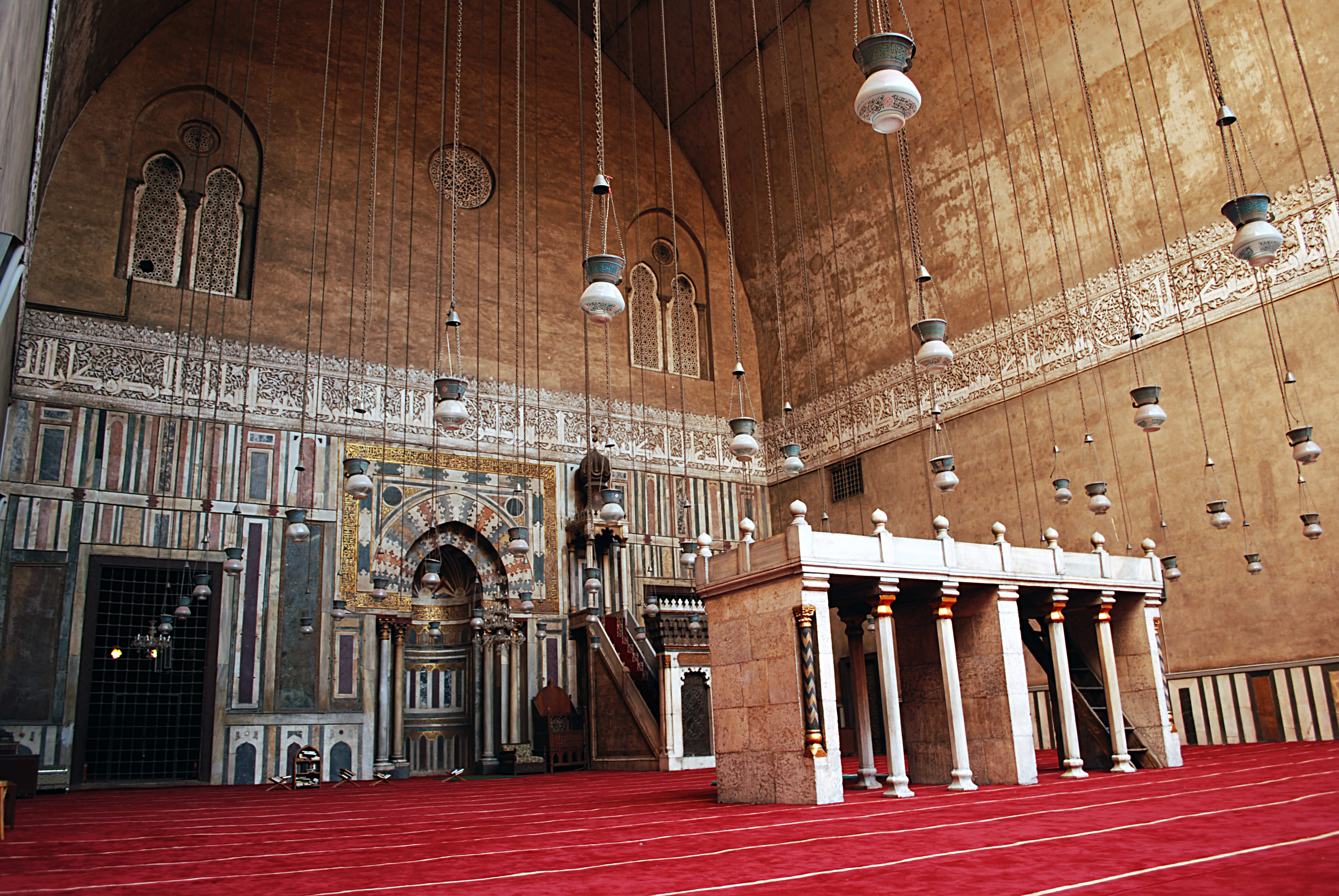
إيوان القبلة وبه المحراب والمنبر ودكة المبلغ
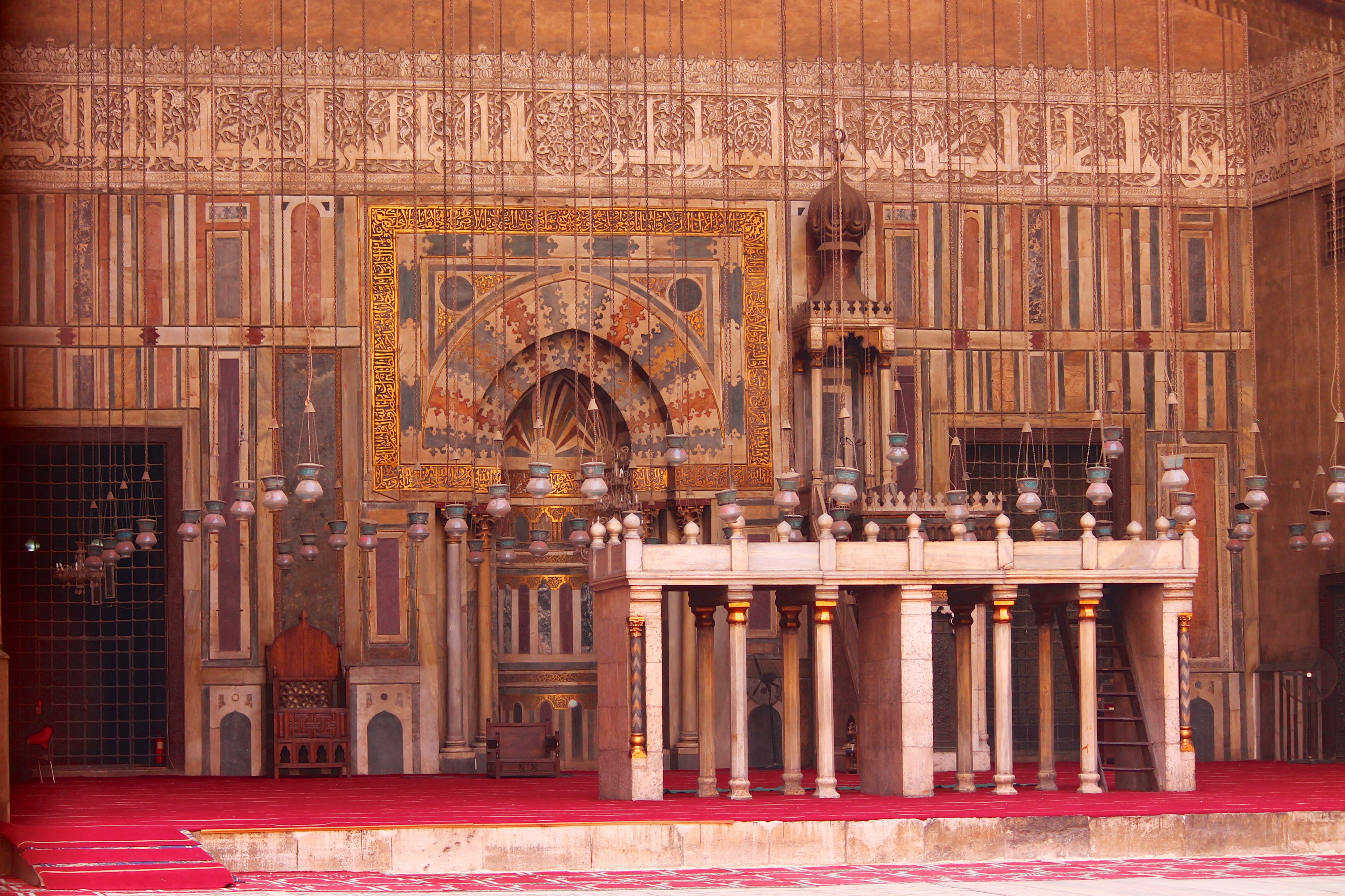
إيوان القبلة وبه المحراب والمنبر ودكة المبلغ
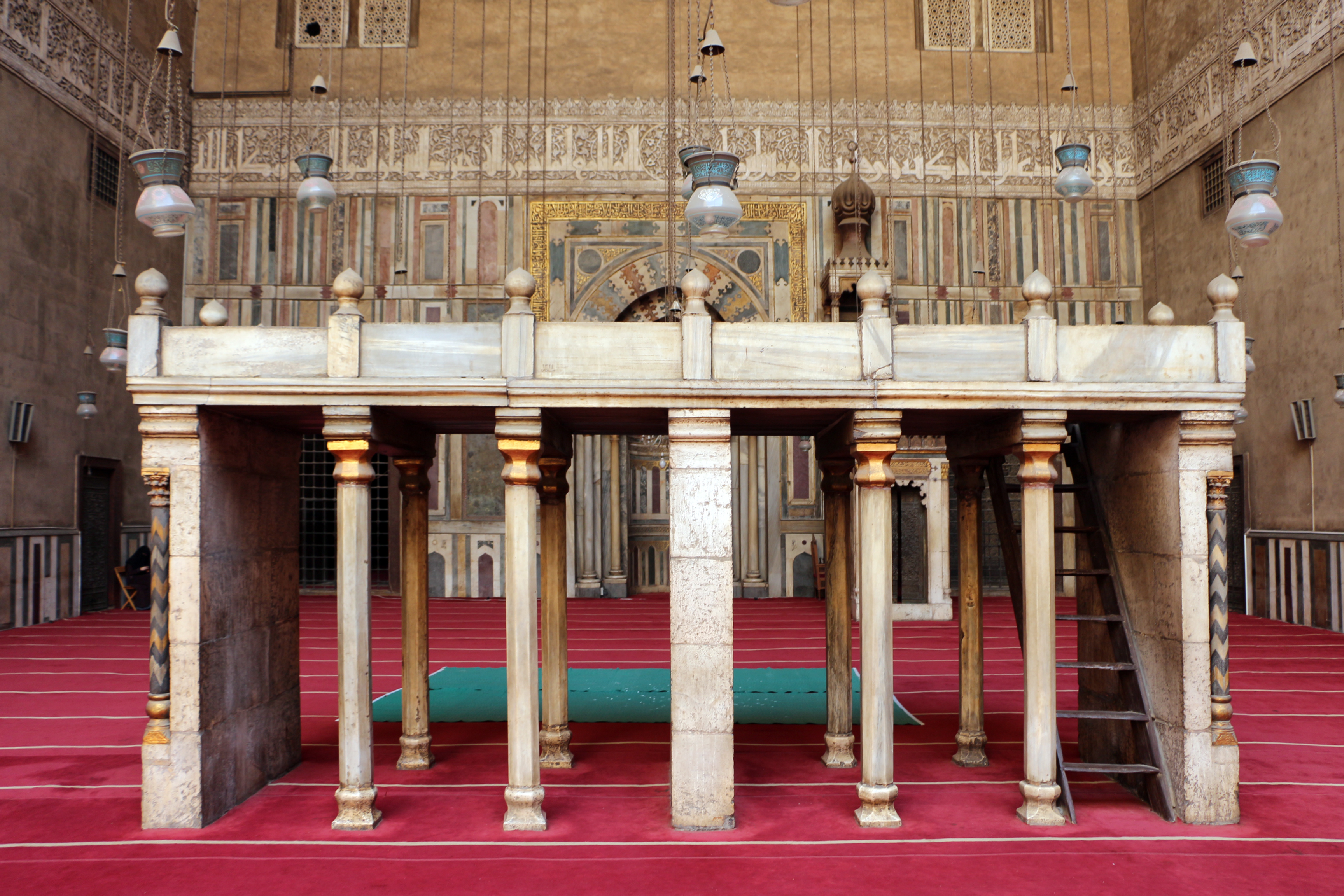
دكة المبلغ
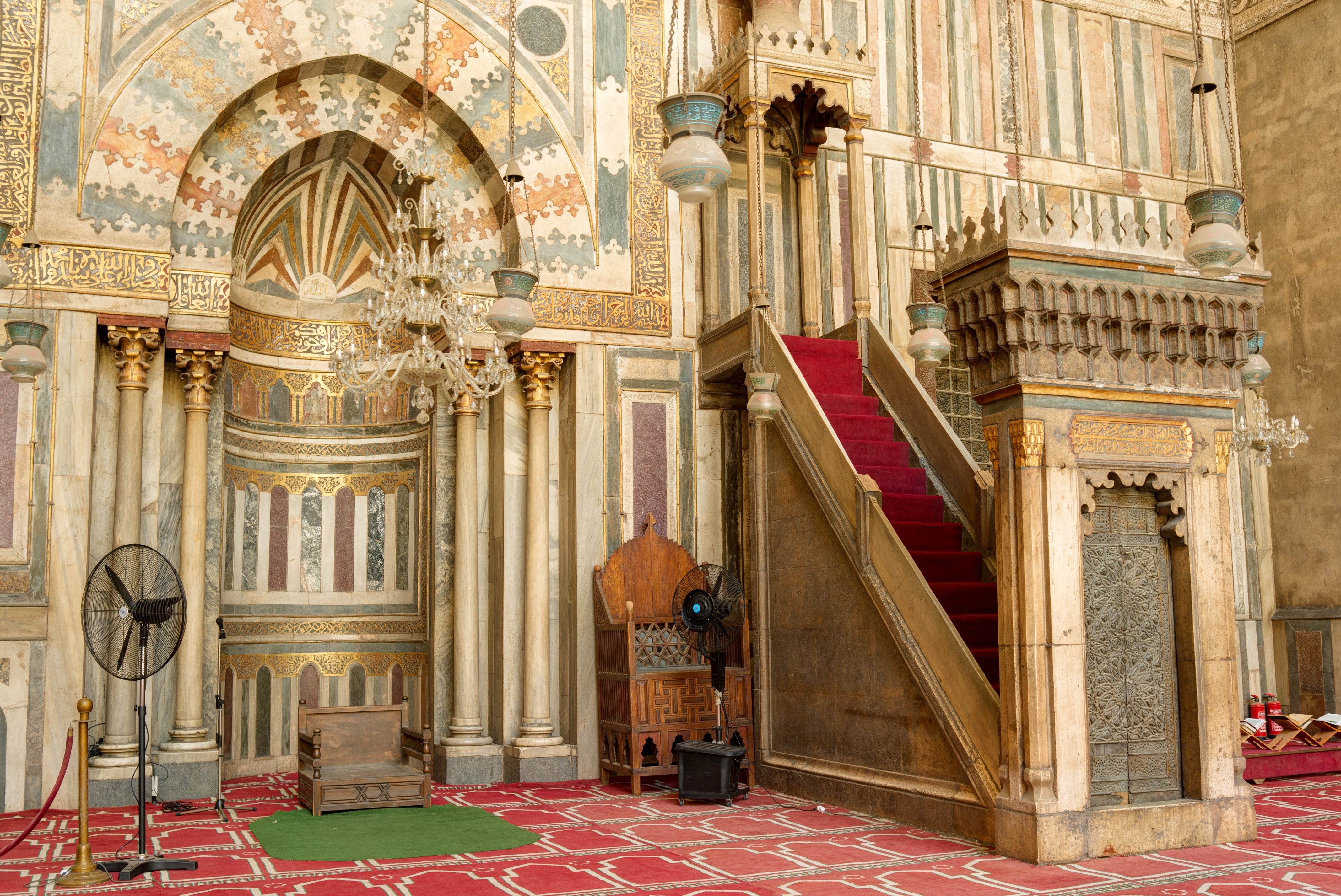
المحراب والمنبر
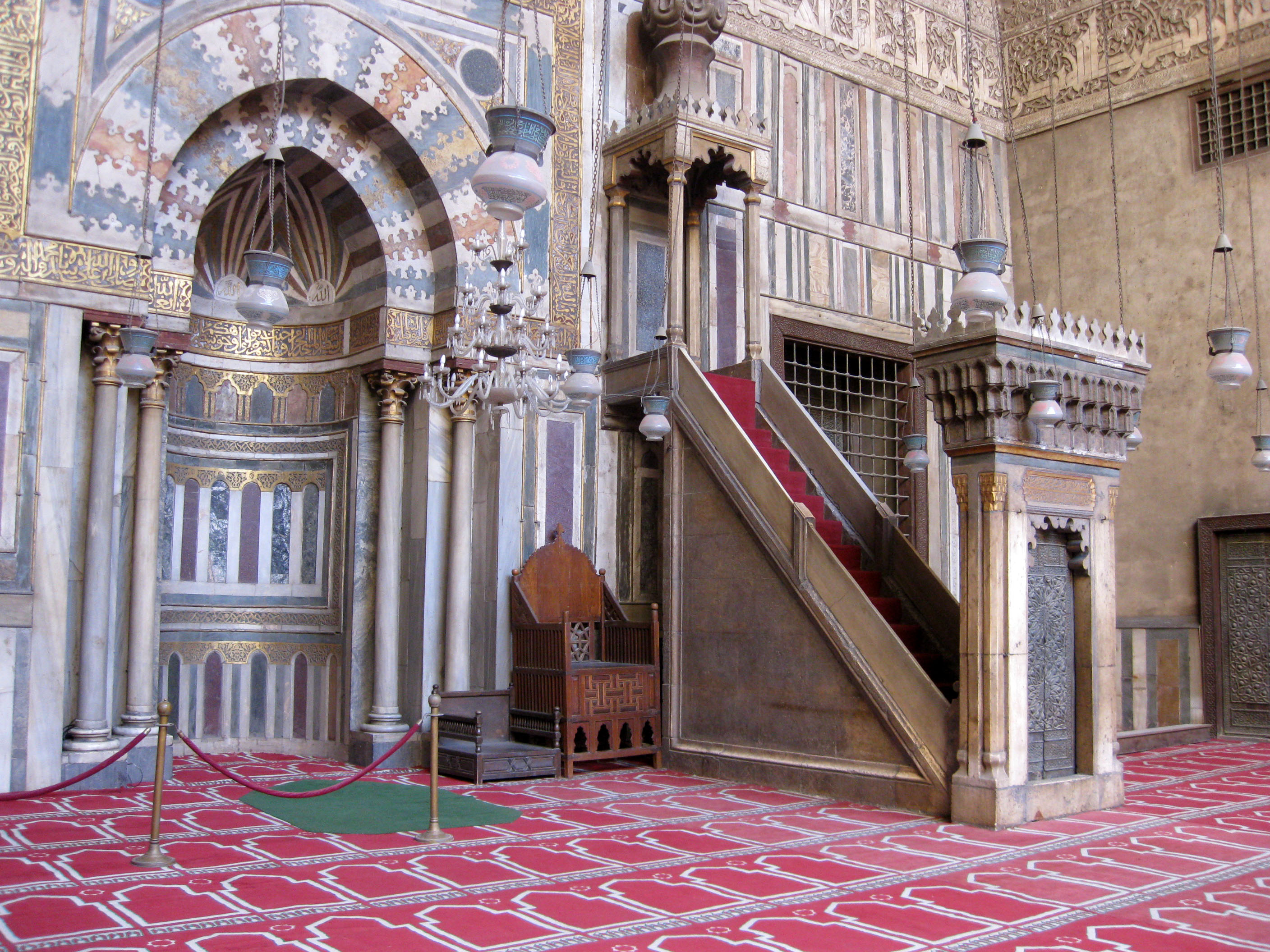
المحراب والمنبر
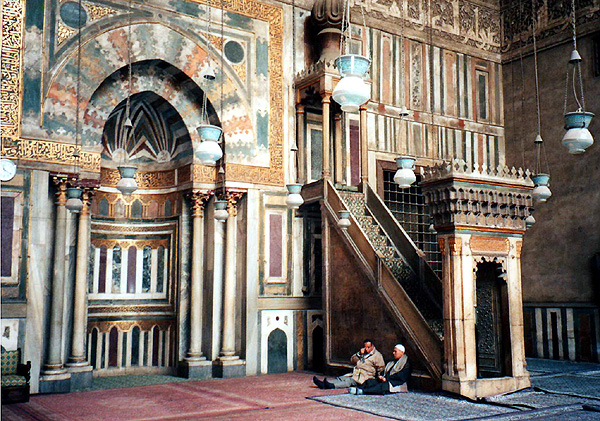
المحراب والمنبر
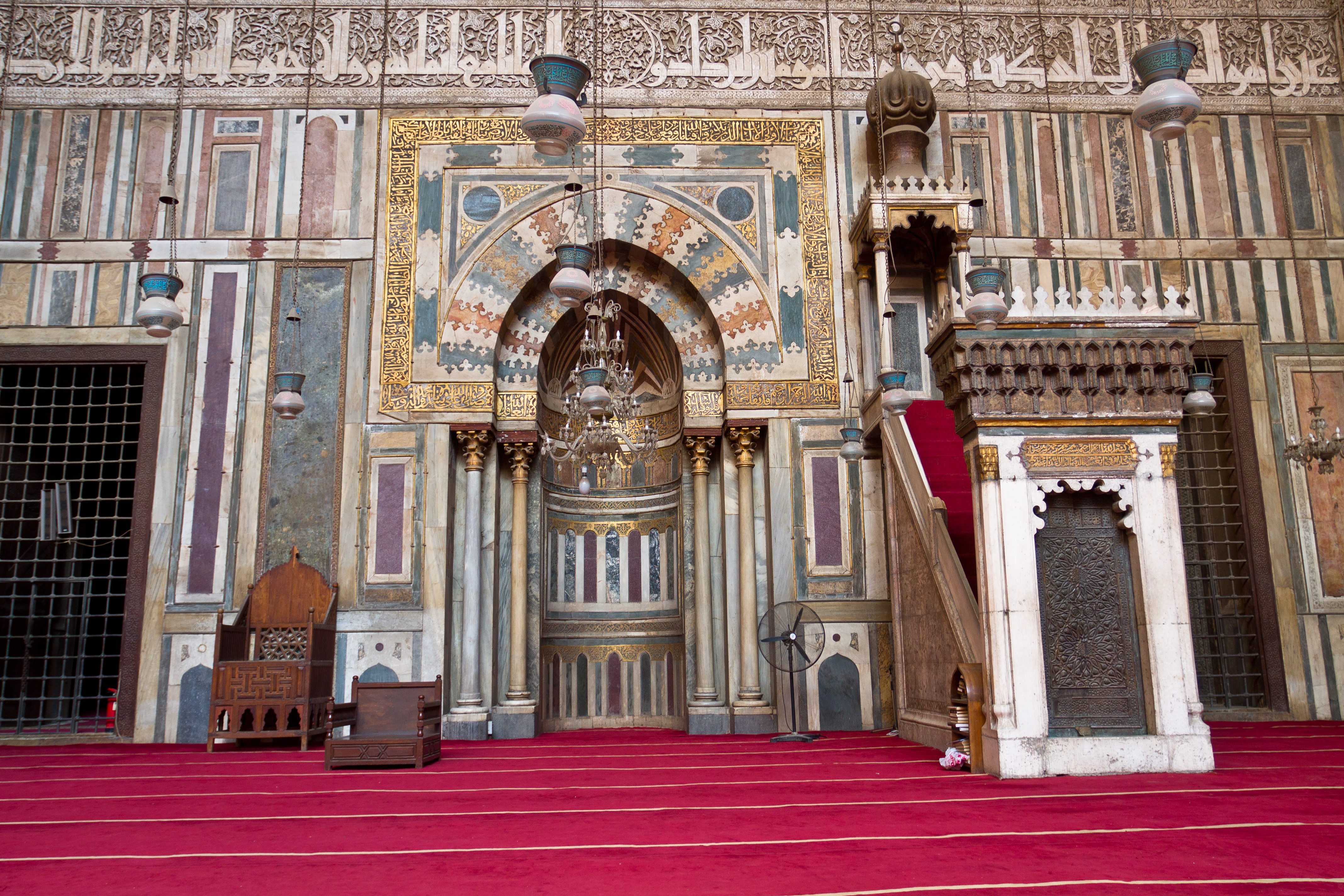
المحراب والمنبر
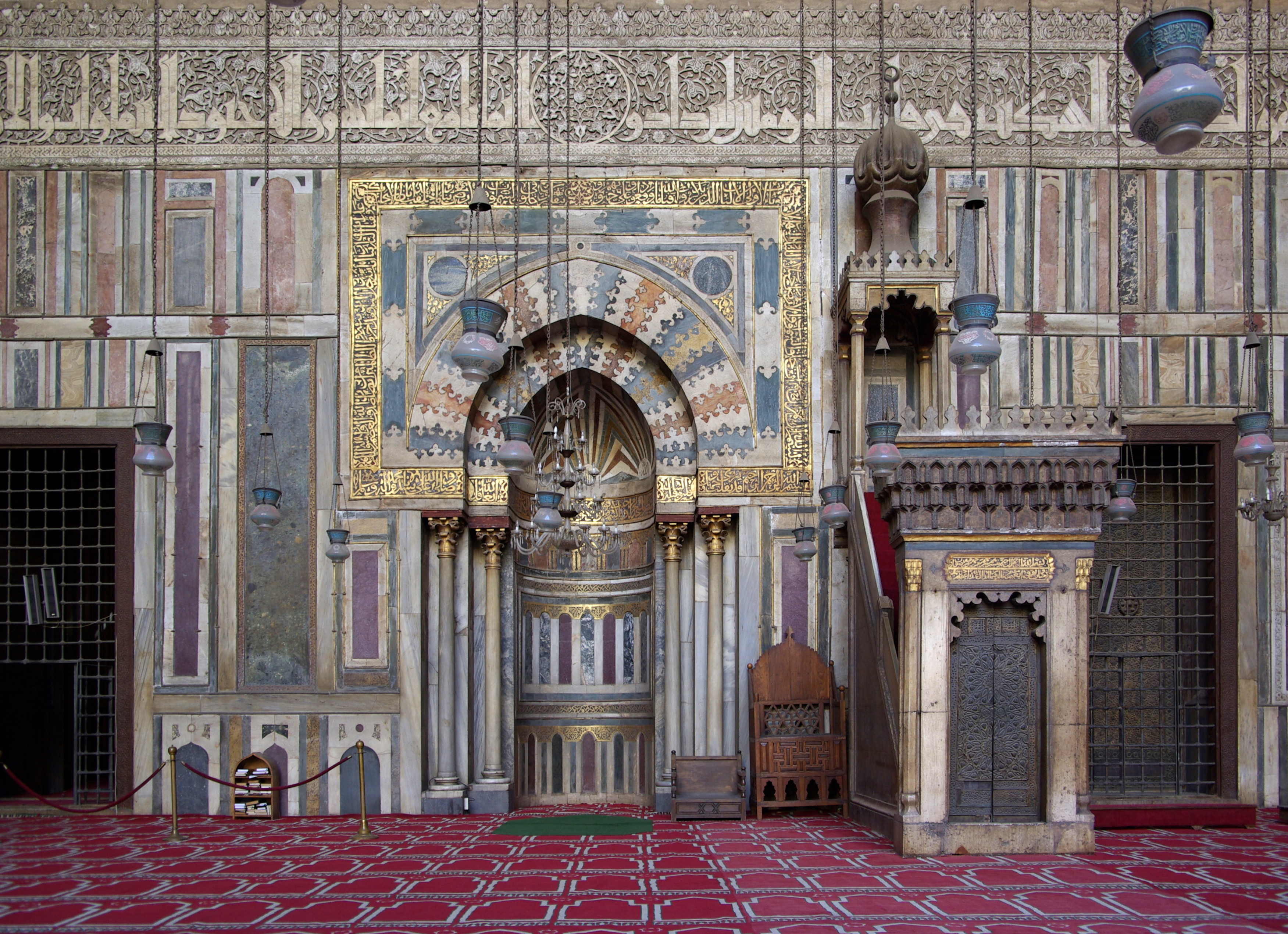
المحراب والمنبر
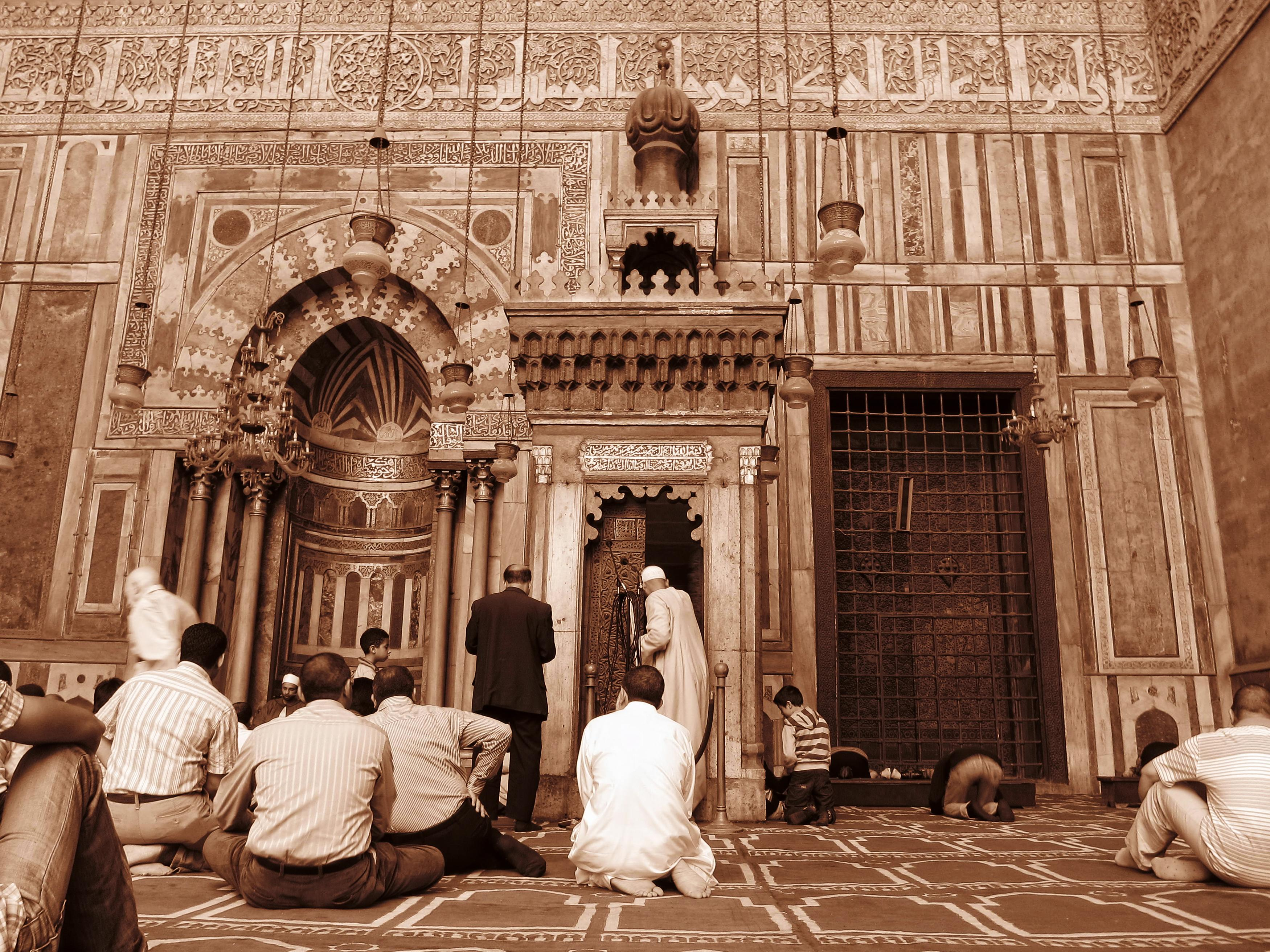
المحراب والمنبر
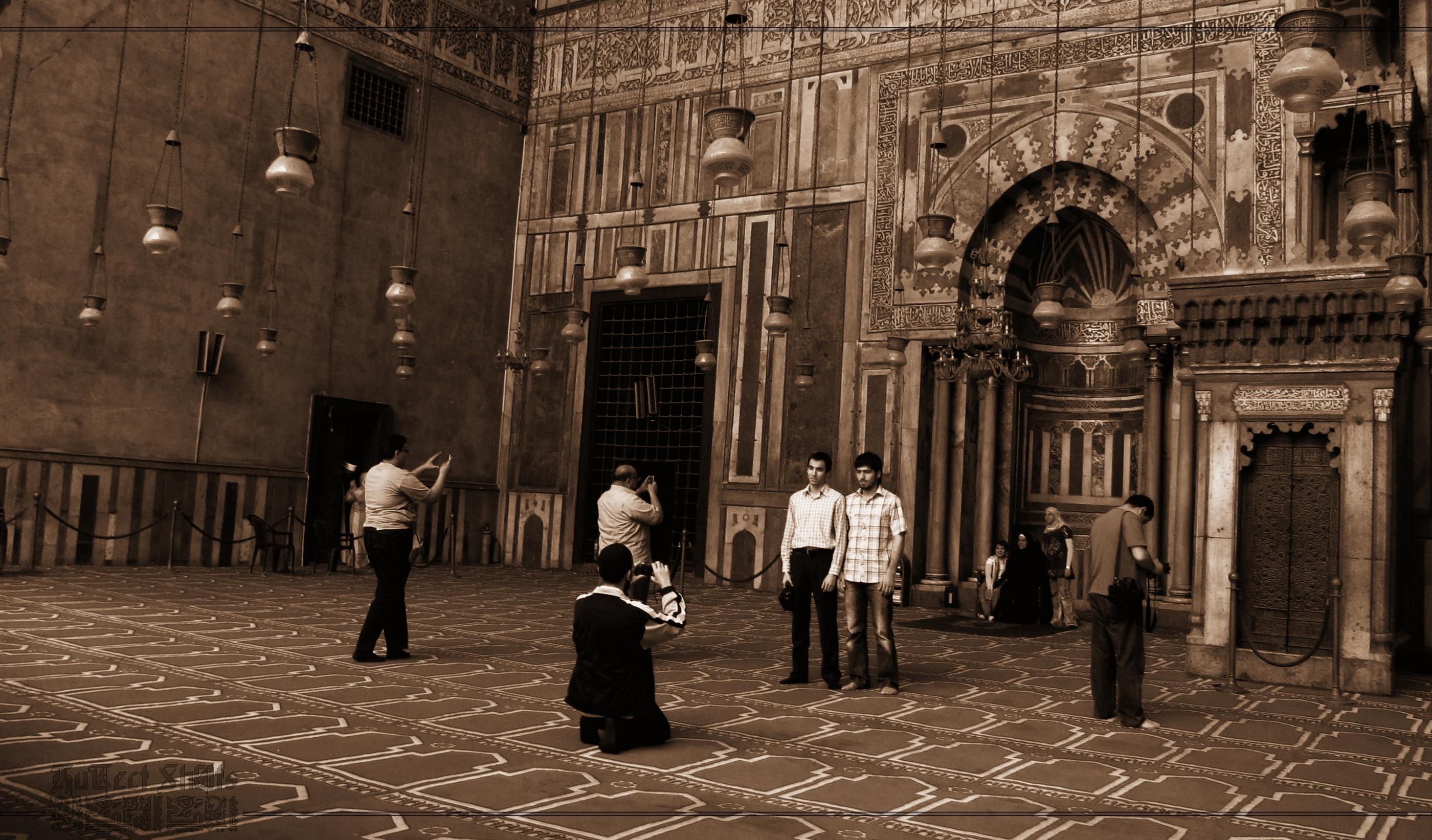
المحراب والمنبر
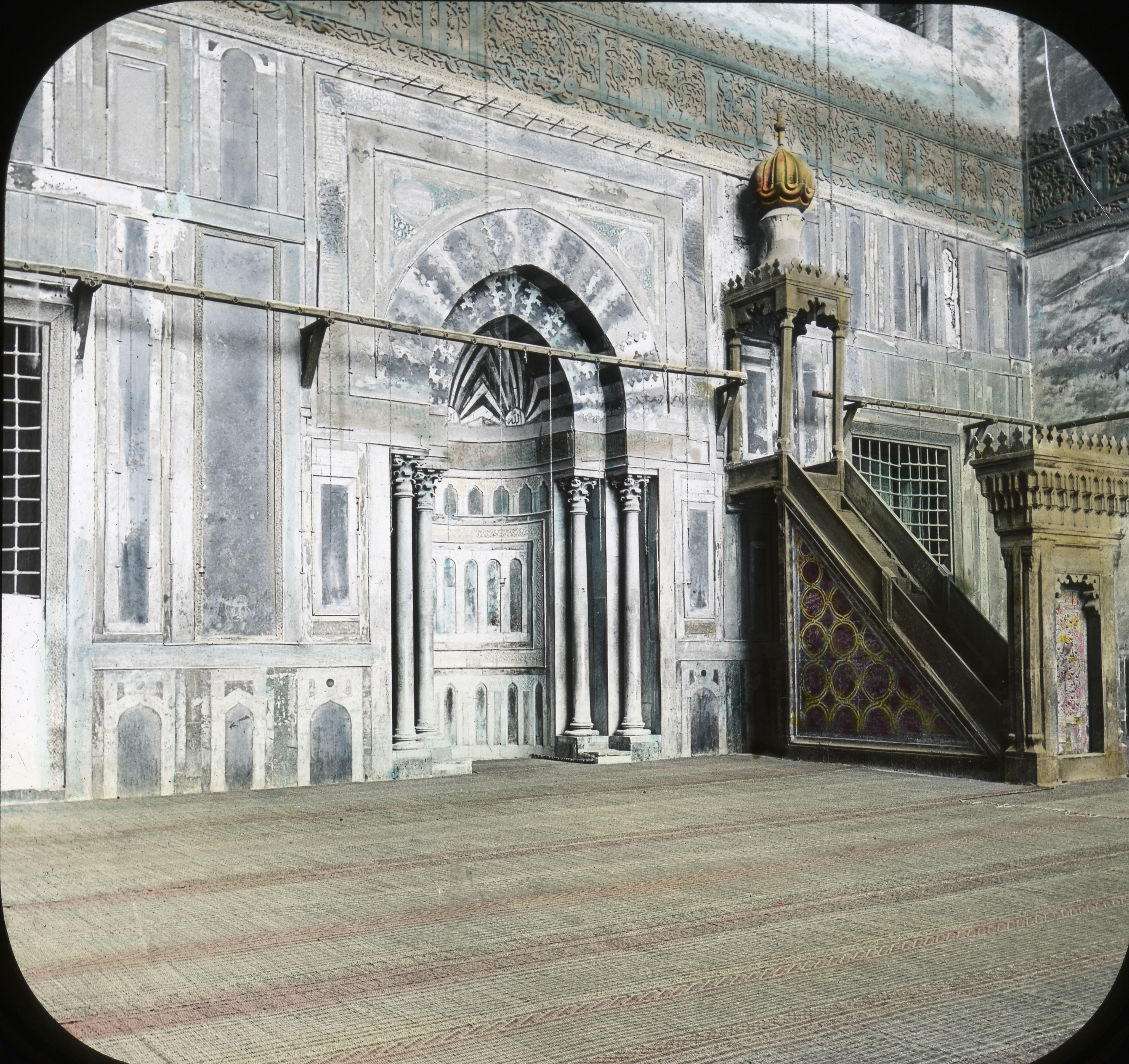
المحراب والمنبر
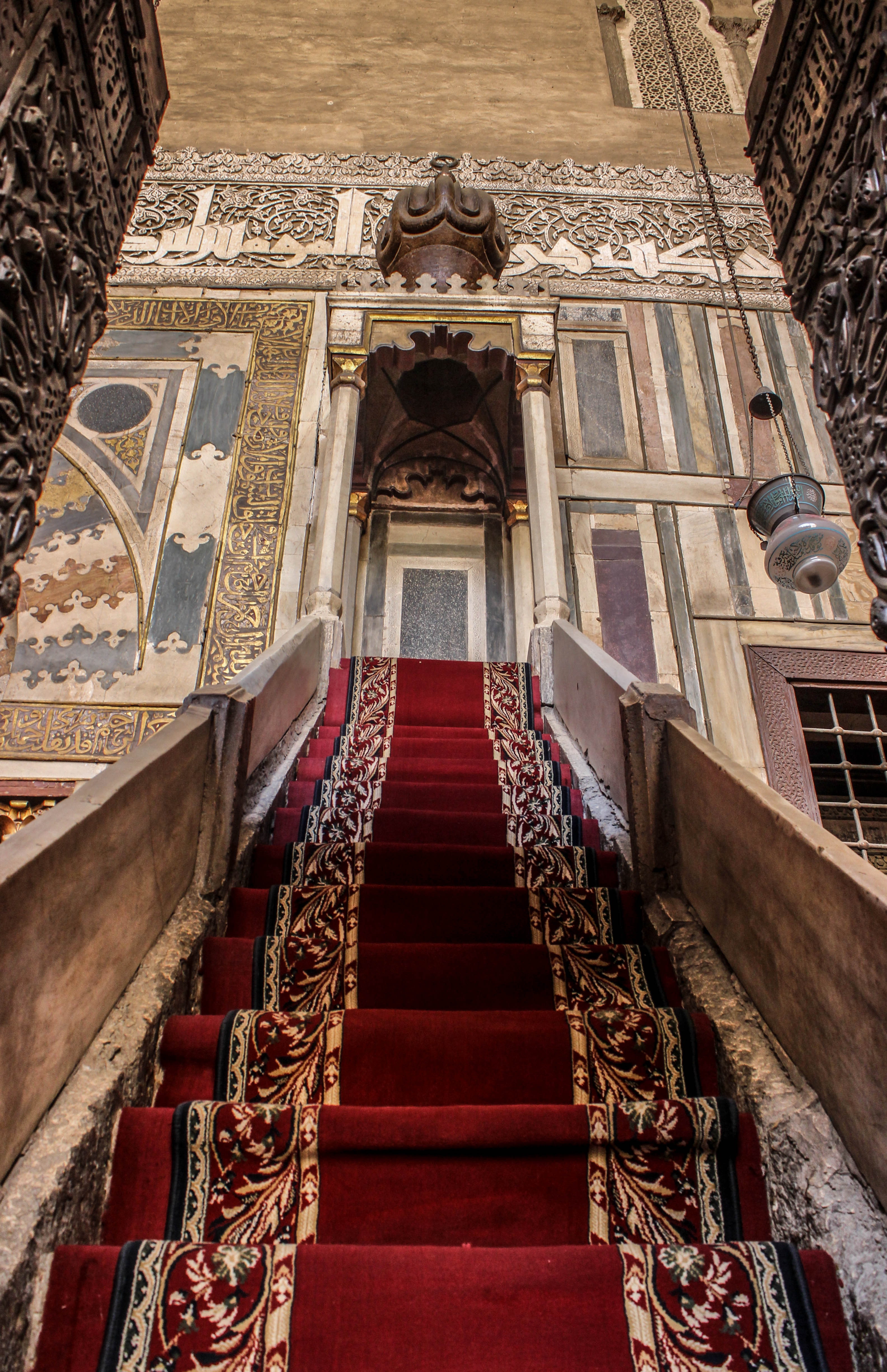
المنبر
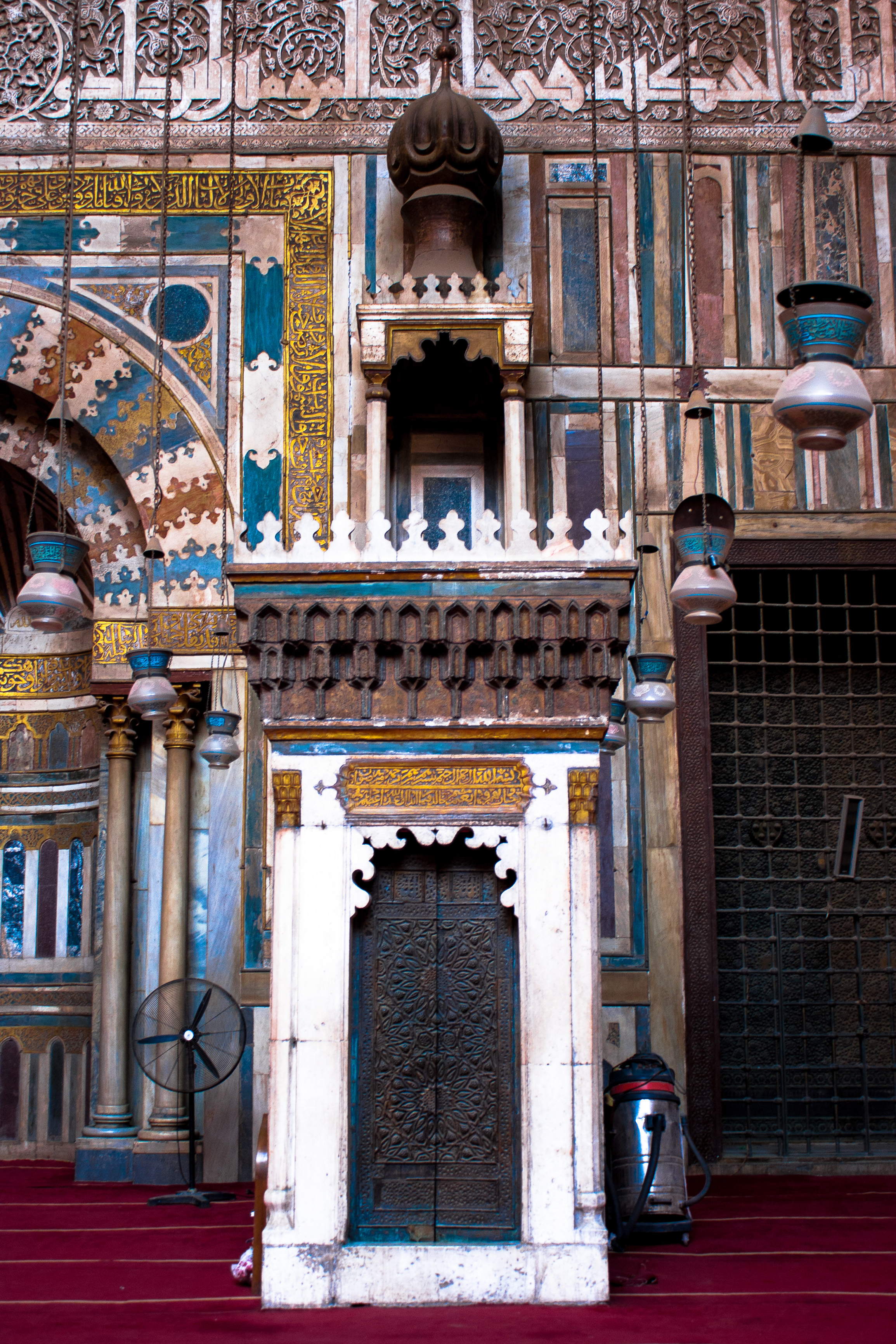
باب المنبر
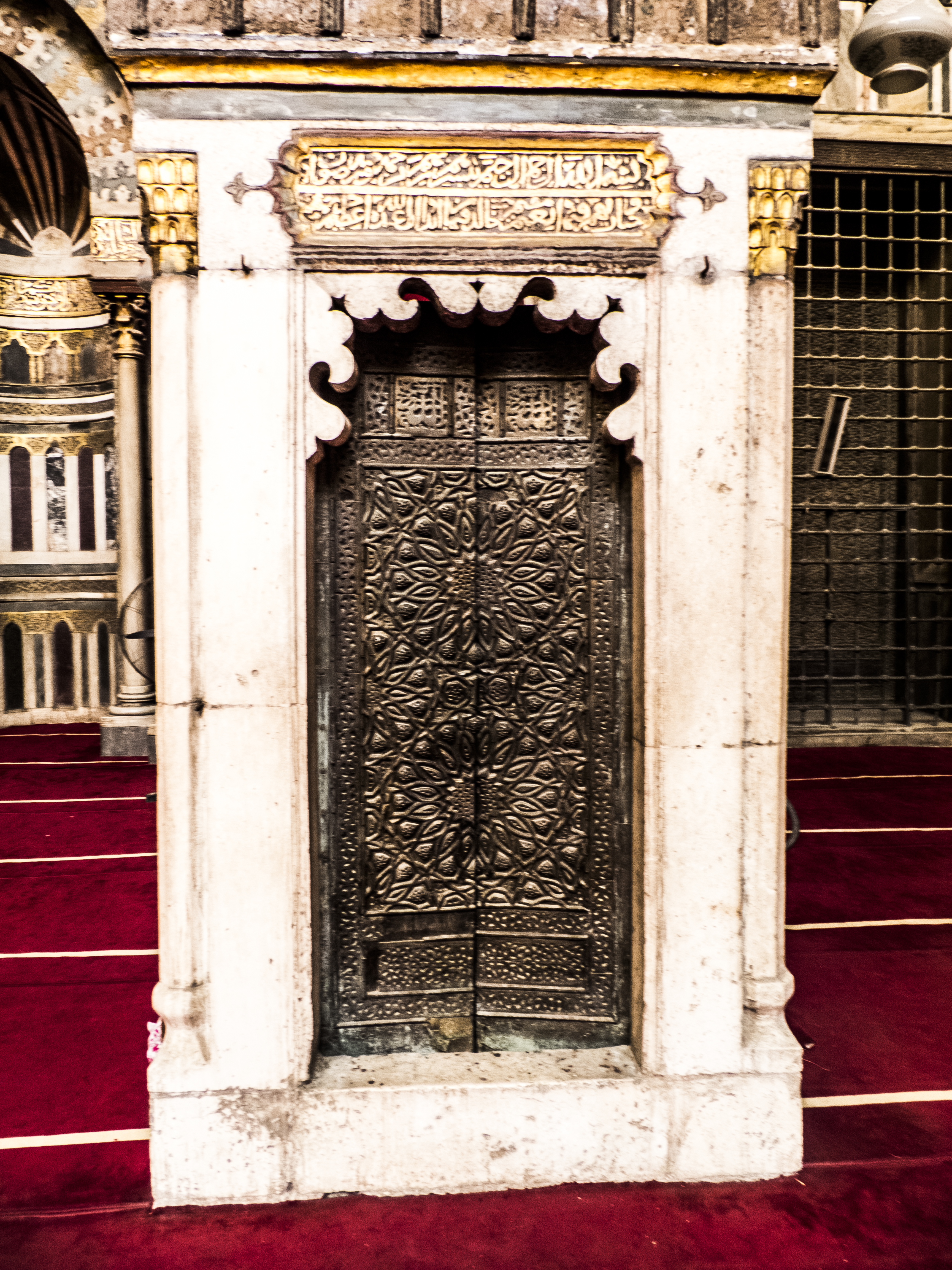
باب المنبر
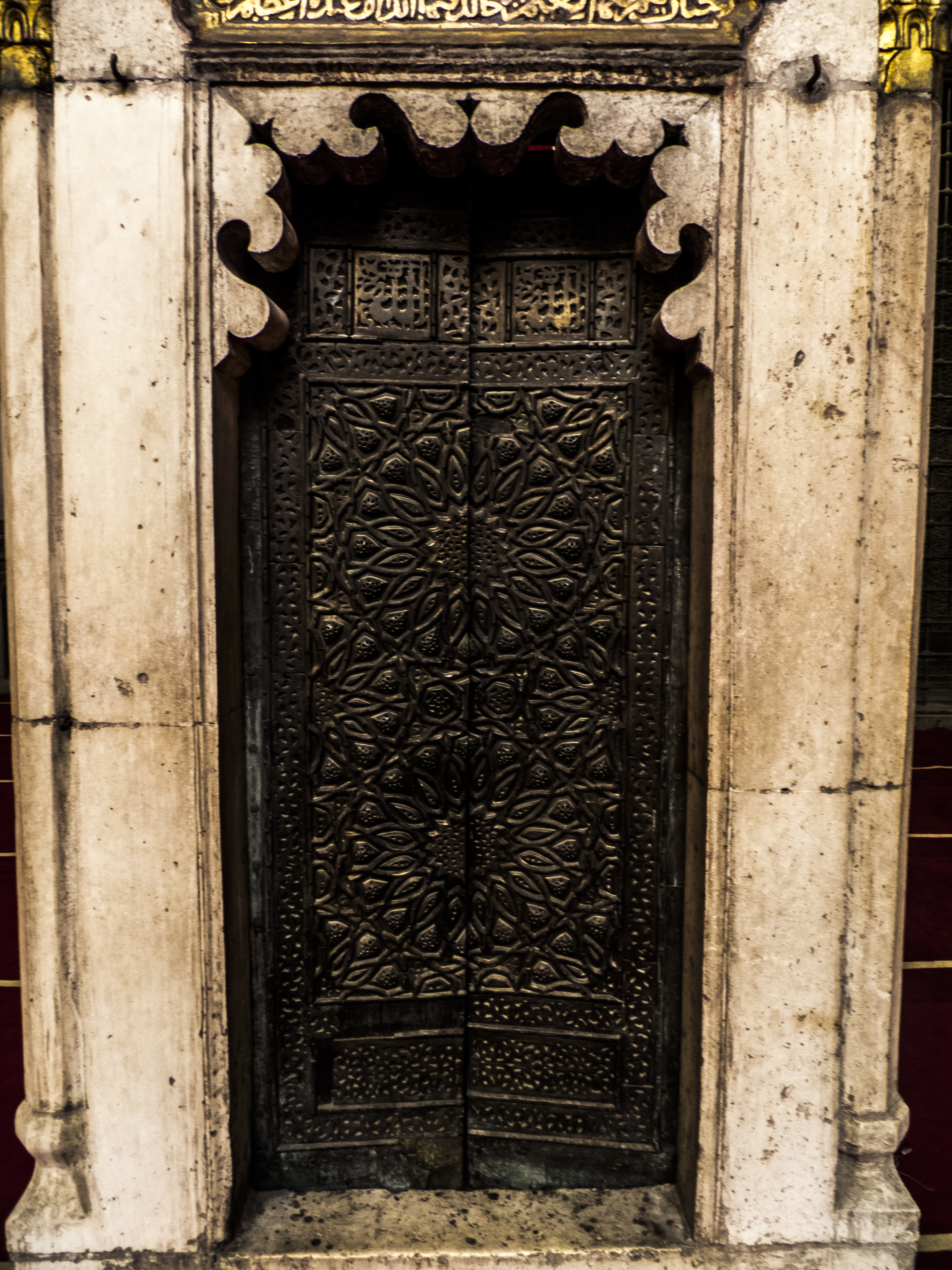
باب المنبر
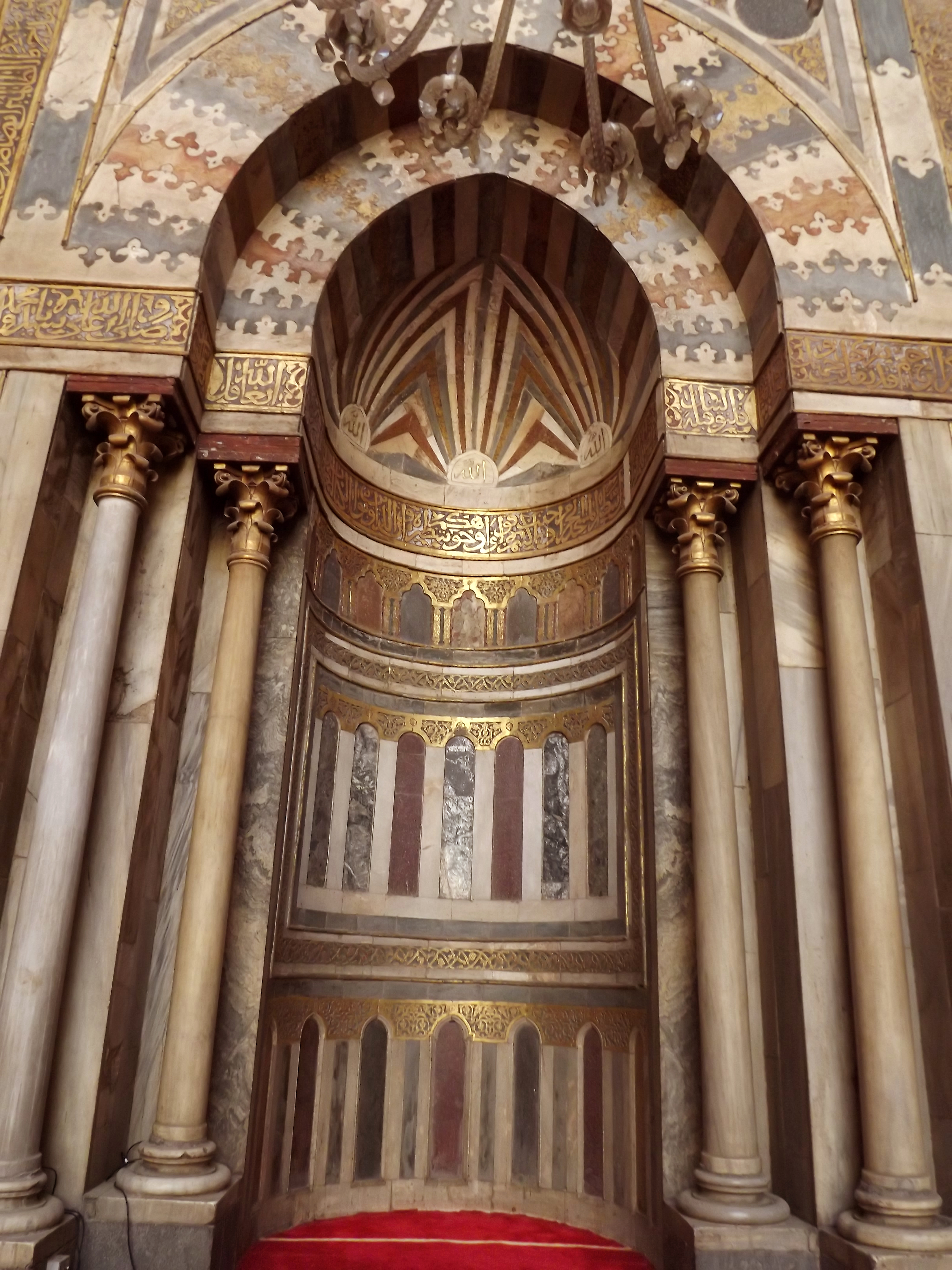
المحراب
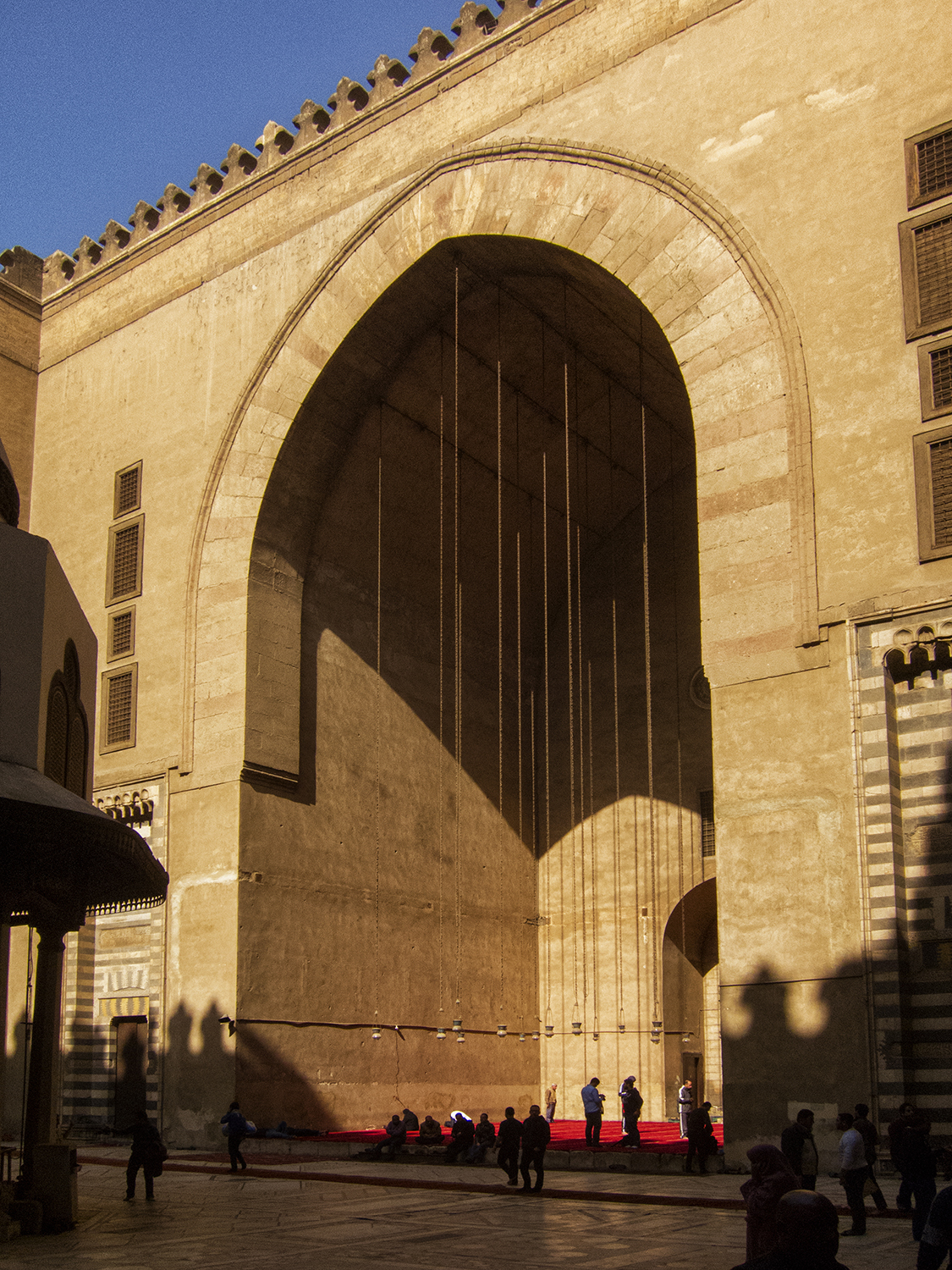
إيوان القبلة
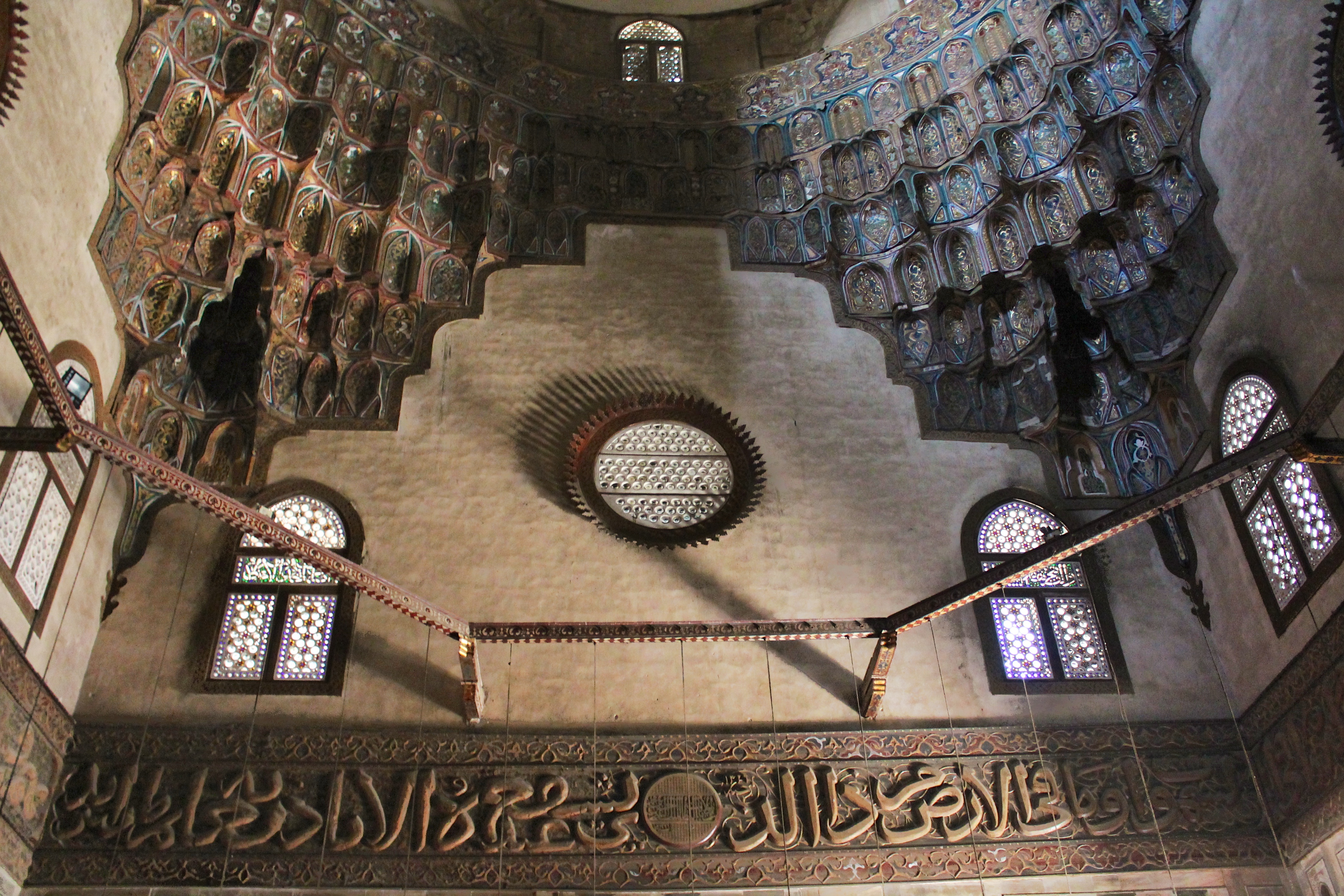
قبة المسجد من الداخل
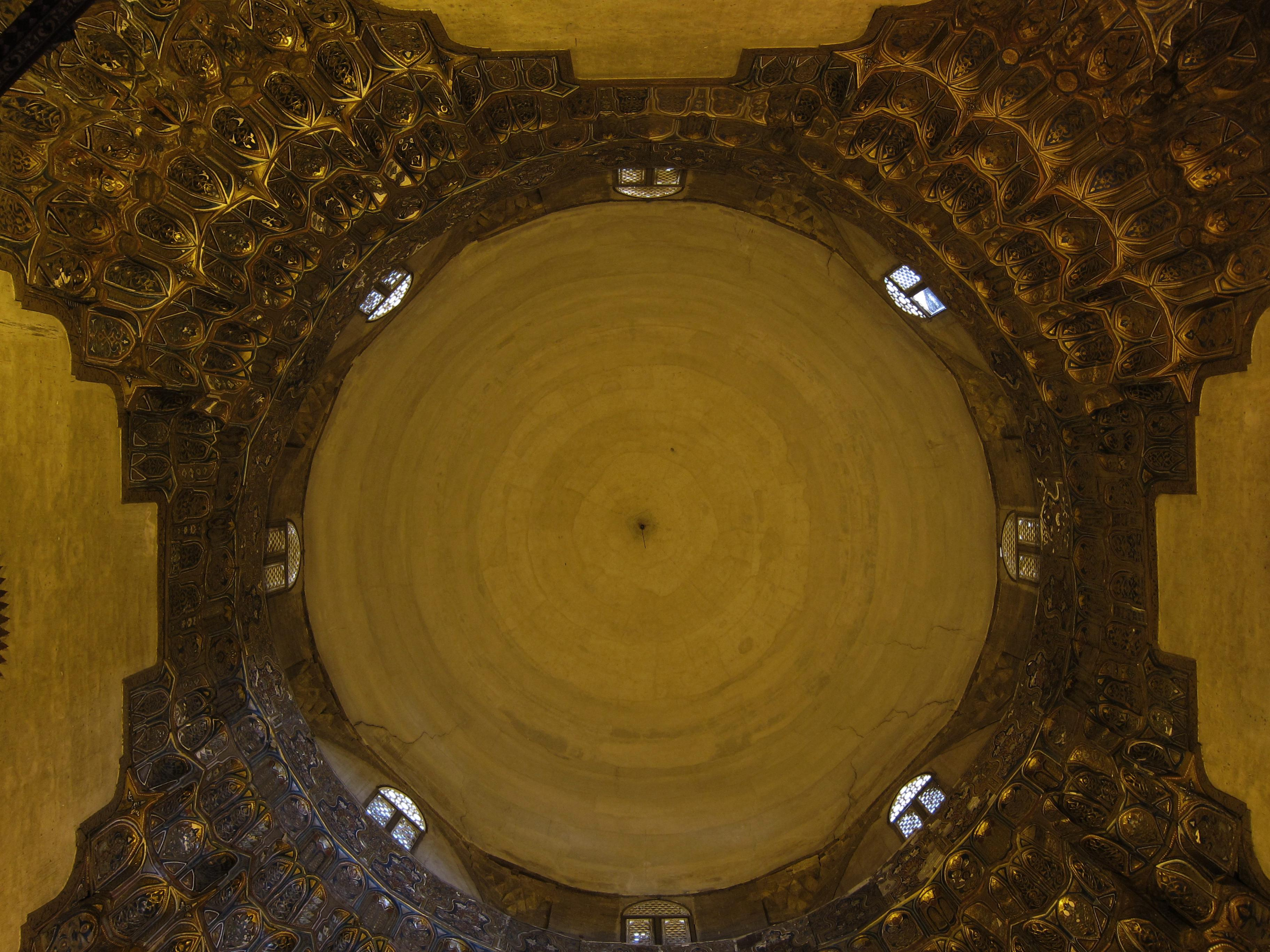
قبة المسجد من الداخل
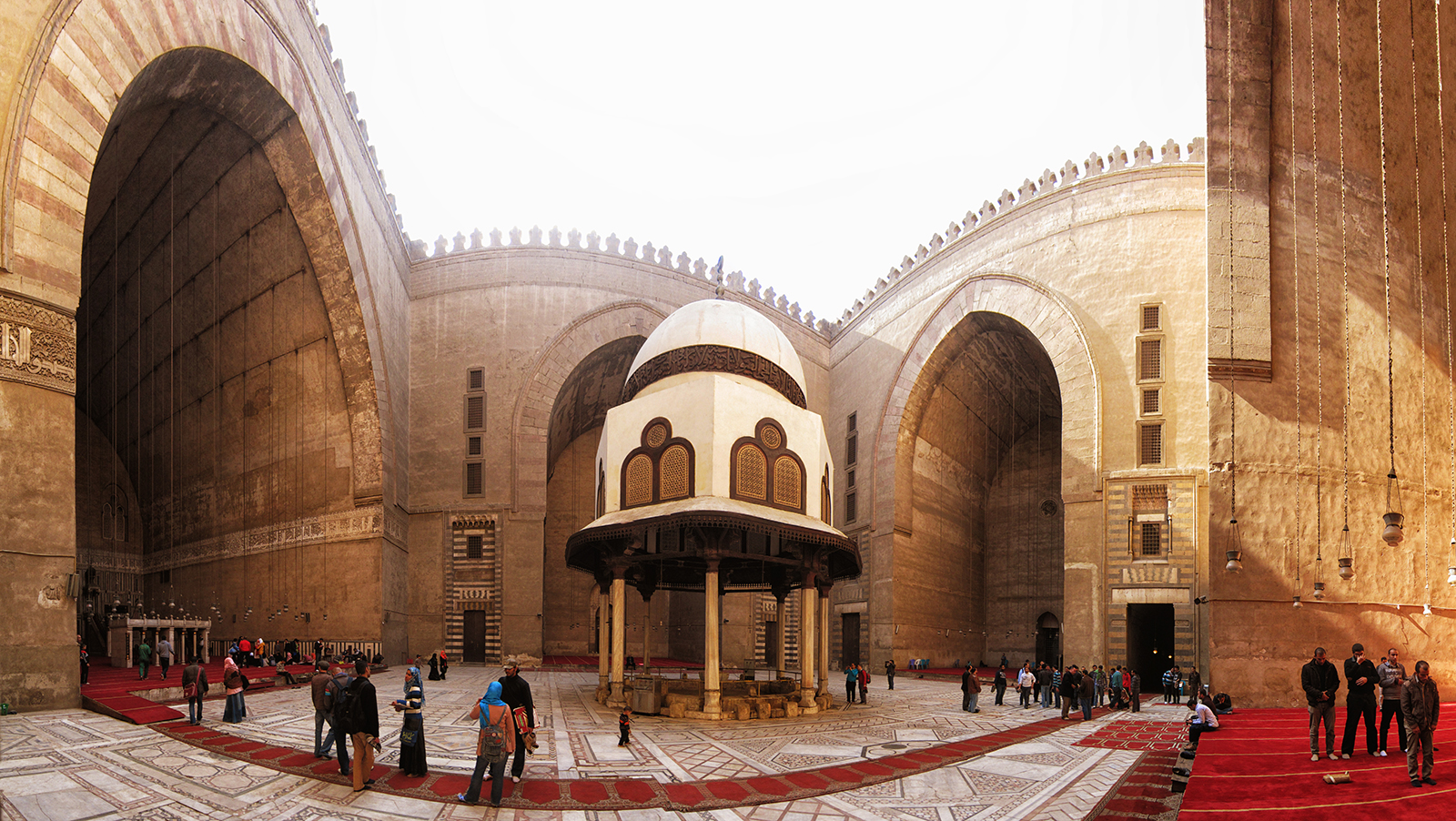
الفسقية والصحن المكشوف
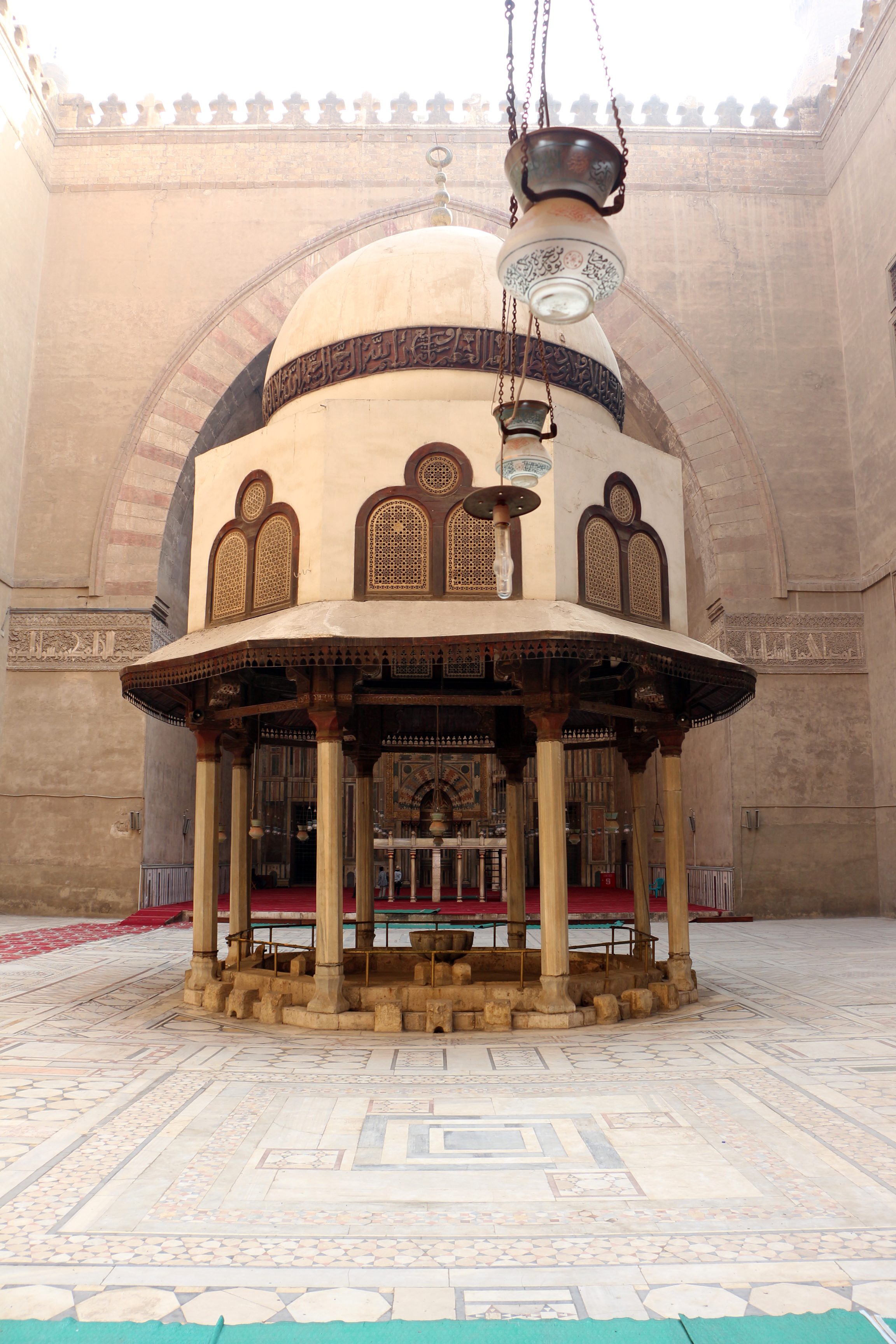
الفسقية والصحن المكشوف
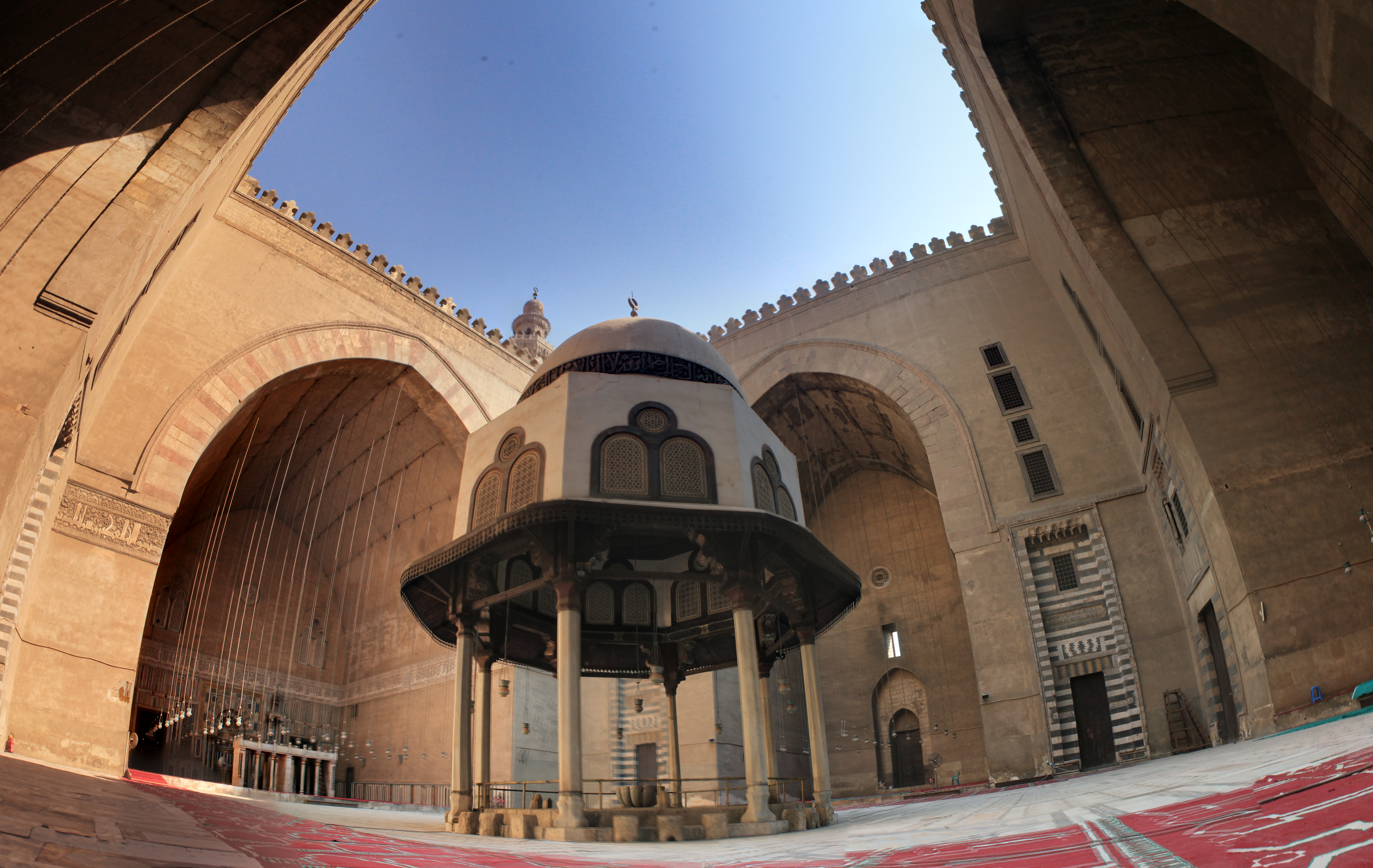
الفسقية والصحن المكشوف
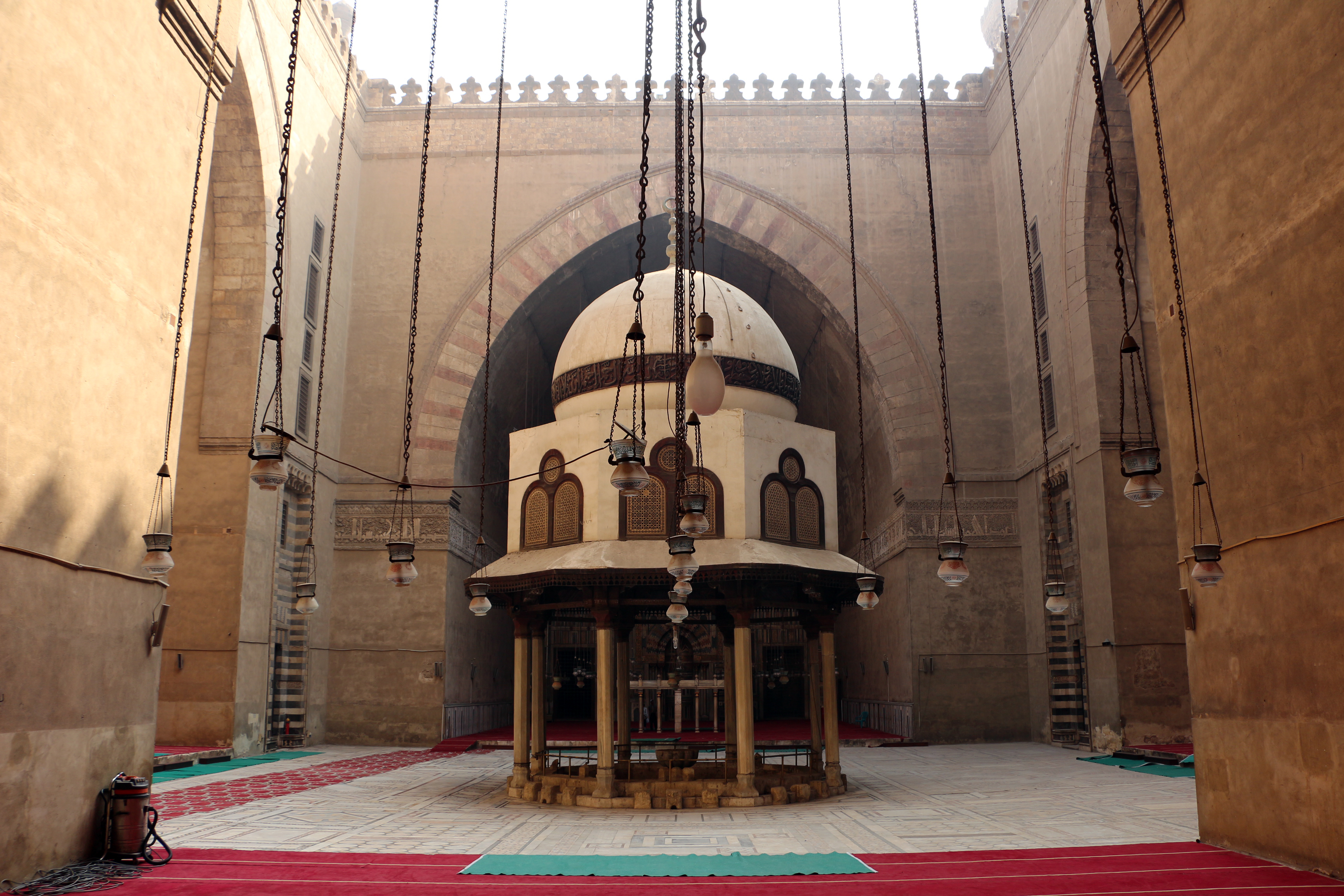
الفسقية والصحن المكشوف
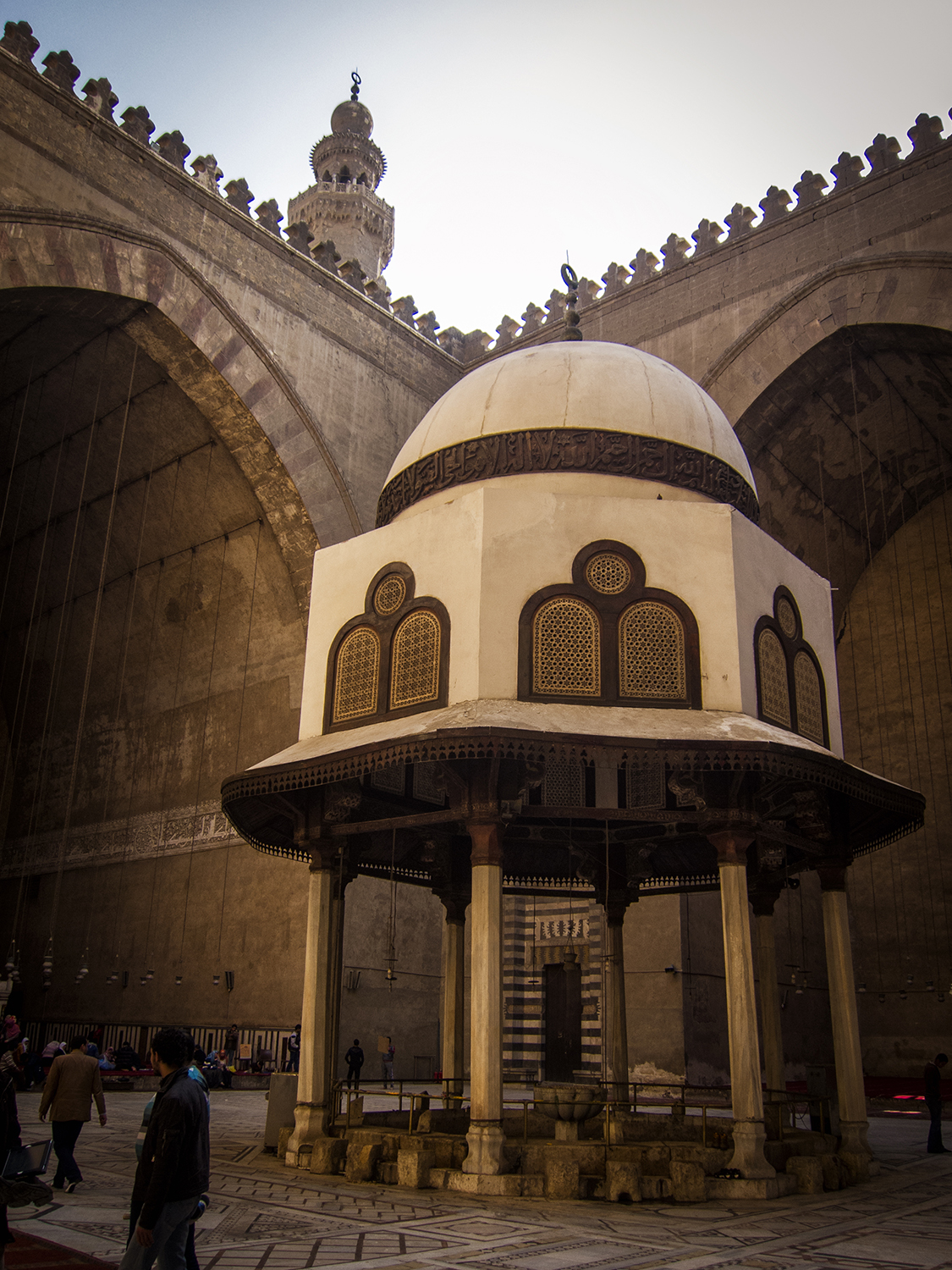
الفسقية والصحن المكشوف
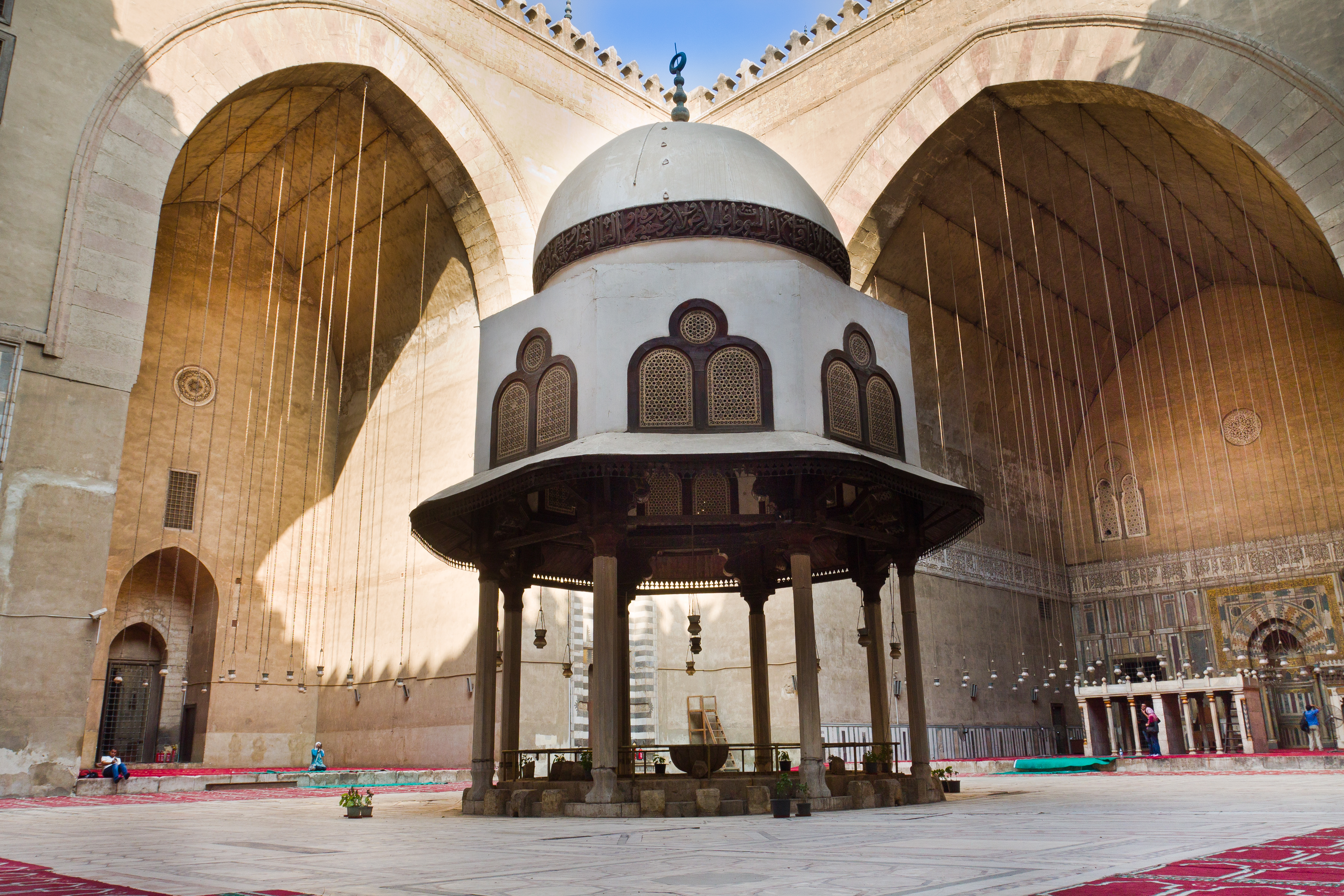
الفسقية والصحن المكشوف
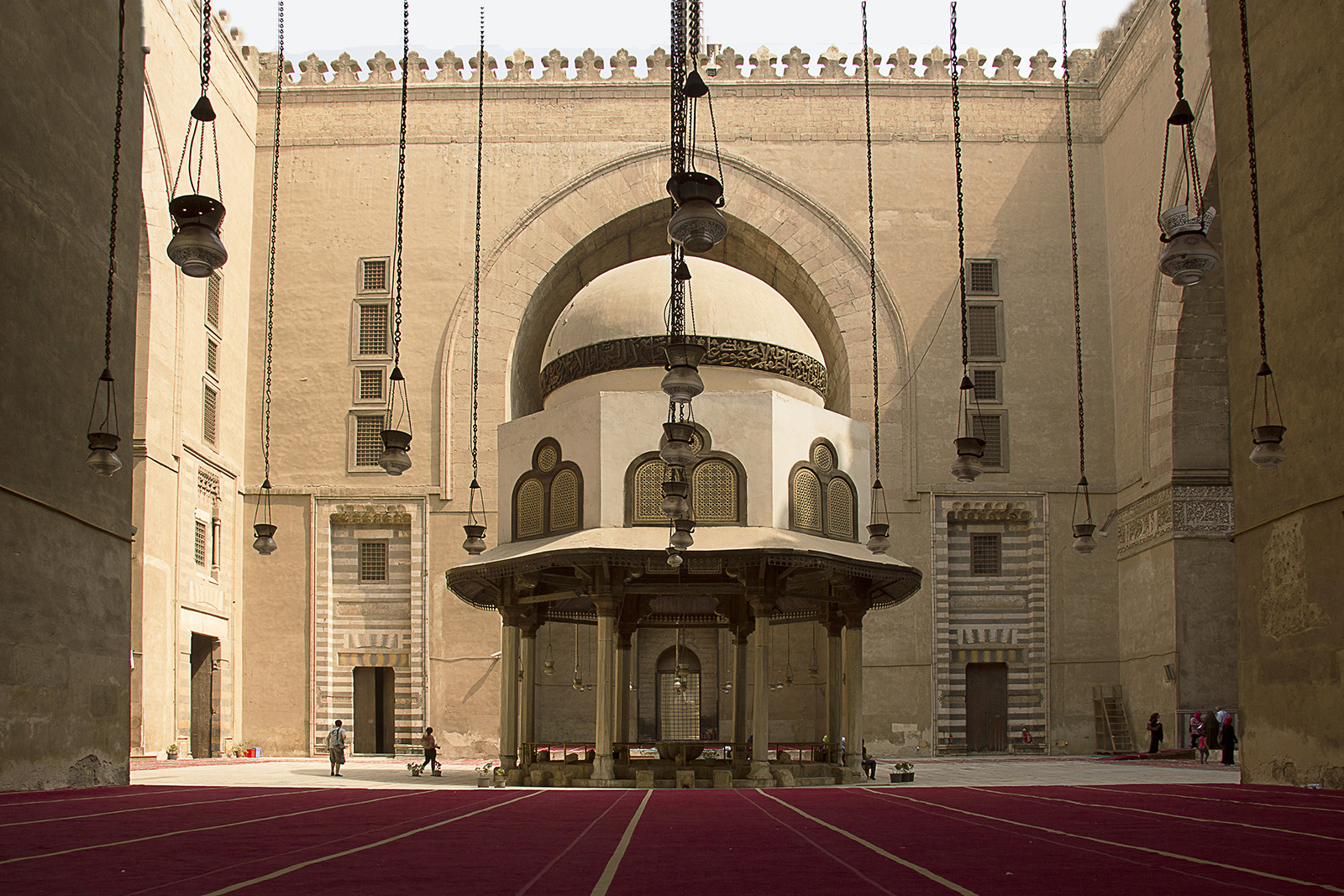
الفسقية والصحن المكشوف
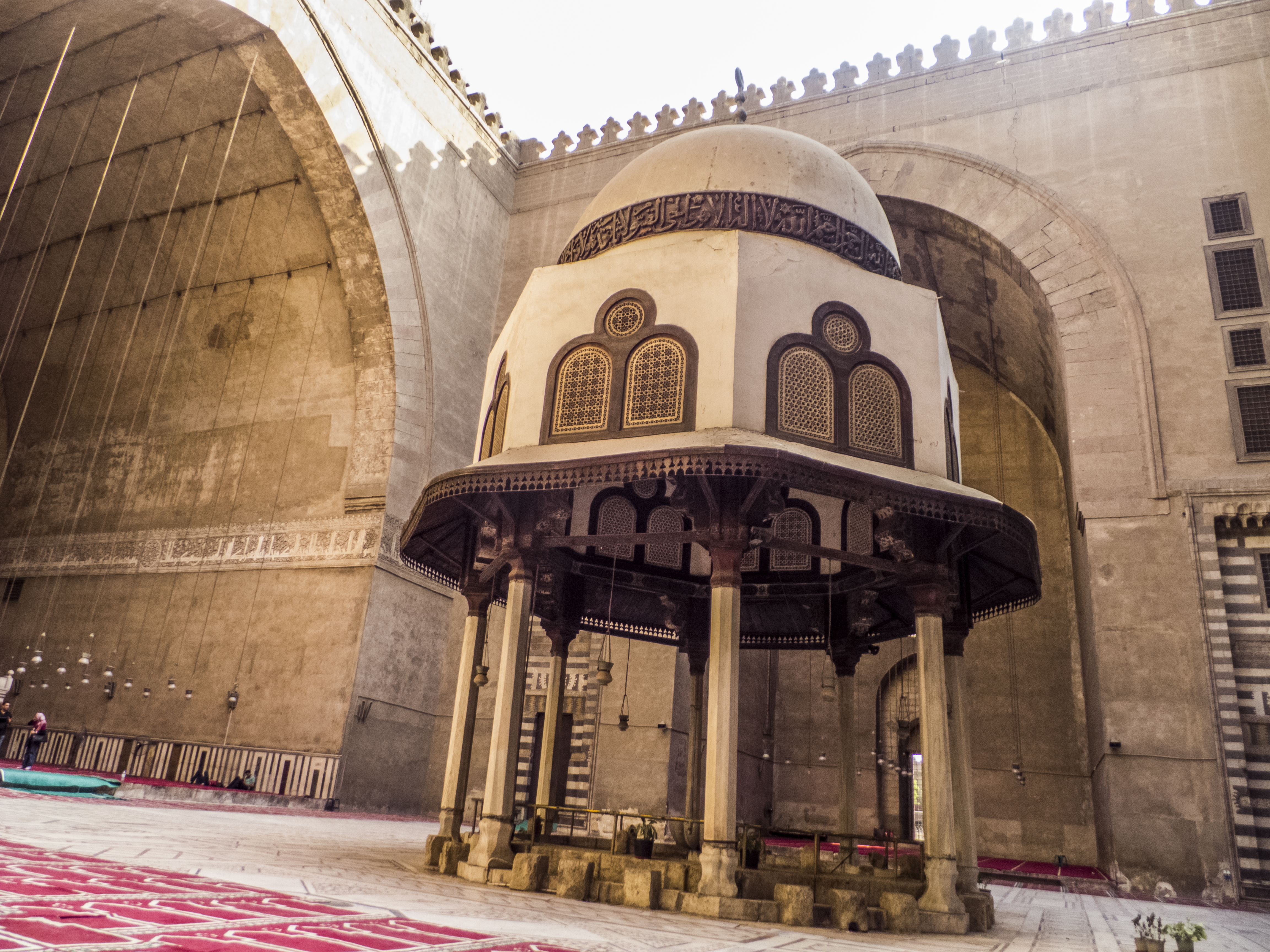
الفسقية والصحن المكشوف
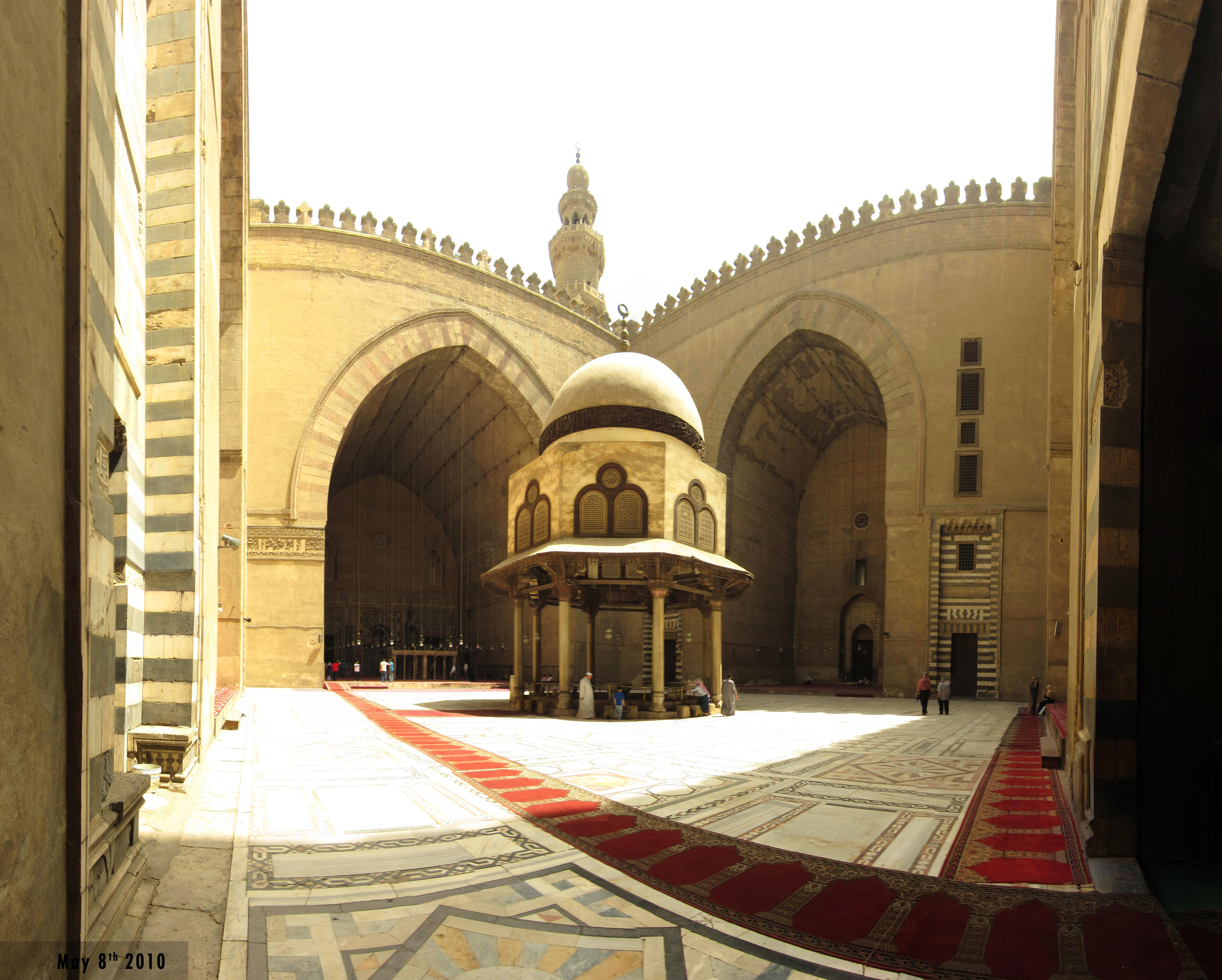
الفسقية والصحن المكشوف
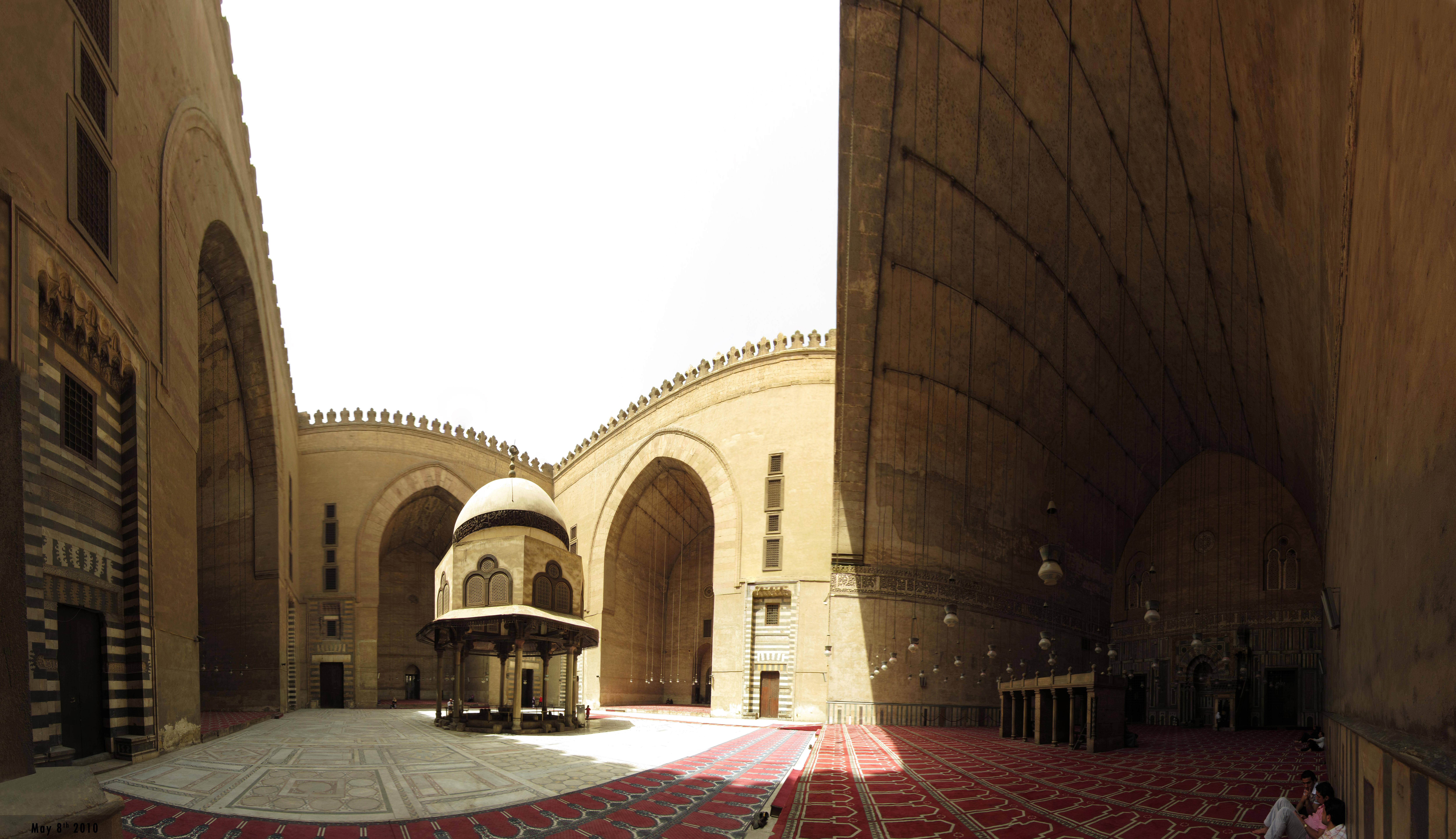
الفسقية والصحن المكشوف
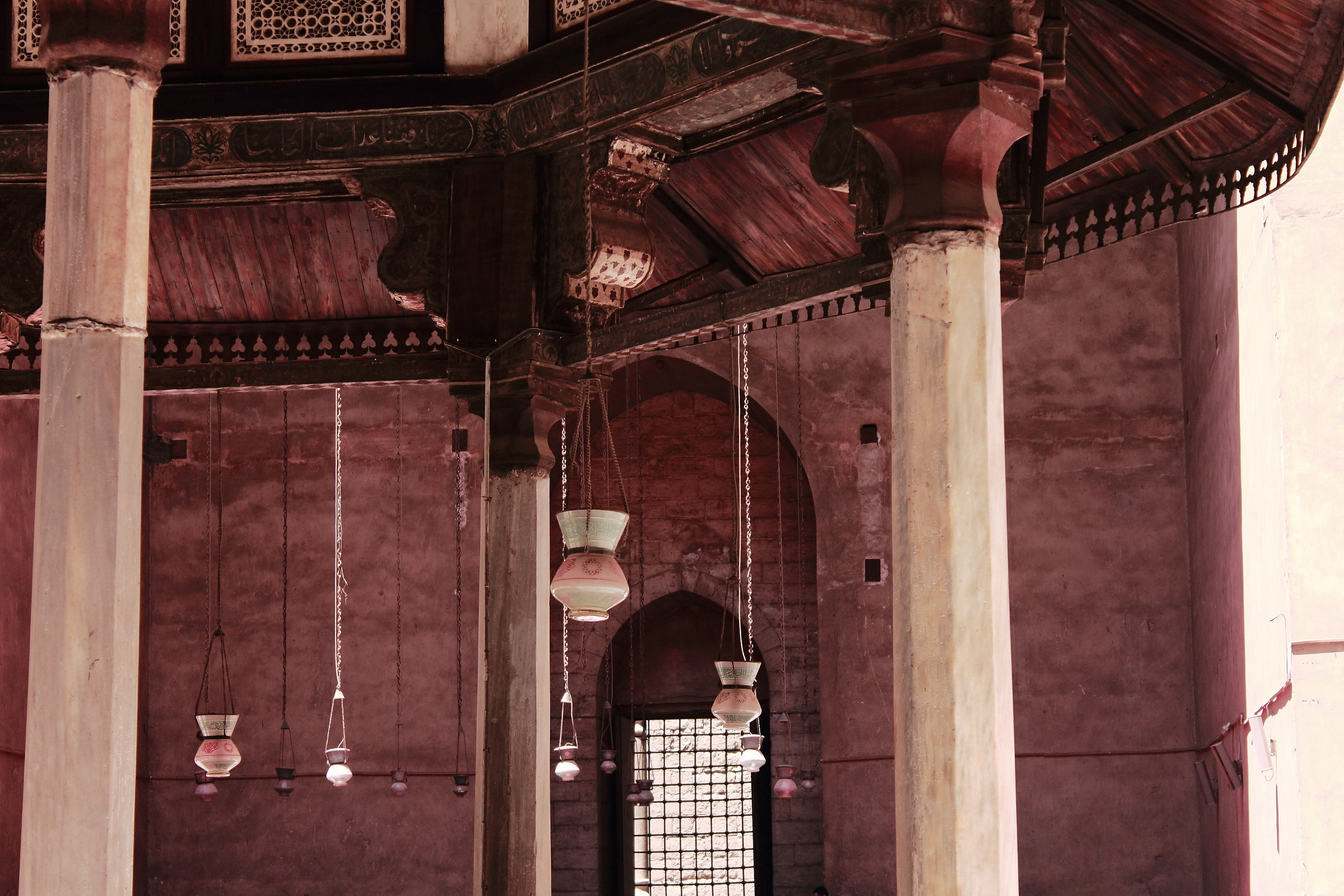
الفسقية
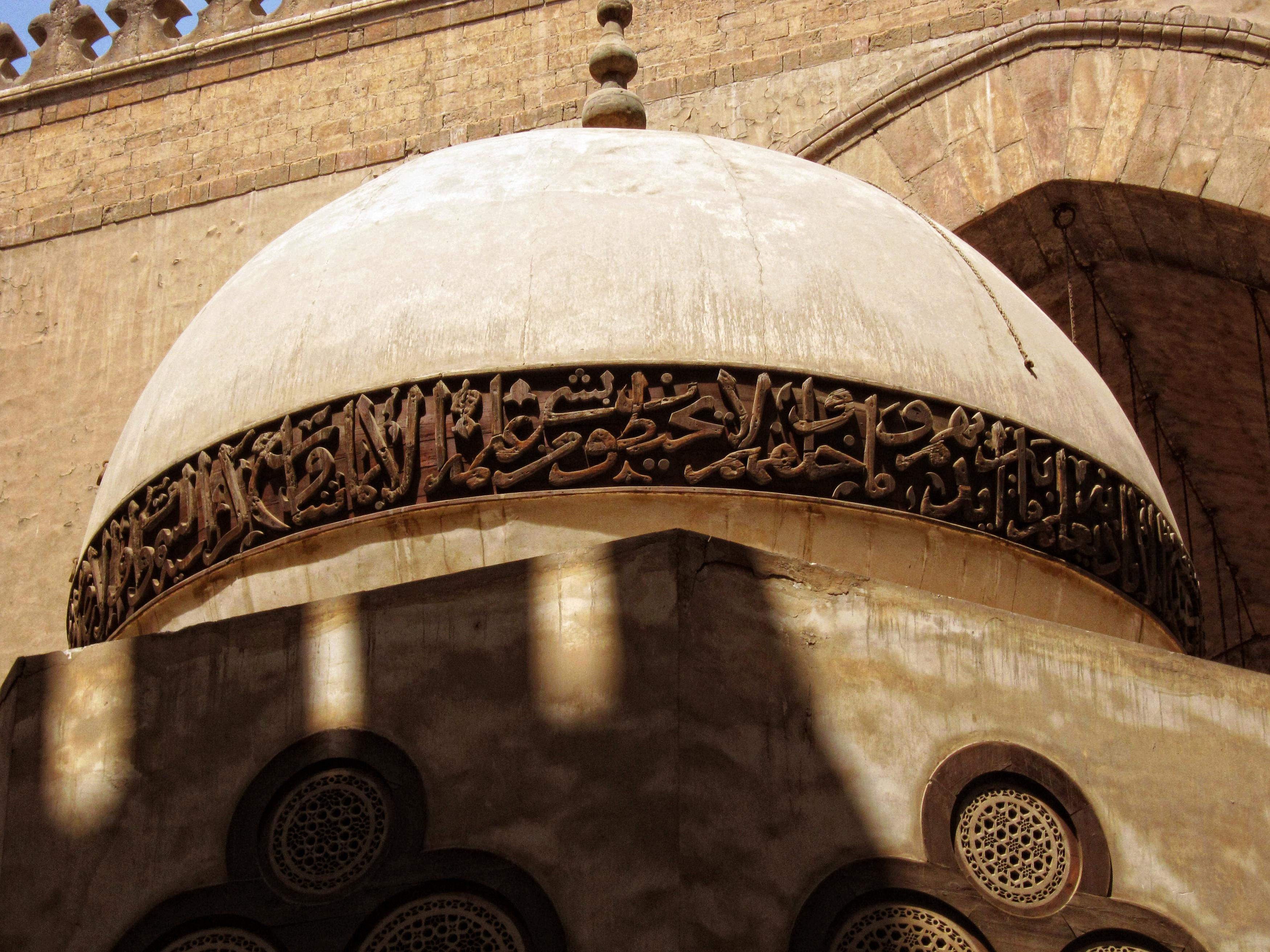
الفسقية
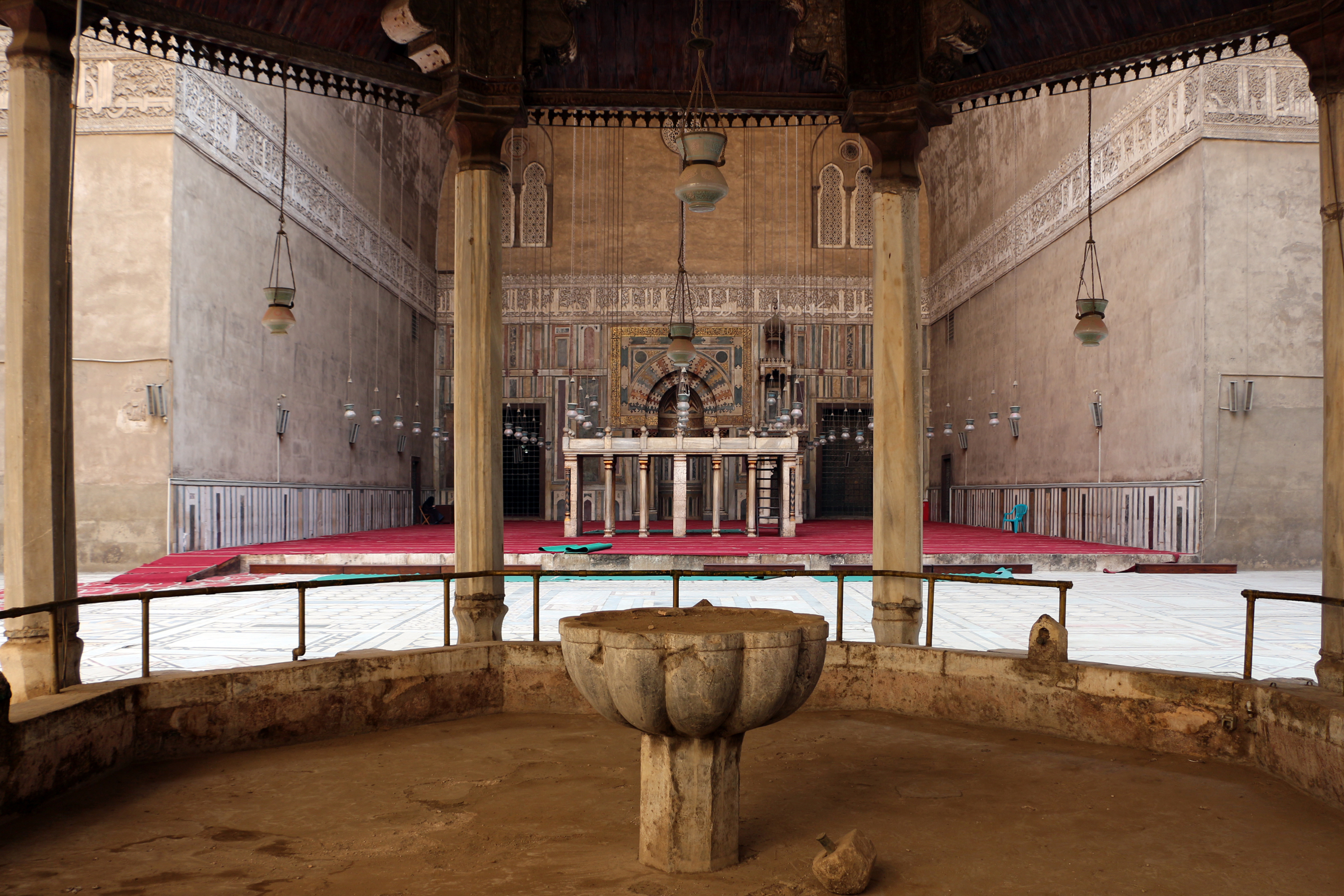
الفسقية ويظهر من خلالها دكة المبلغ وإيوان القبلة
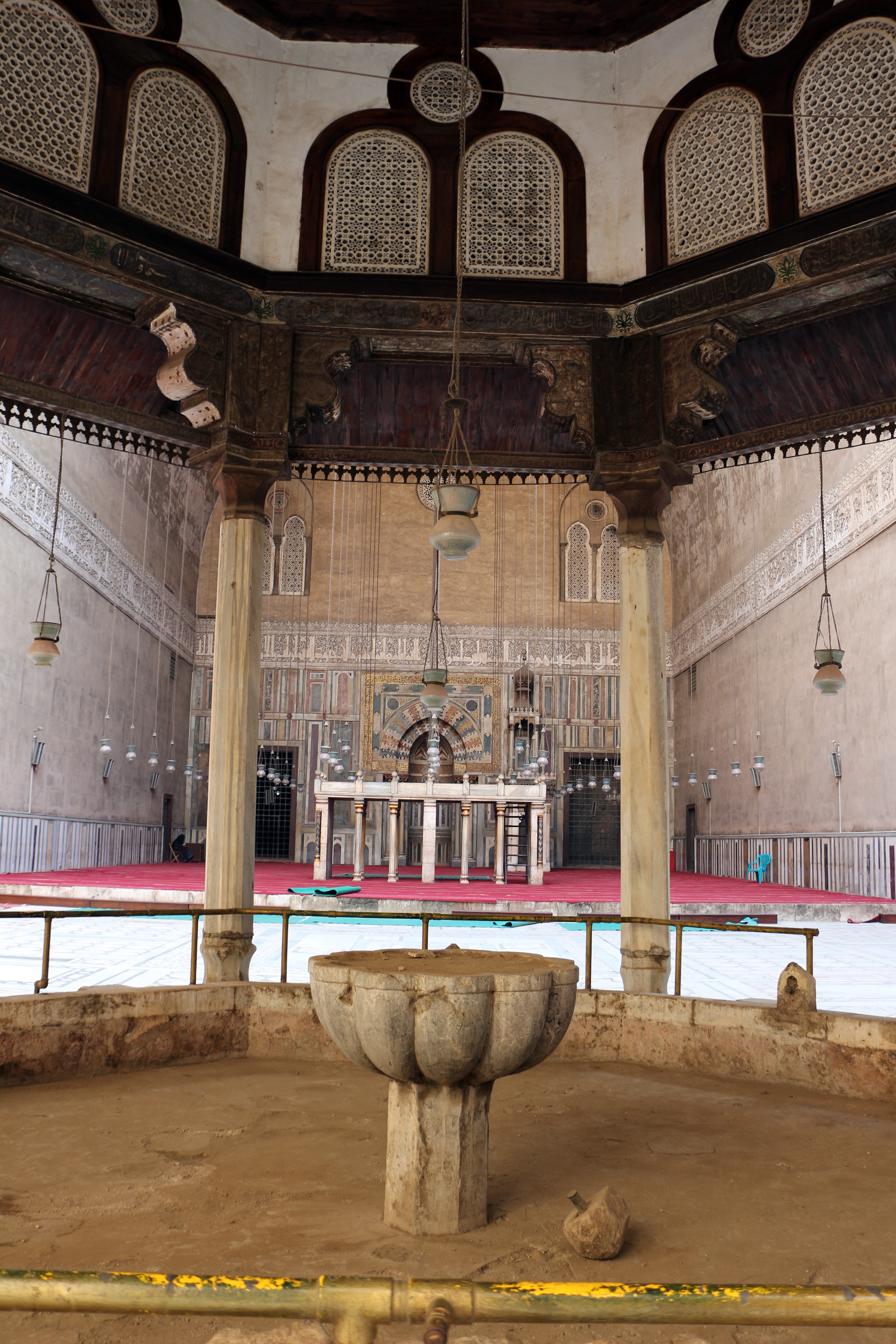
الفسقية ويظهر من خلالها دكة المبلغ وإيوان القبلة
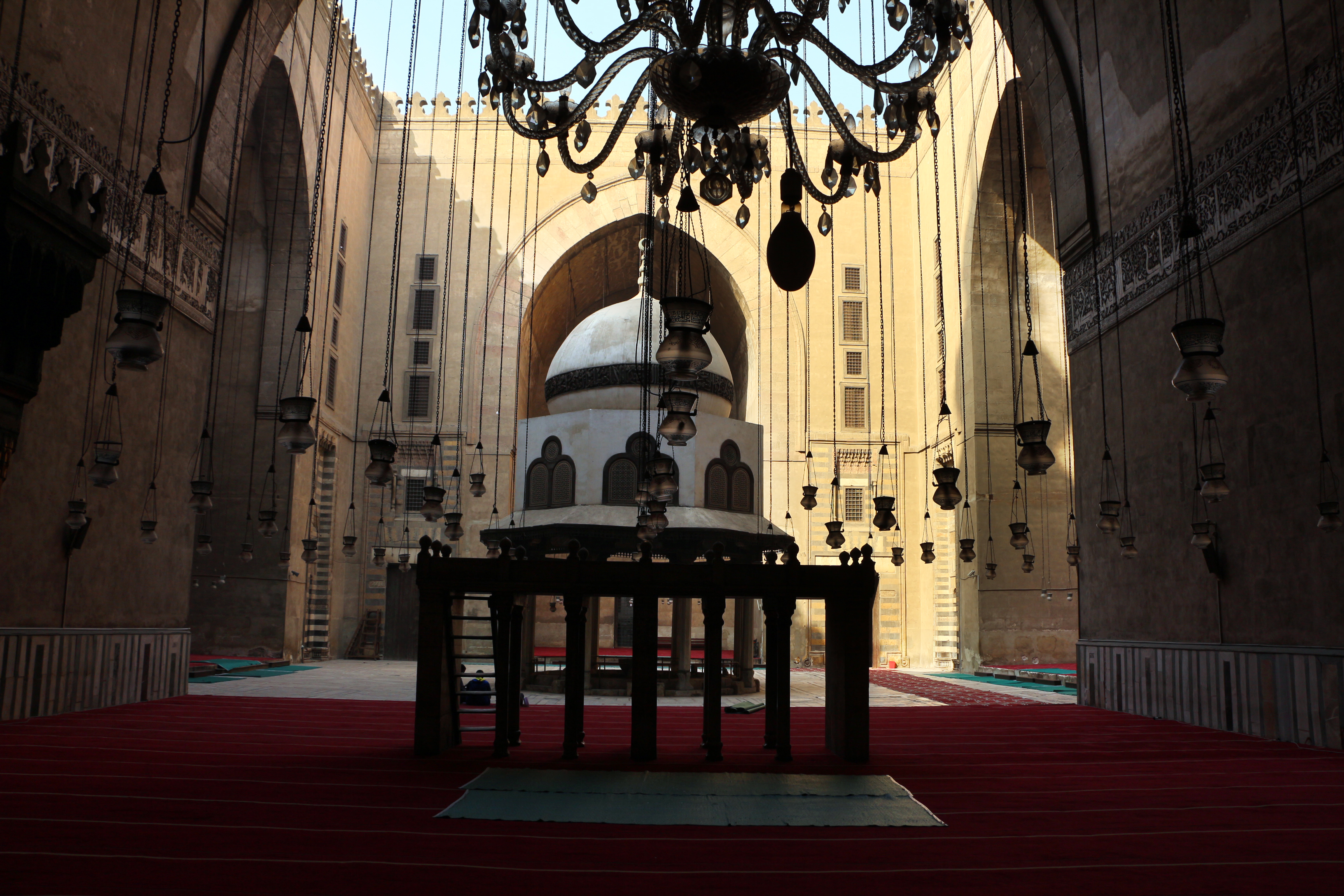
دكة المبلغ ويظهر أماها الصحن المكشوف تتوسطه الفسقية
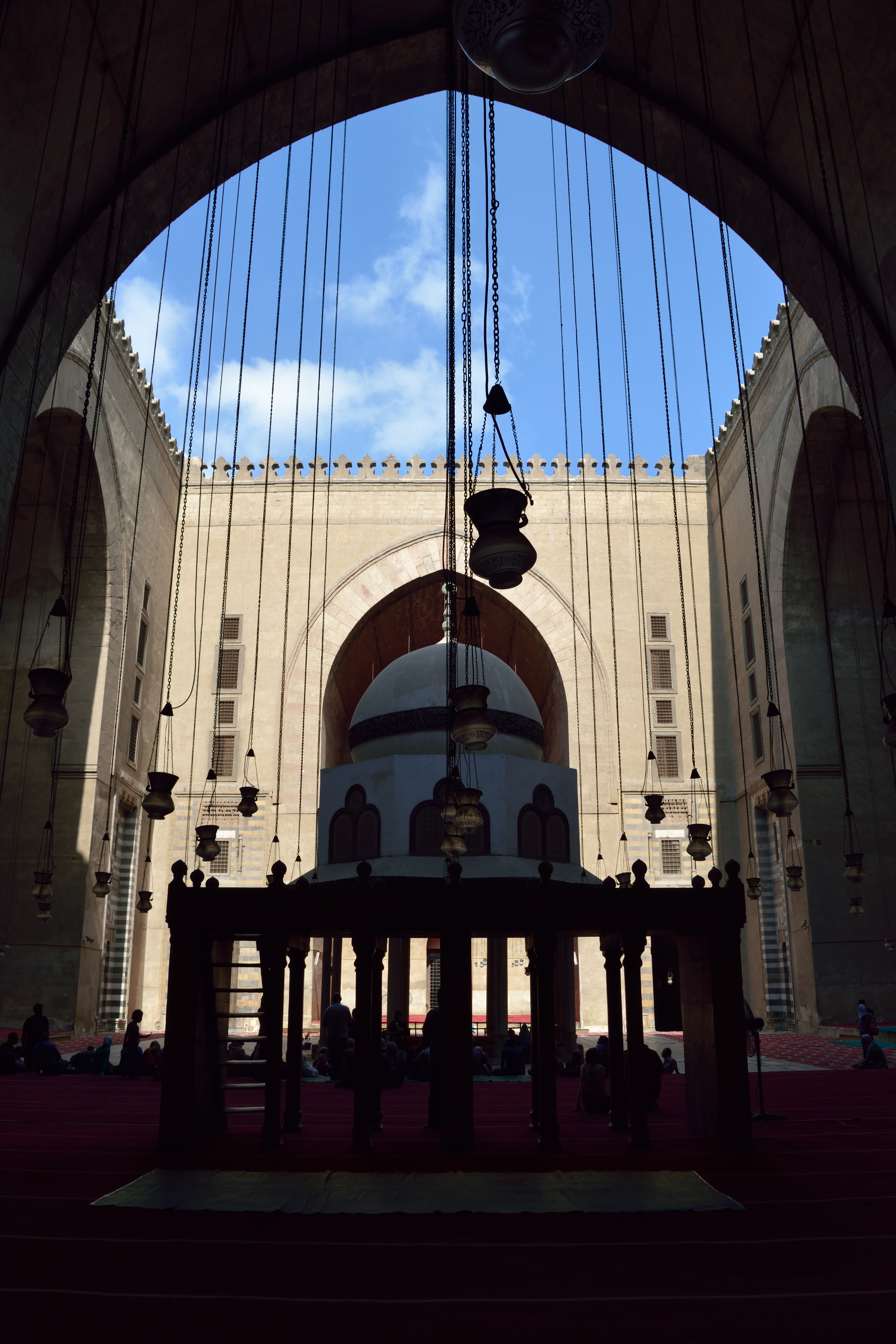
دكة المبلغ ويظهر أماها الصحن المكشوف تتوسطه الفسقية
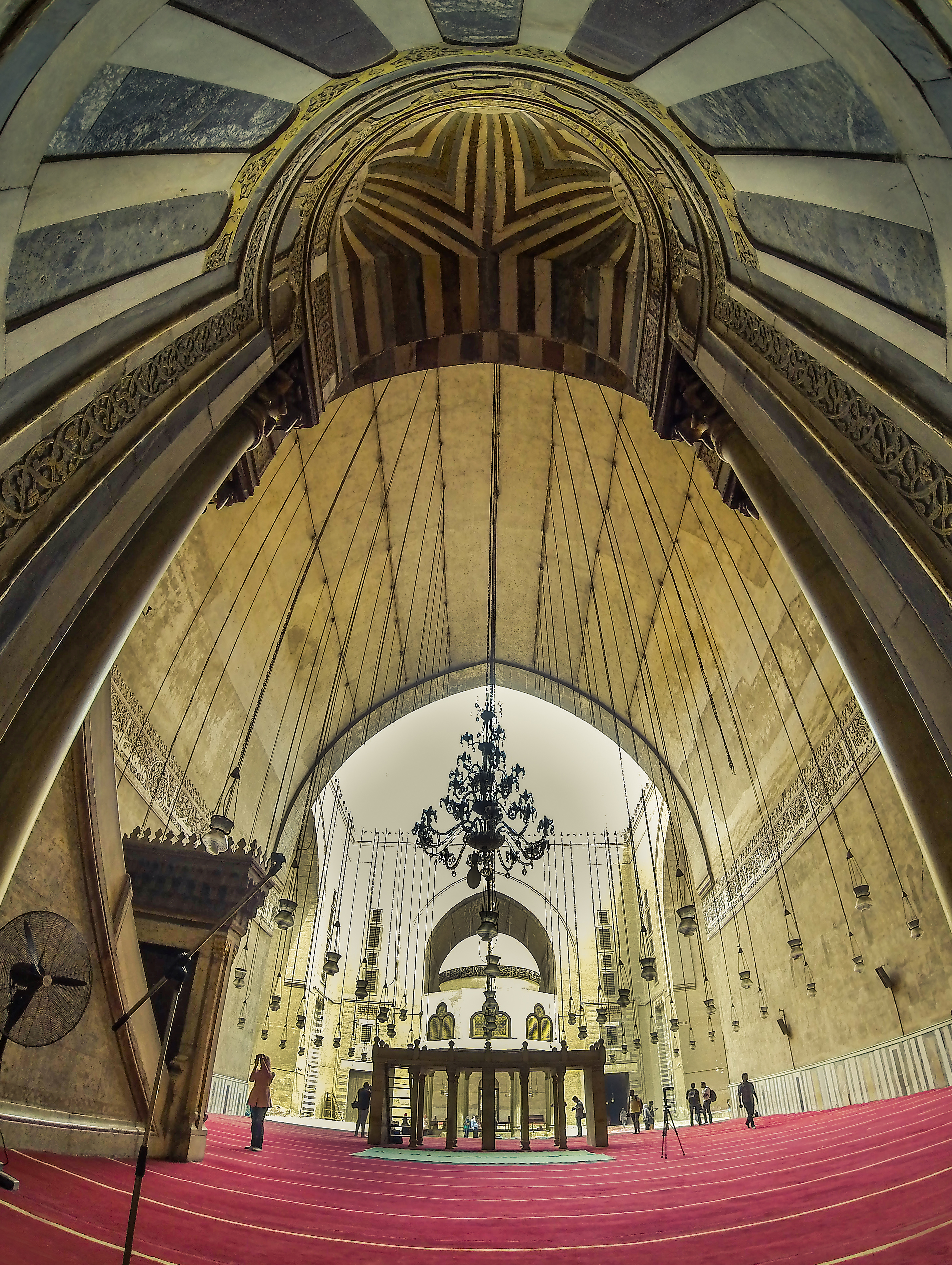
دكة المبلغ ويظهر أماها الصحن المكشوف تتوسطه الفسقية
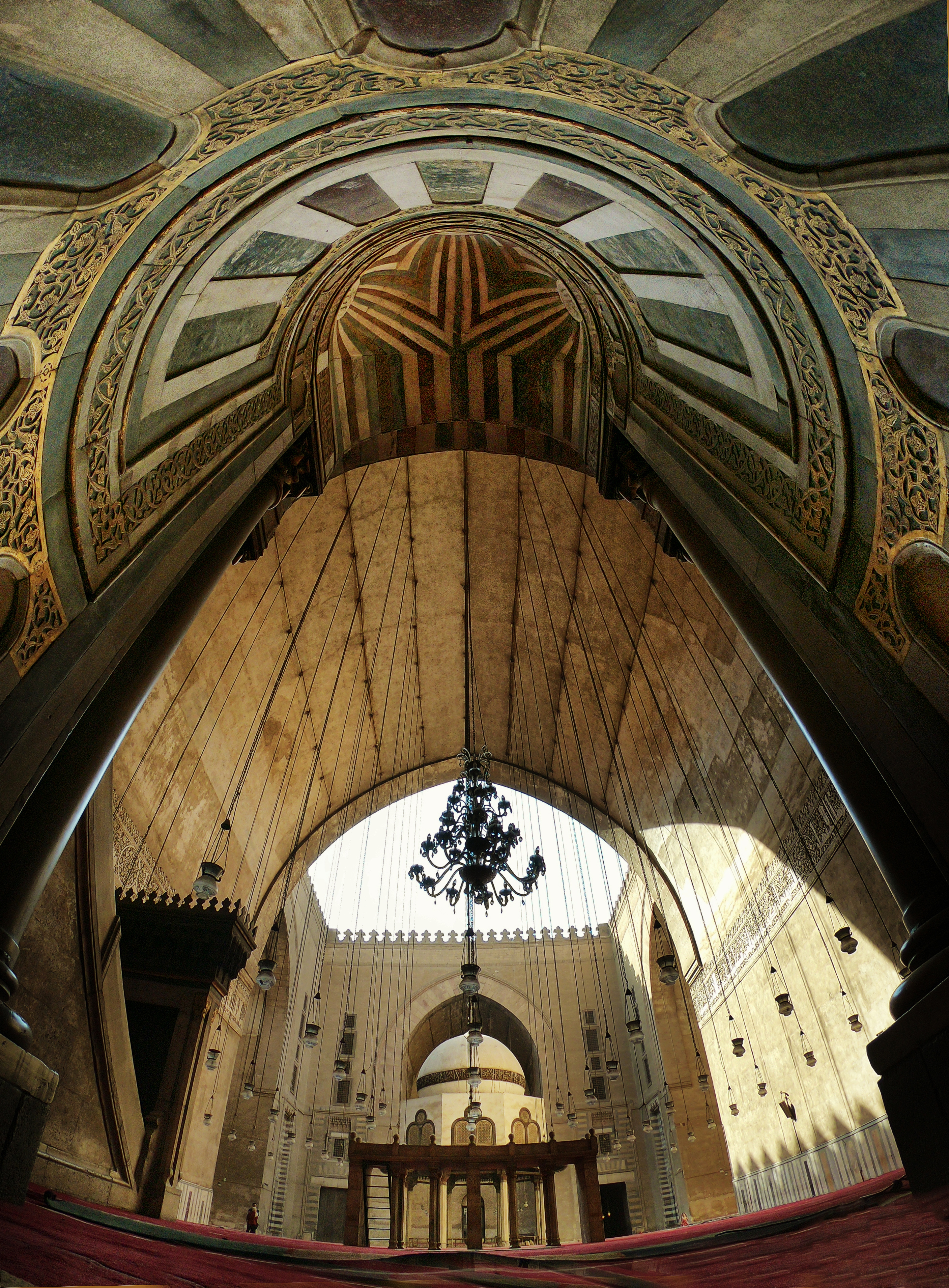
دكة المبلغ ويظهر أماها الصحن المكشوف تتوسطه الفسقية
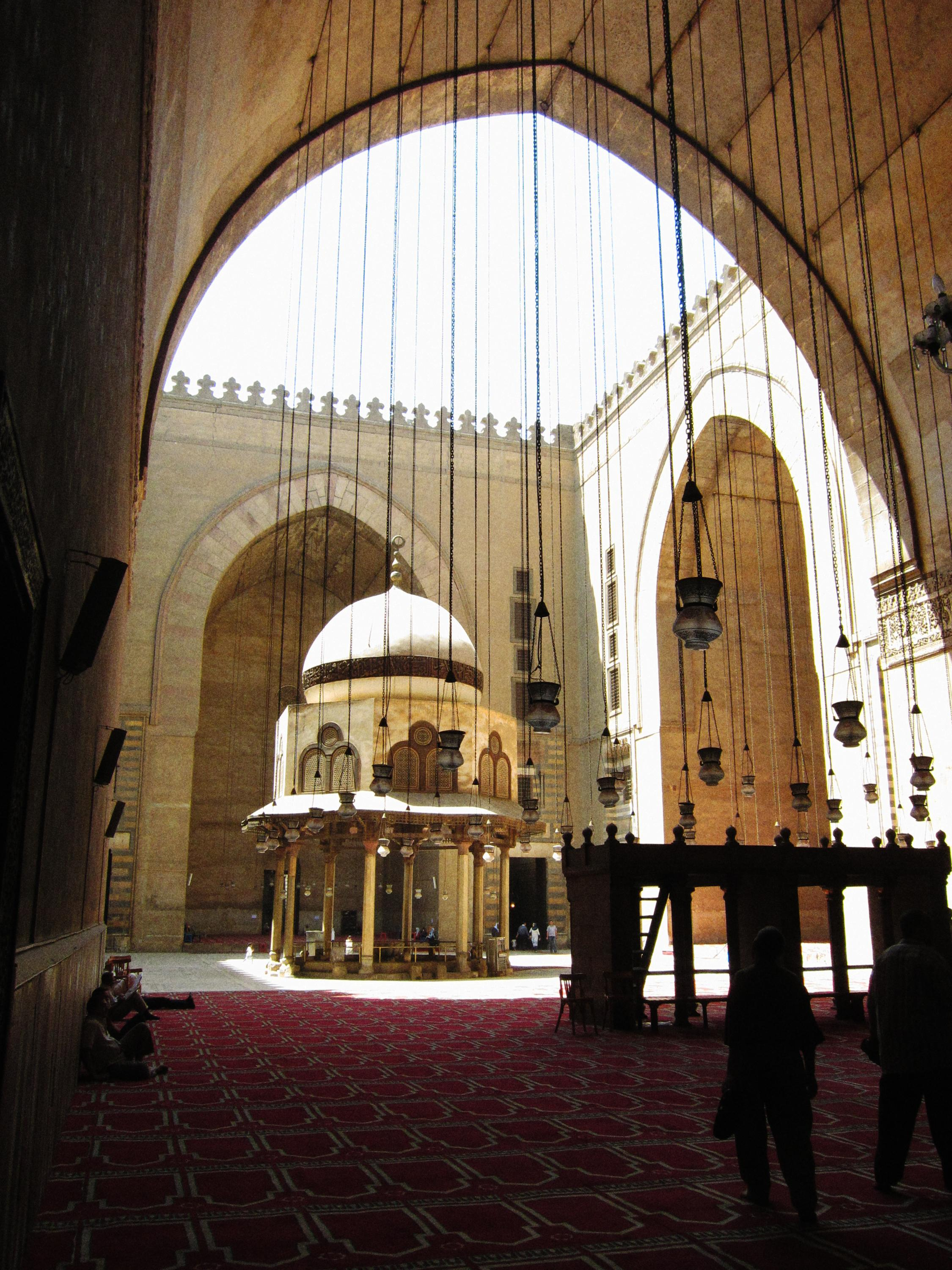
دكة المبلغ ويظهر أماها الصحن المكشوف تتوسطه الفسقية
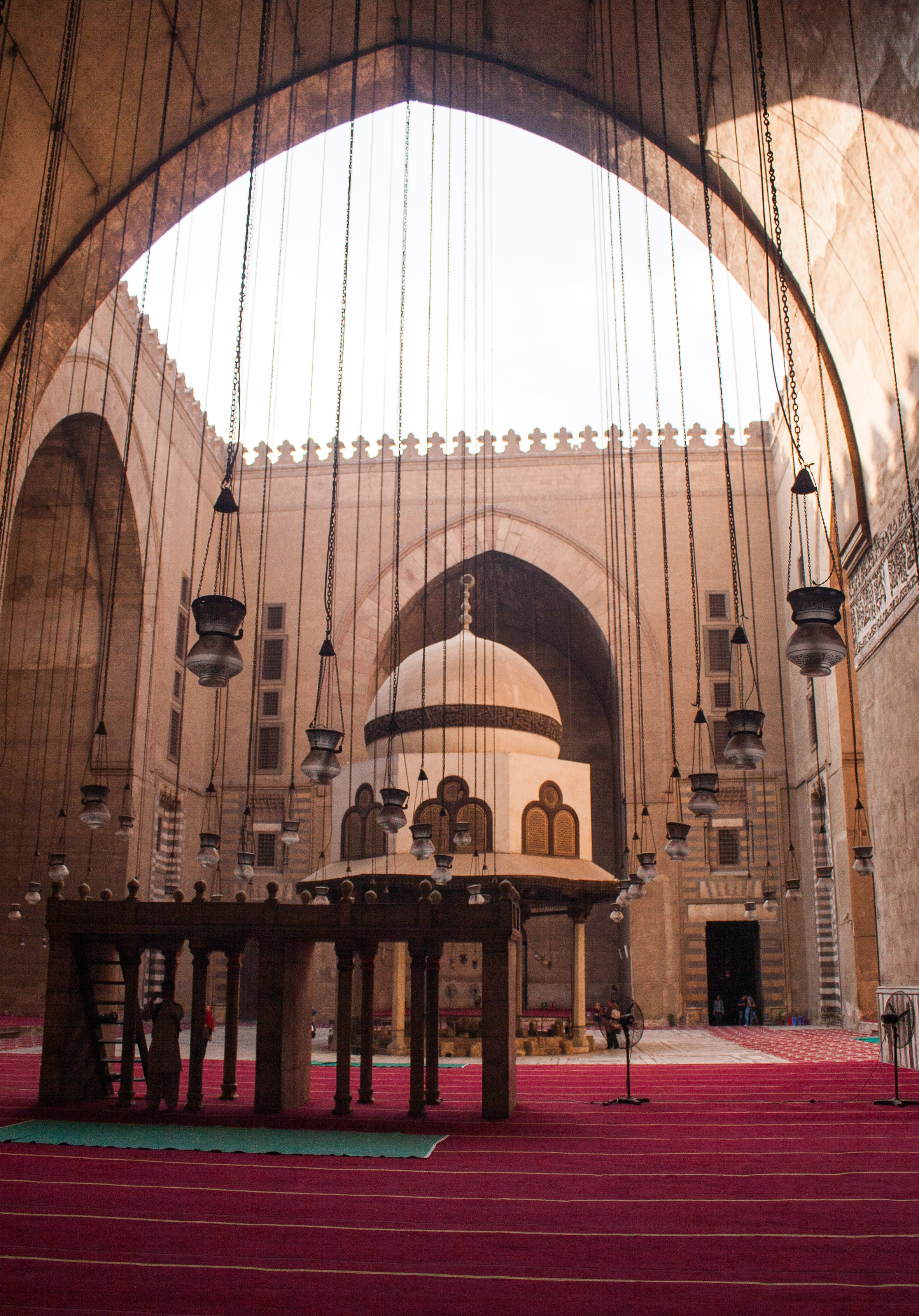
دكة المبلغ ويظهر أماها الصحن المكشوف تتوسطه الفسقية
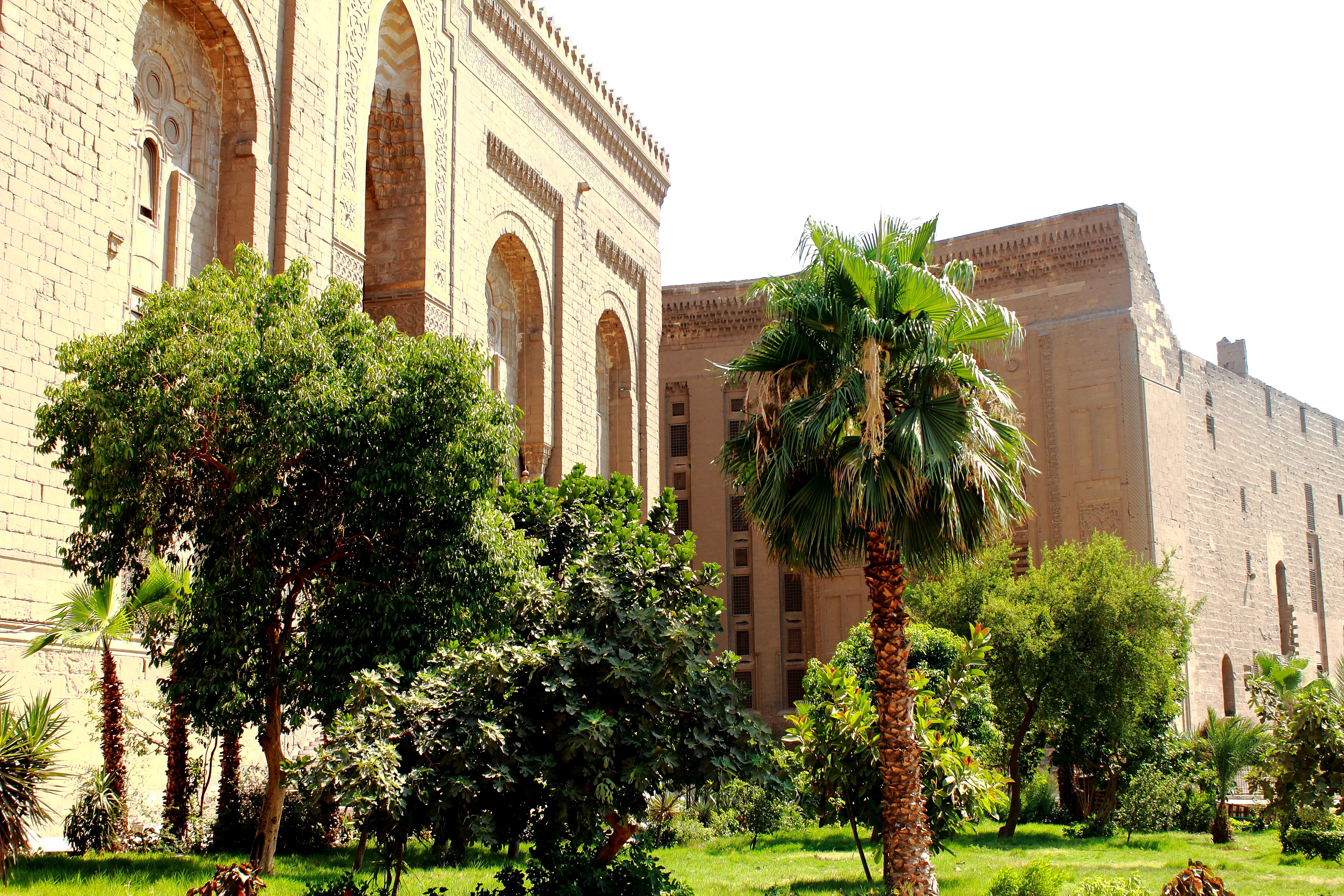
الحديقة
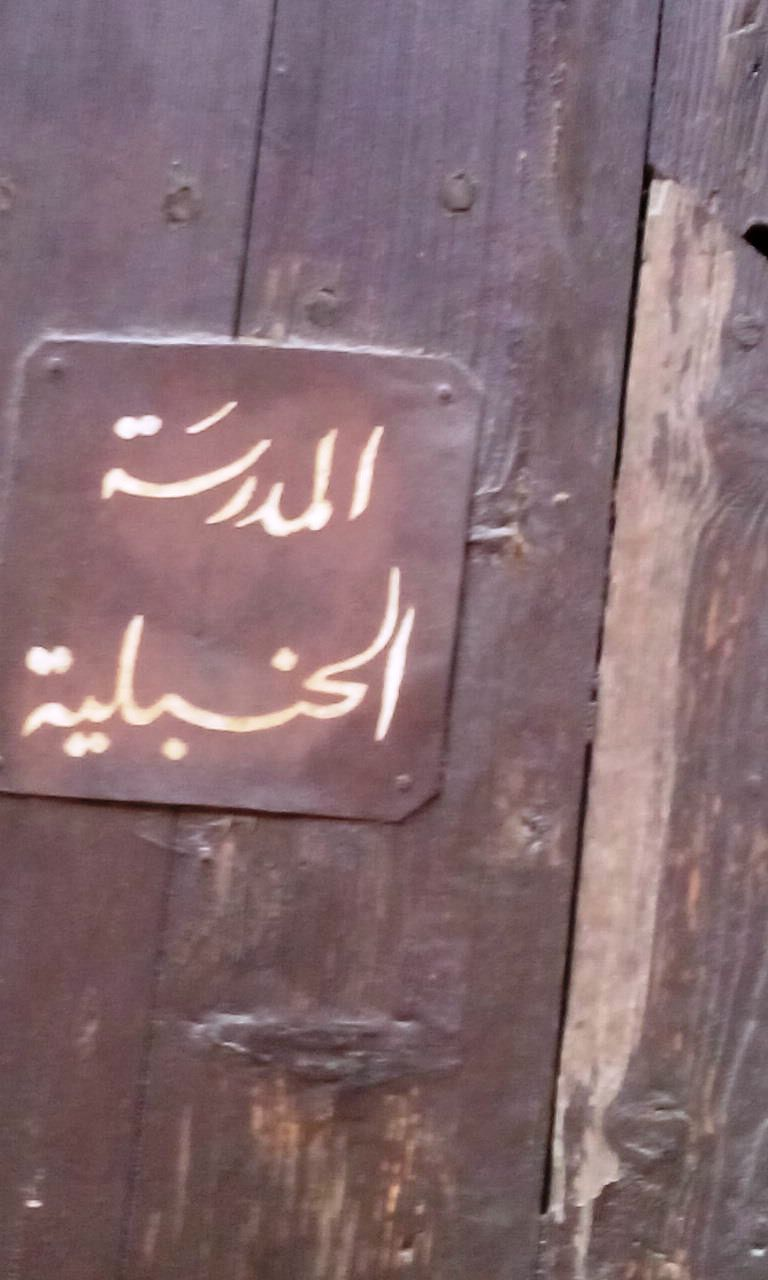
باب المدرسة الحنبلية
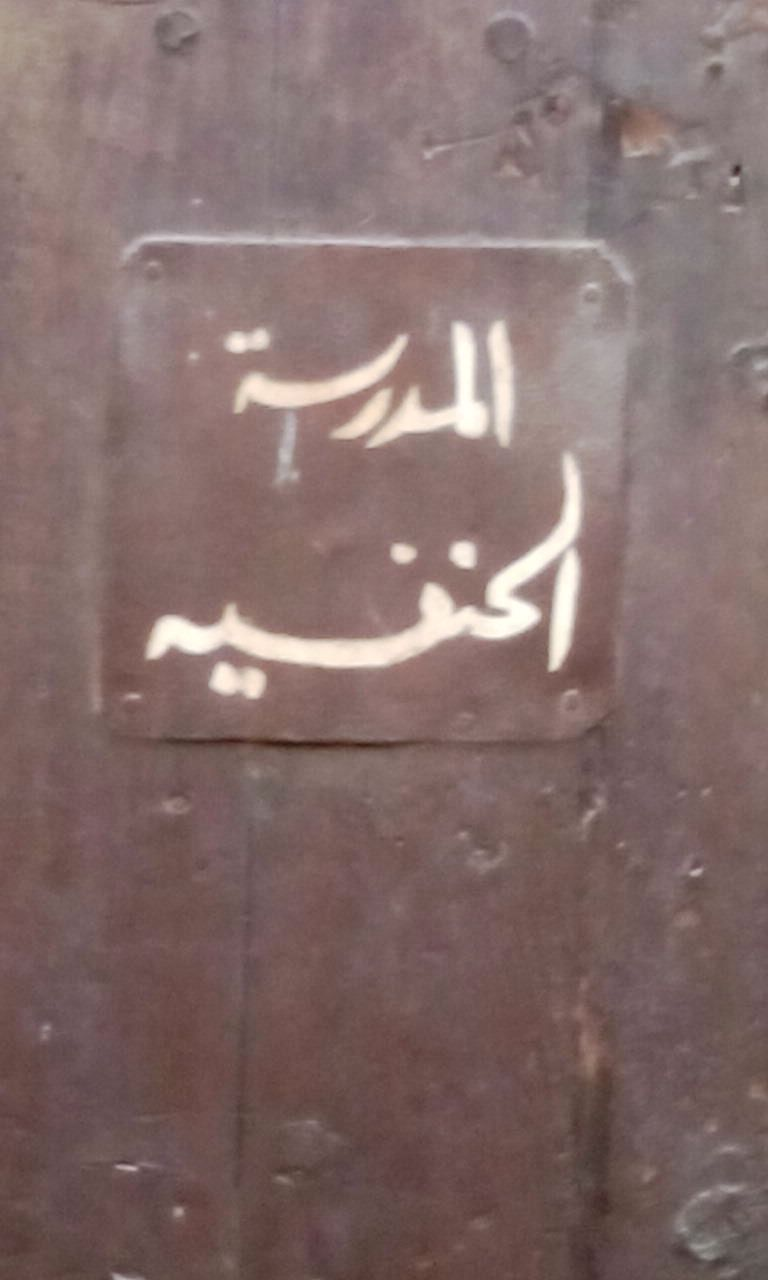
باب المدرسة الحنفية
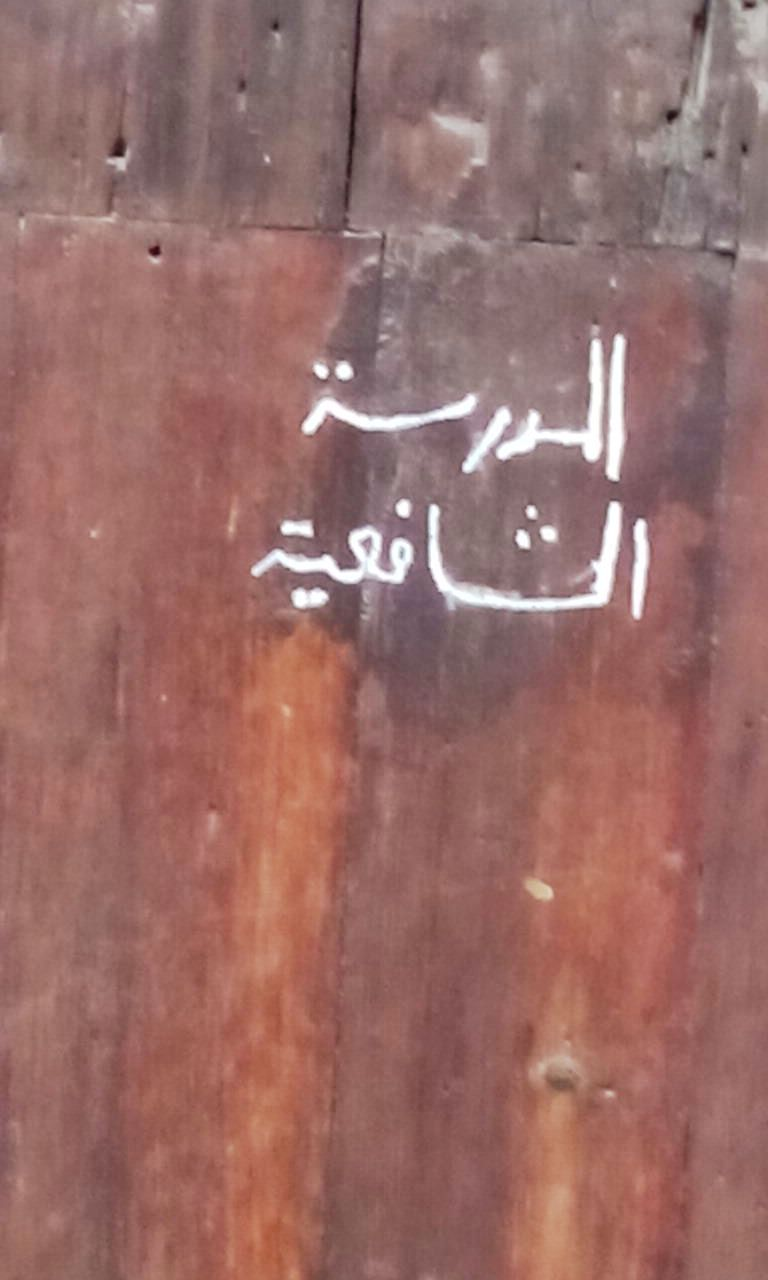
باب المدرسة الشافعية
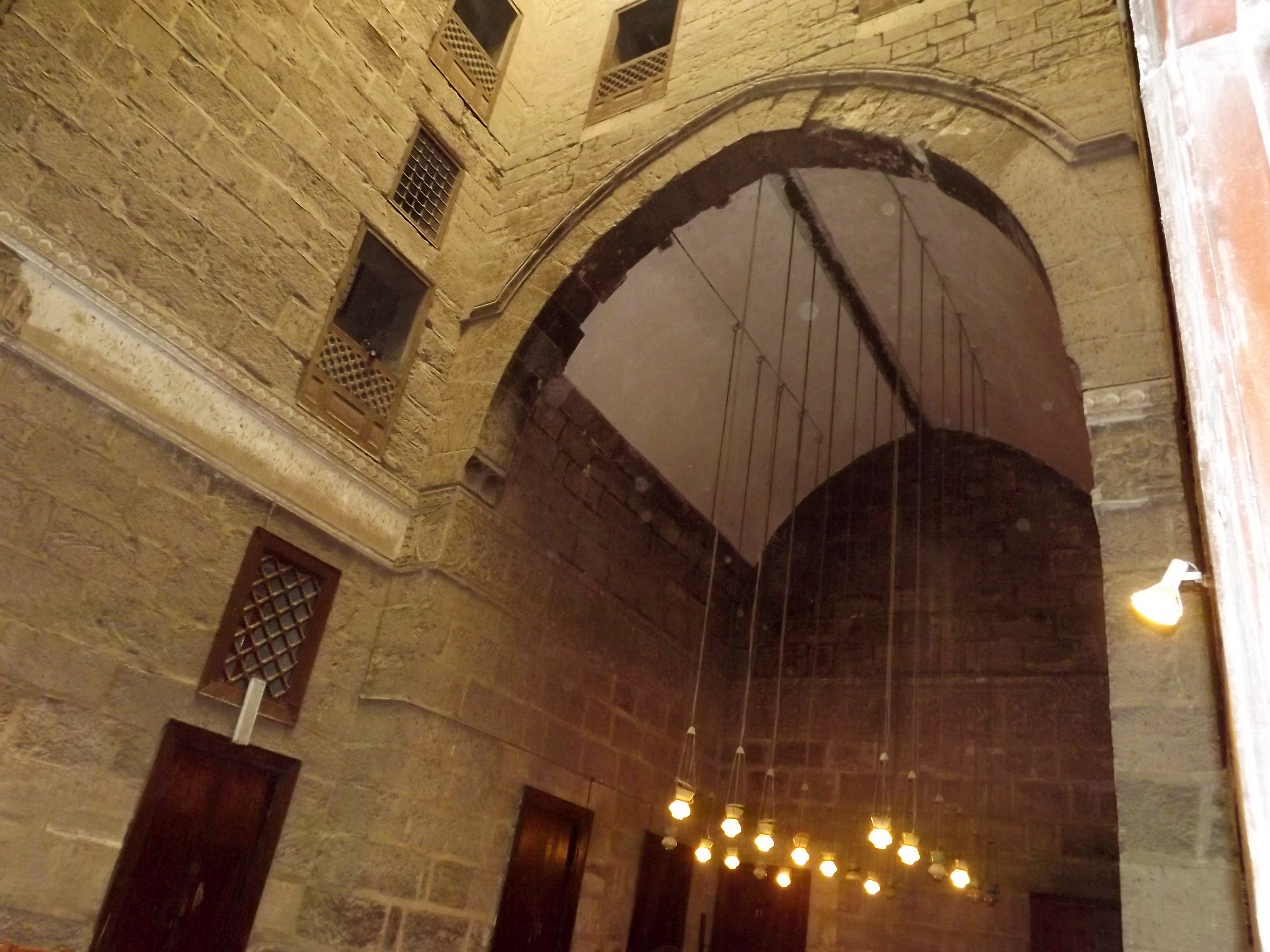
مدرسة السلطان حسن
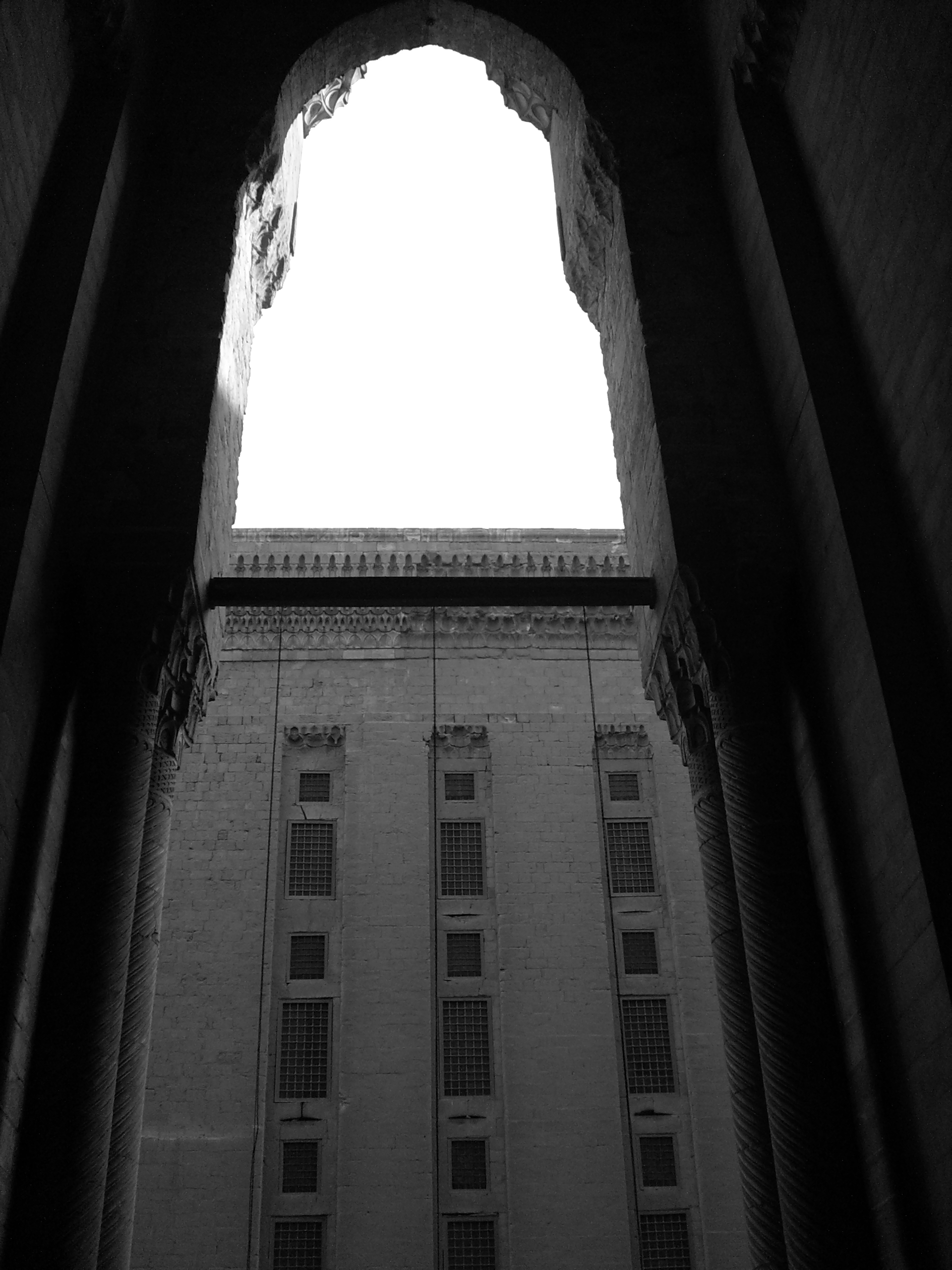
مدرسة السلطان حسن
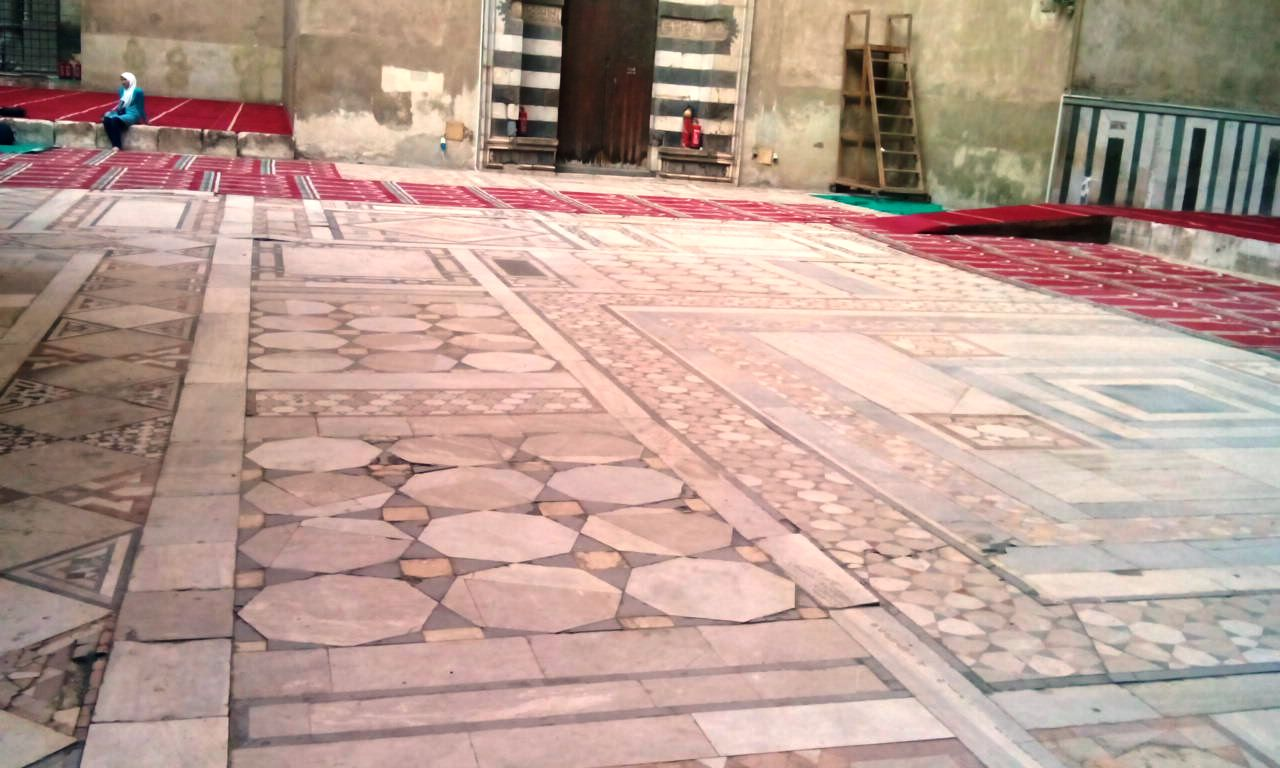
أرضية المسجد
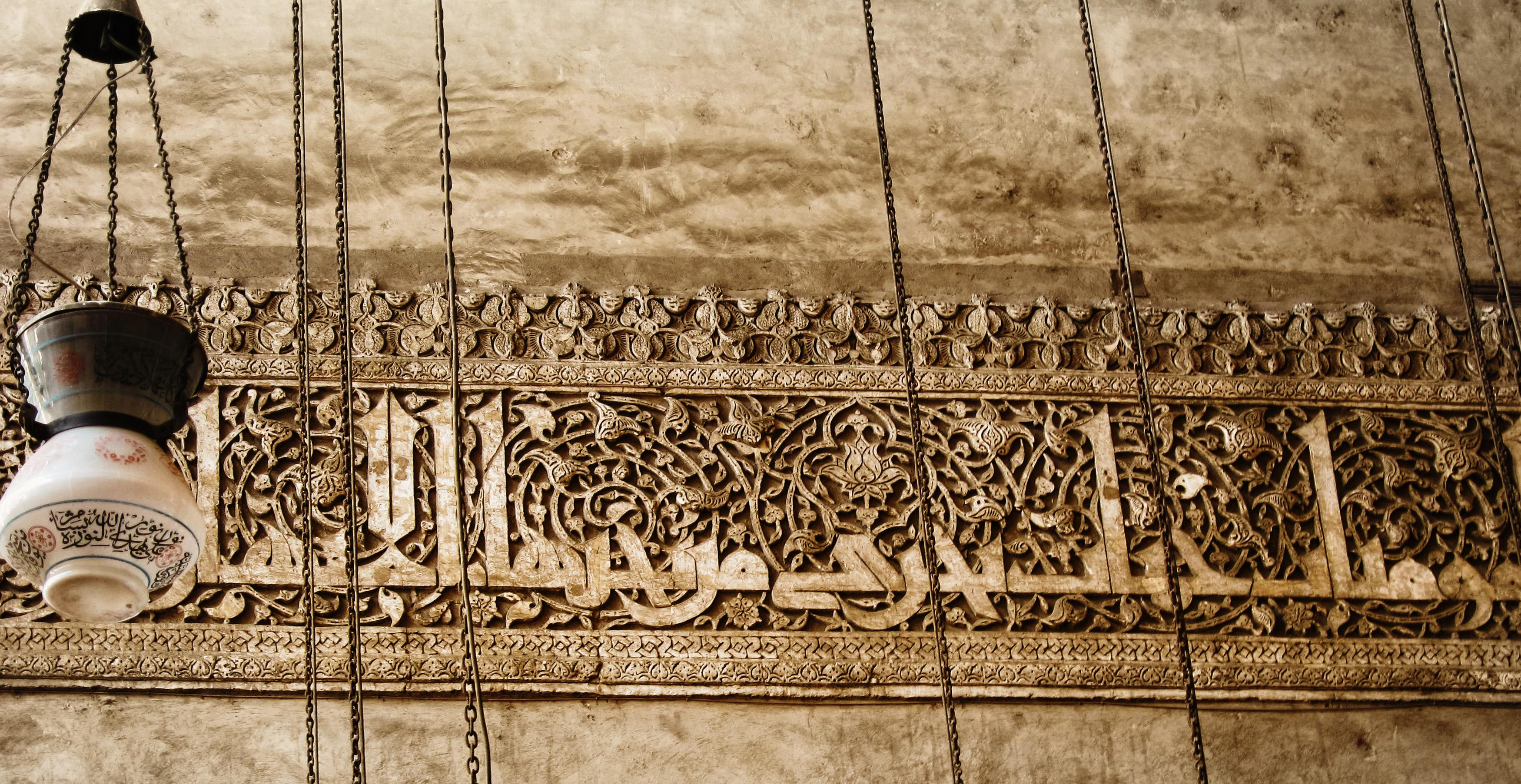
النقوش والزخارف الإسلامية
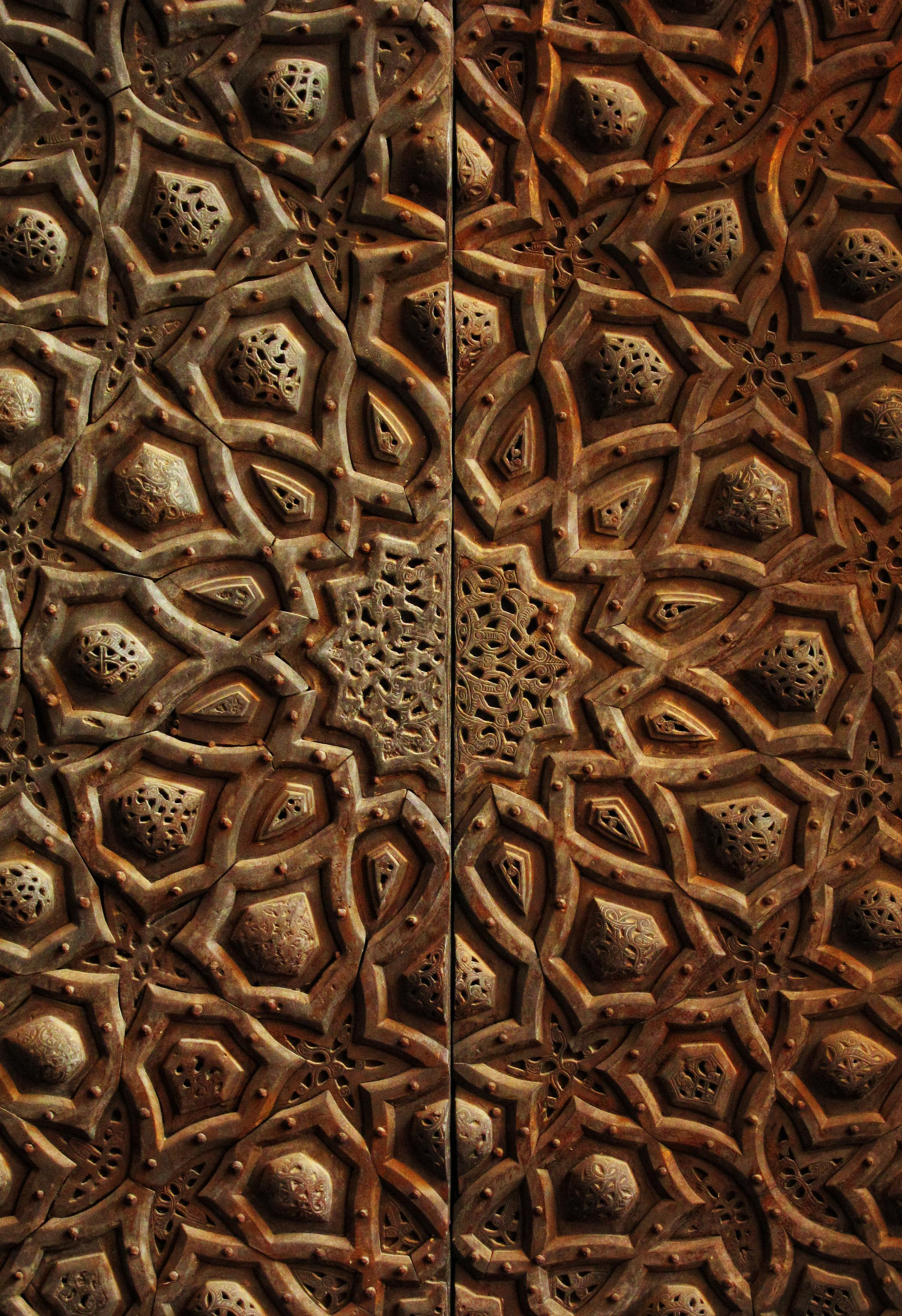
النقوش والزخارف الإسلامية
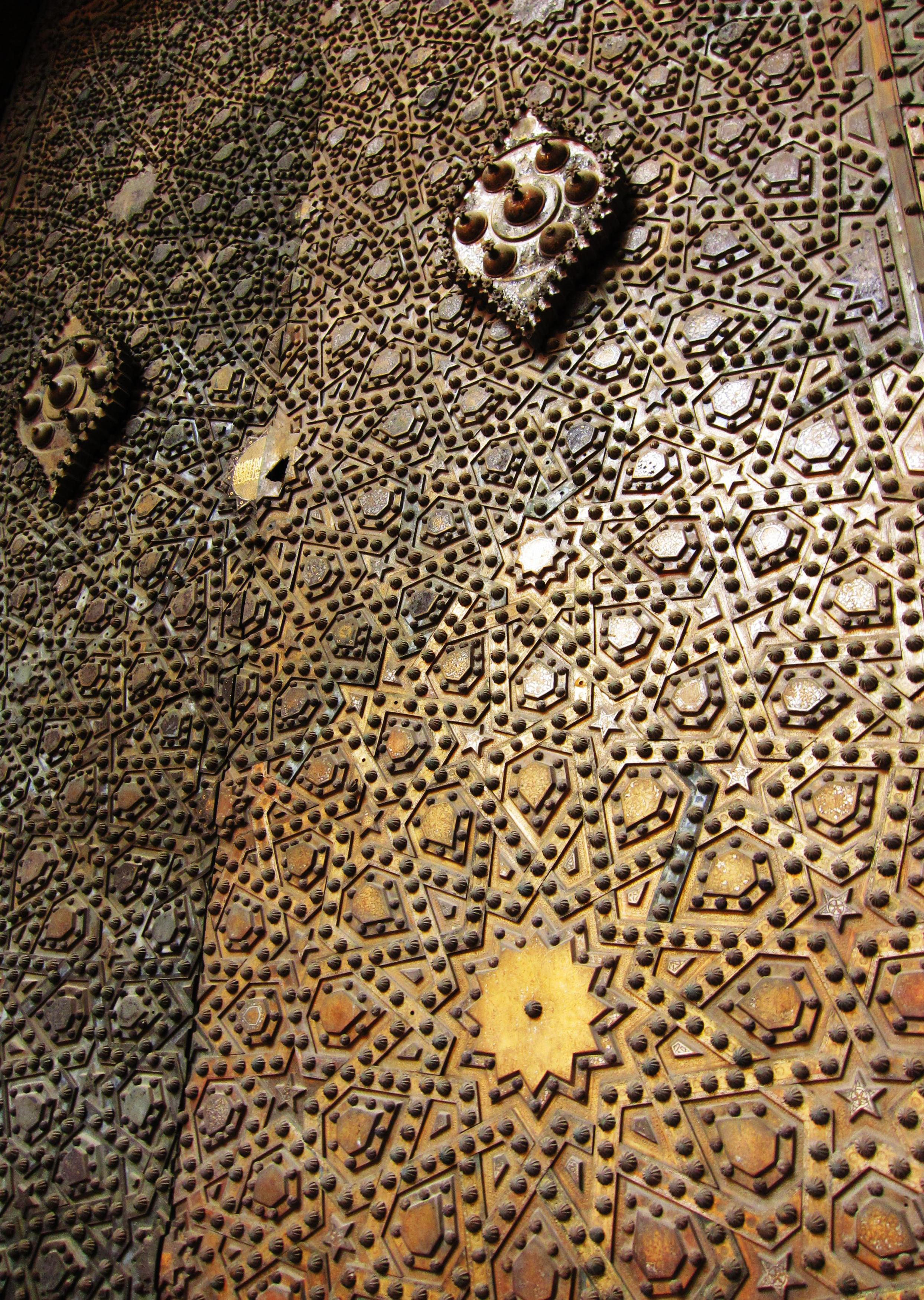
النقوش والزخارف الإسلامية
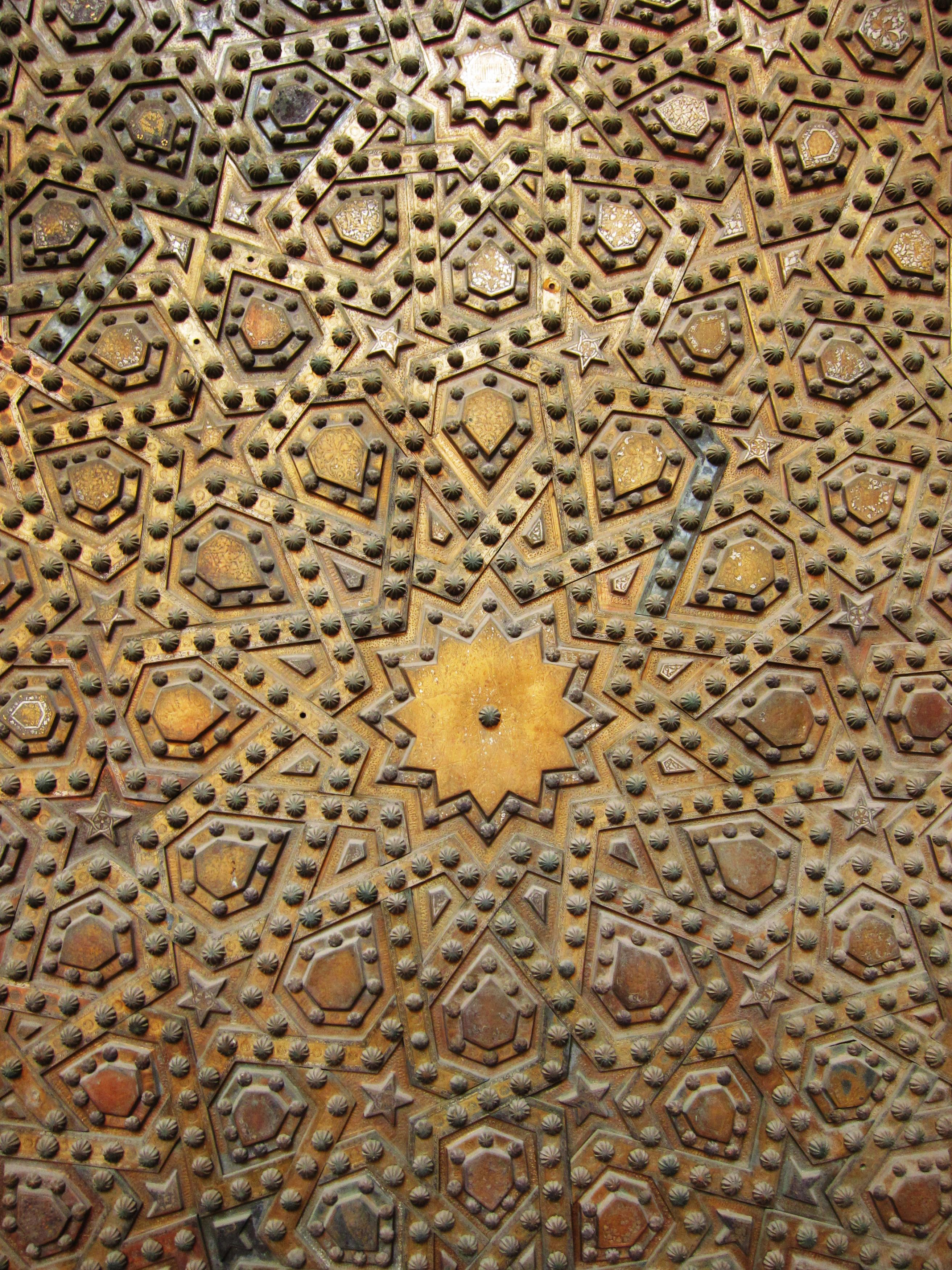
النقوش والزخارف الإسلامية
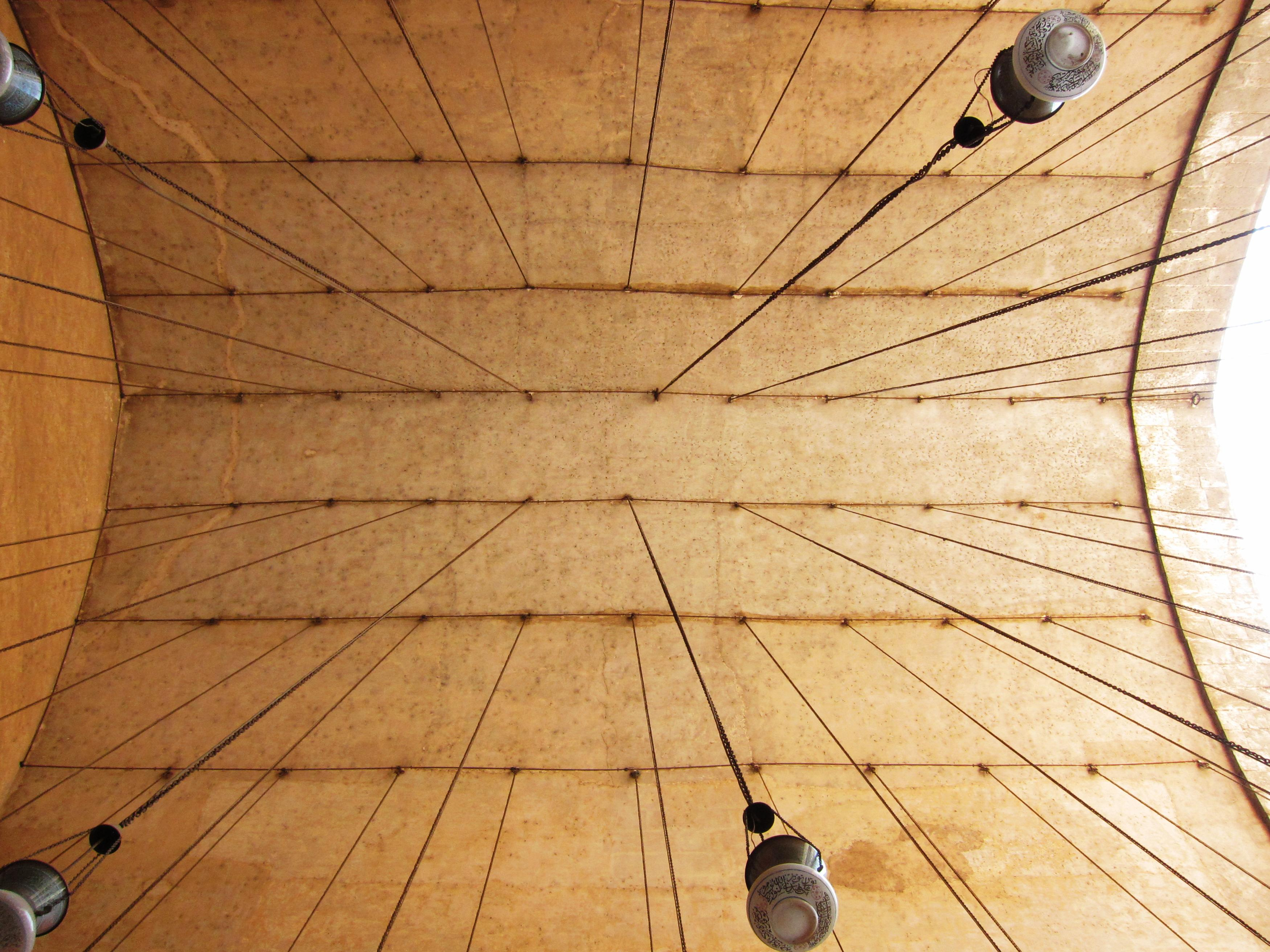
سقف المسجد والمعلقات
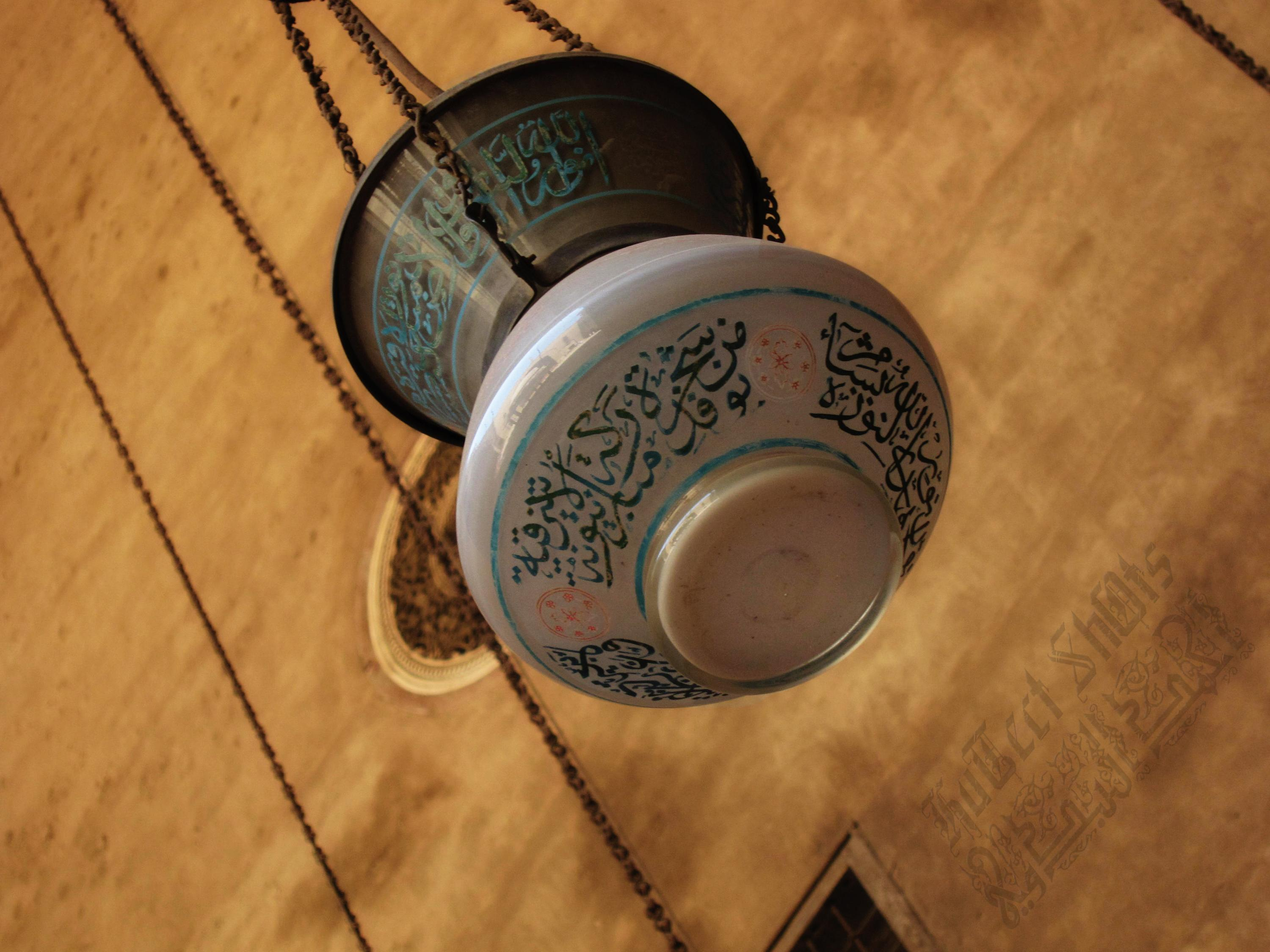
مشكاة معلقة
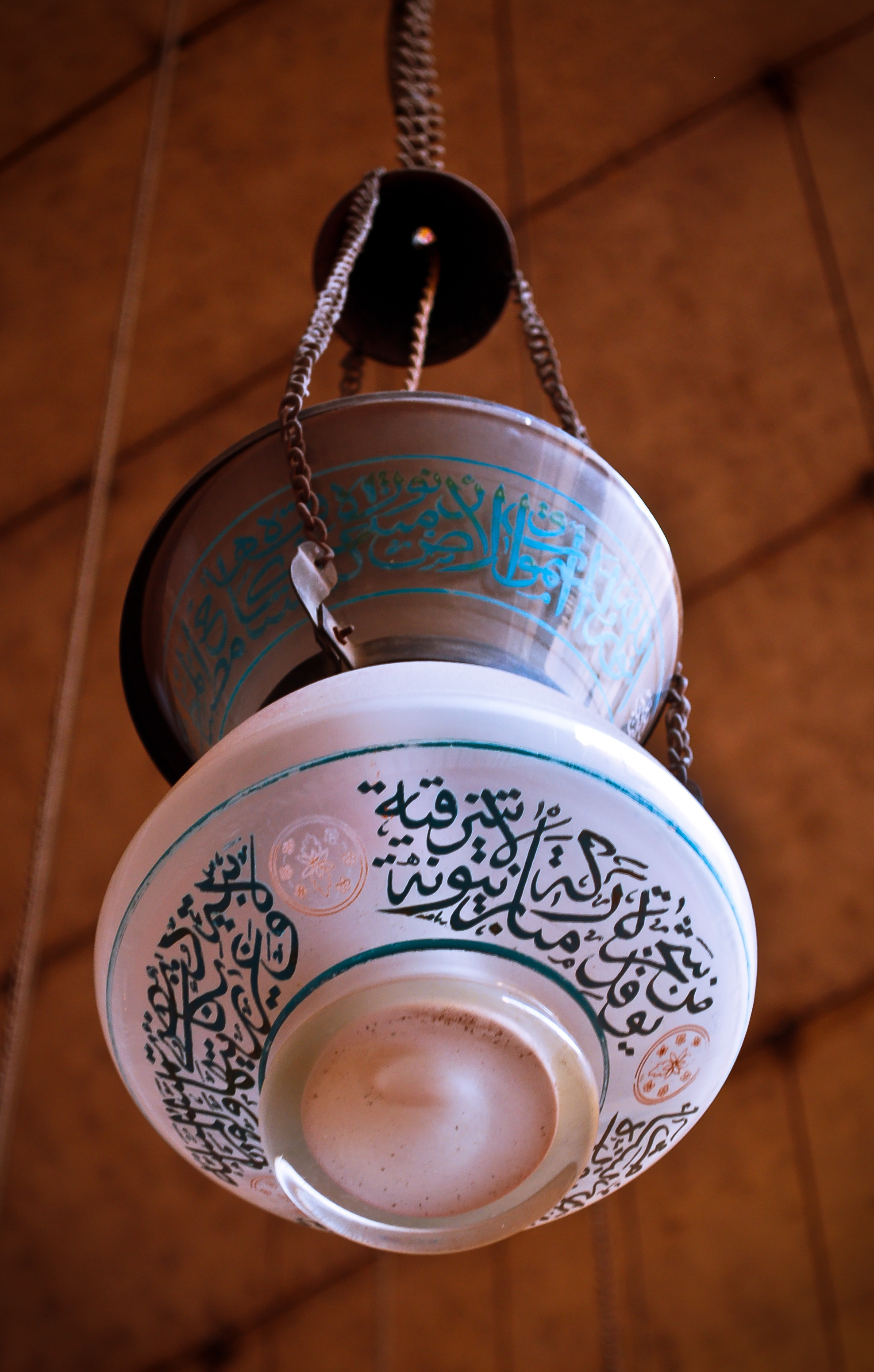
مشكاة معلقة
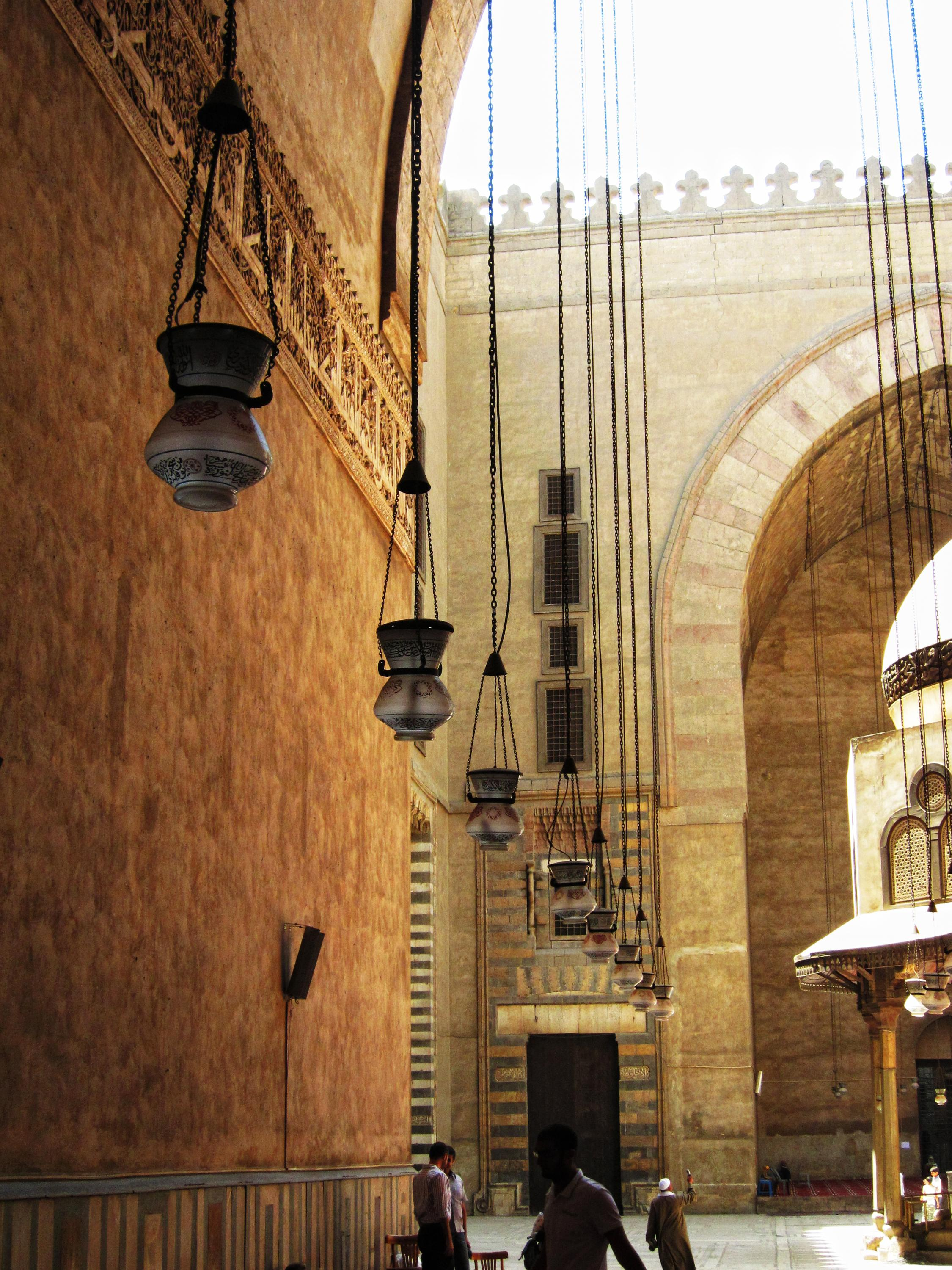
المعلقات
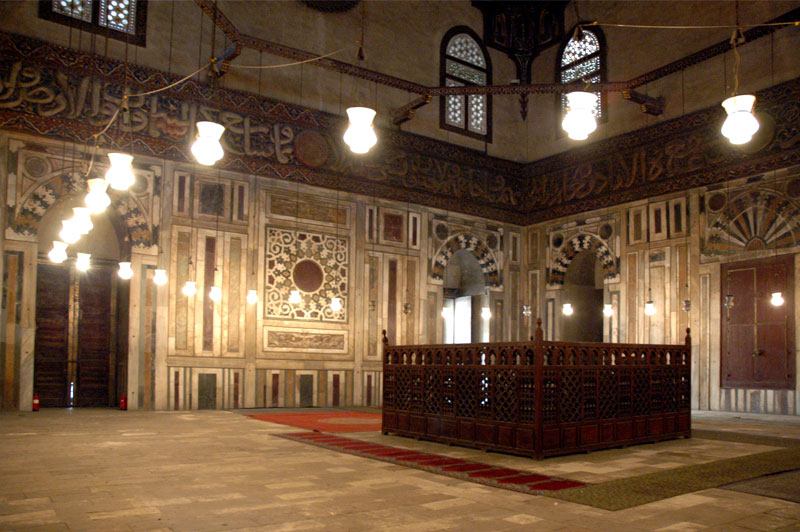
قبر الشهاب أحمد
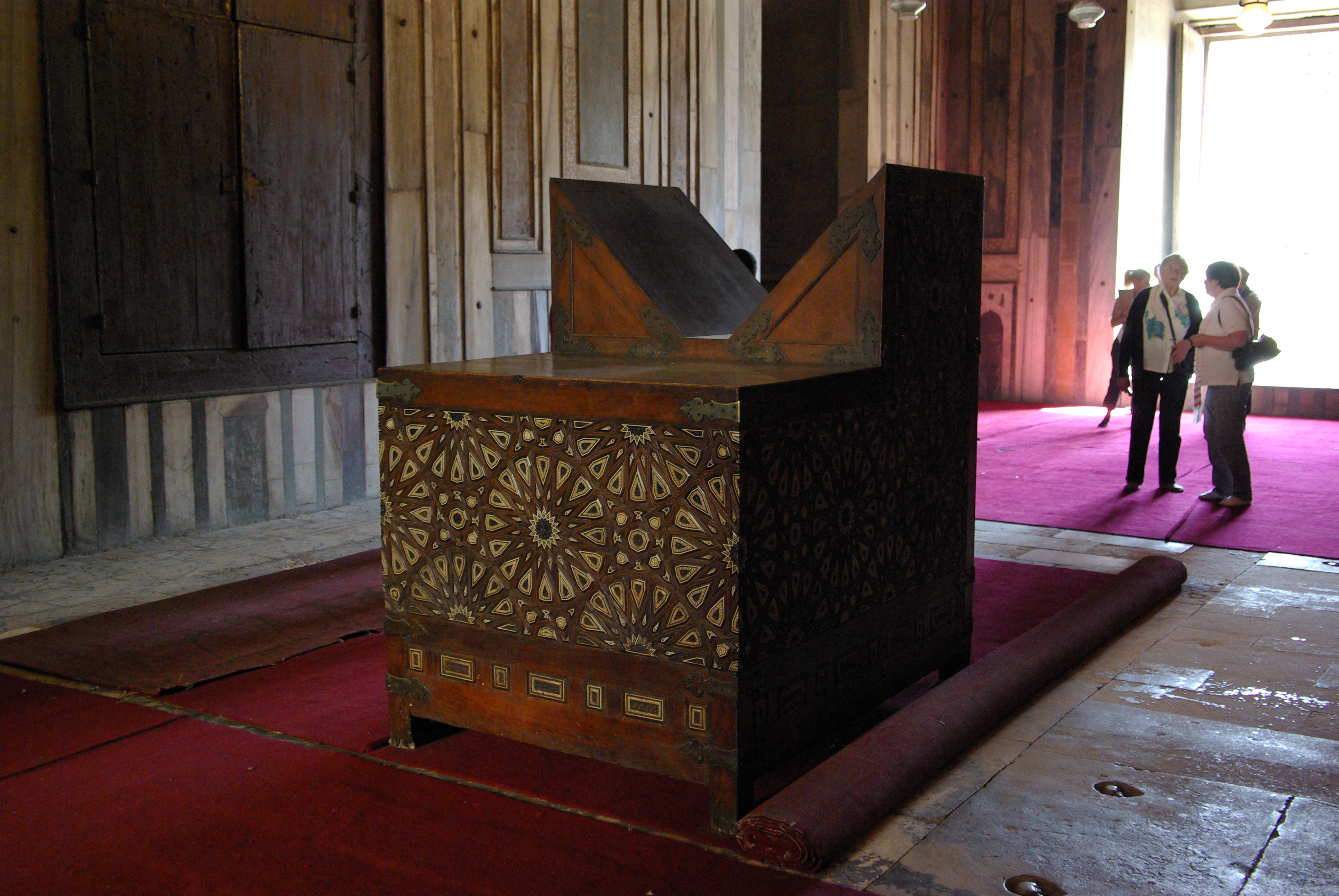
كرسي المصحف بجوار قبر الشهاب أحمد
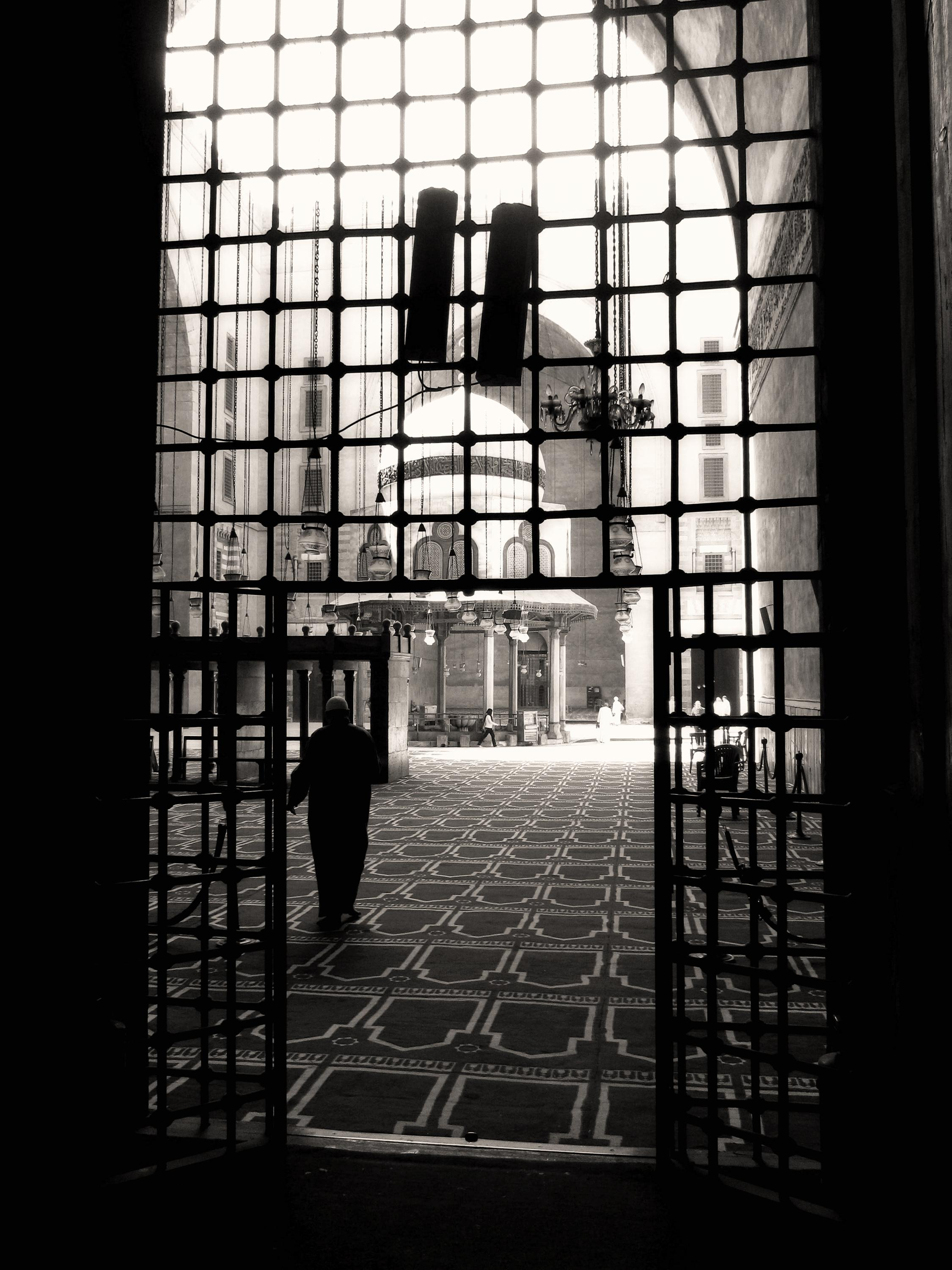
مسجد السلطان حسن من الداخل
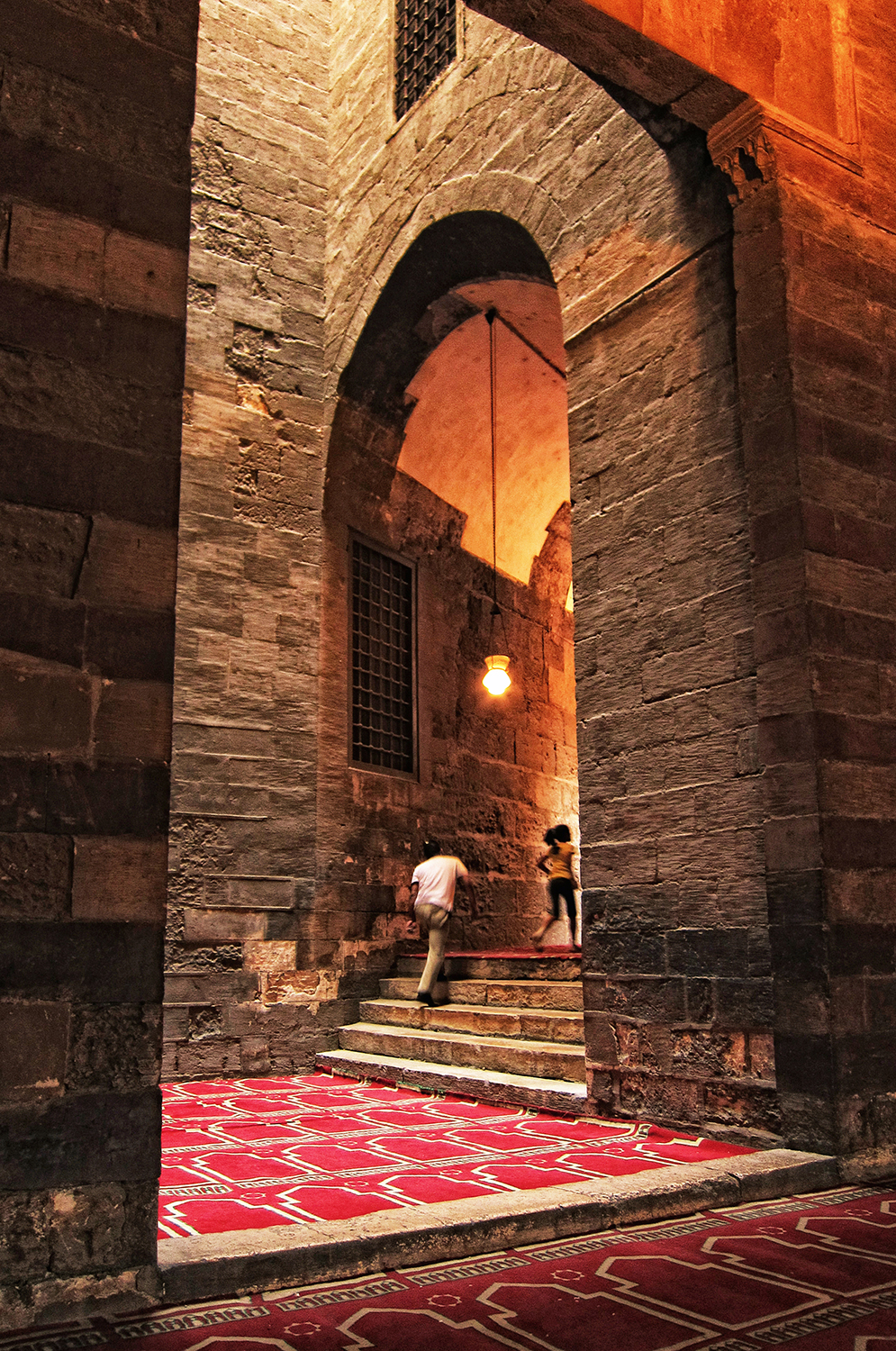
مسجد السلطان حسن من الداخل
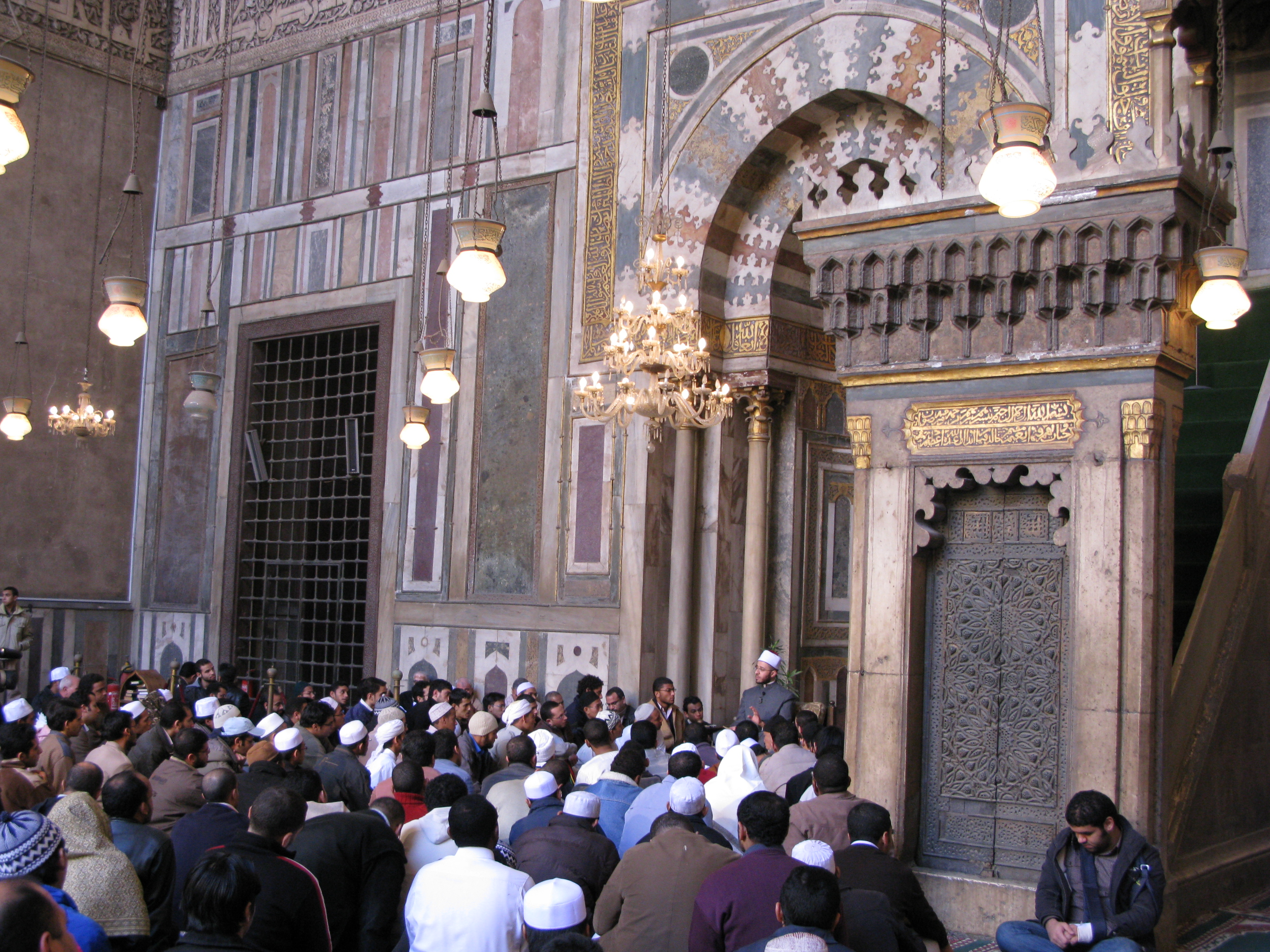
درس للشيخ أسامة الأزهري بالمسجد
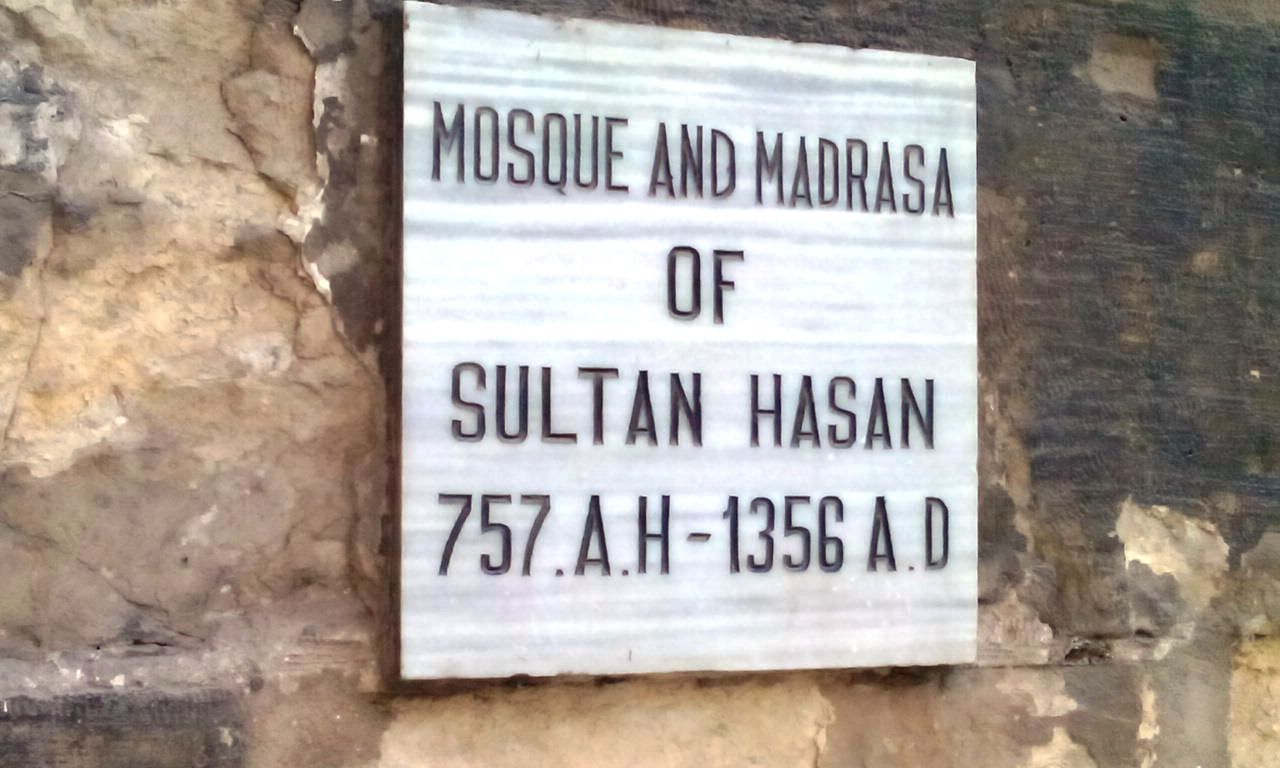
لوحة تظهر تاريخ إنشاء المسجد
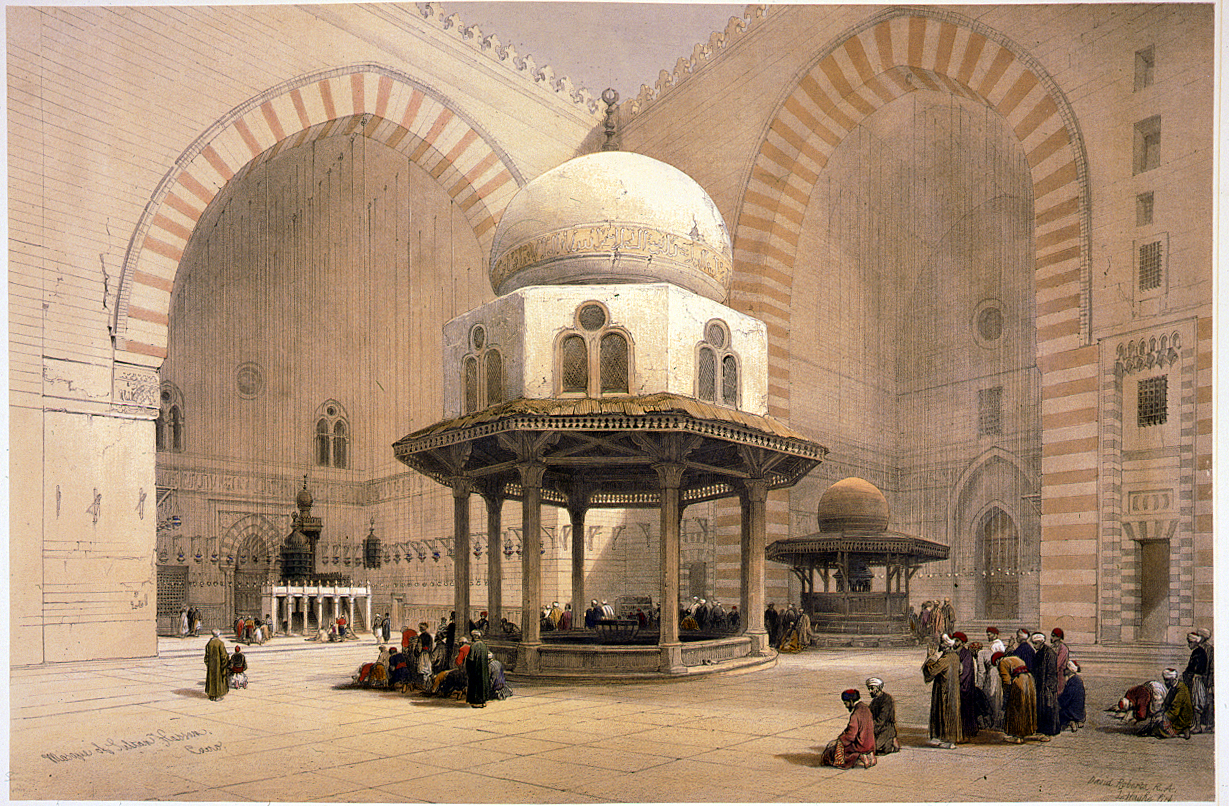
لوحة فنية قديمة للمسجد
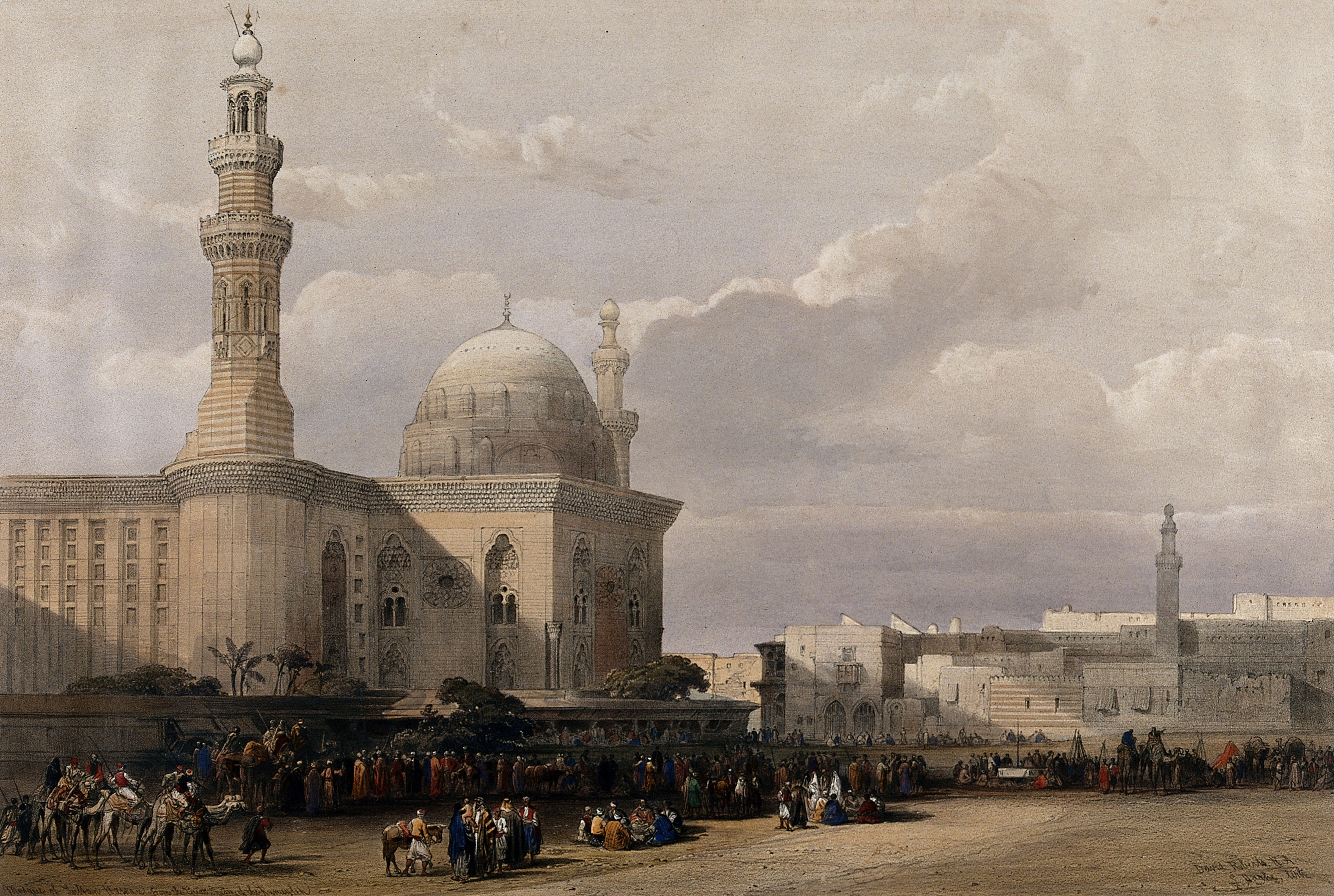
لوحة فنية قديمة للمسجد